# Medvěd hnědý
Medvěd hnědý (Ursus arctos) je medvědovitá šelma, všežravec a jediný zástupce své čeledi, který se vyskytoval a vzácně stále vyskytuje na území Česka. Z celosvětového hlediska má druh holarktický areál rozšíření, ve kterém obývá především zalesněná stanoviště. Je to jeden z největších suchozemských masožravců (spíše však příležitostných), kterému konkuruje pouze jeho nejbližší příbuzný, medvěd lední, jehož míry jsou napříč populacemi mnohem konstantnější a který je v průměru o něco větší. Medvěd hnědý je pohlavně dimorfní. Dospělý samec bývá v průměru až o 30 % větší než samice. Obecně měří 100–220 cm, z toho ocas 5–20 cm, v kohoutku 90–150 cm a váží 100–350 kg. Do největších rozměrů rostou především americké a severoasijské poddruhy medvěda hnědého, obzvláště pak medvěd kodiak, medvěd grizzly nebo medvěd kamčatský. Podle některých zdrojů mohou dosáhnout délky až tří metrů a hmotnosti až jedné tuny (ale zpravidla jen v zajetí, kde lze počítat s obezitou).
Navzdory obecným představám, že jde o nebezpečnou či krvelačnou šelmu, živí se převážně rostlinnou potravou. Jsou-li však okolnosti příznivé, díky svým rozměrům dokáže skolit i tak mohutné zvíře, jako je bizon, los nebo pižmoň. V některých oblastech Aljašky se medvědi hnědí živí převážně lososy. Na vrcholu podzimního hodování dokáže denně zkonzumovat až 40 kg potravy. Zimu přečkává v brlohu a hibernuje.
Po většinu roku je to samotářské zvíře, které se sdružuje pouze v období rozmnožování a při výchově mláďat (samice s mláďaty). K páření dochází na jaře či v létě, od května do července, případně i později, čím severněji medvědi žijí. Březost samice trvá šest až devět měsíců a rodí jedno až tři medvíďata, o která se stará 2,5 až 4 roky. Samec se na péči o mláďata nepodílí. Medvěd hnědý se dožívá 25 až 30 let, zřídka i více. Vzhledem ke své velikosti nemá kromě člověka příliš mnoho nepřátel, ale velkou konkurencí se stávají jiní dospělí medvědi.
Mezinárodní svaz ochrany přírody (IUCN) považuje druh za málo dotčený, ačkoli je napříč celým areálem řada populací stále na pokraji vyhynutí, a to zejména kvůli lidským aktivitám (úbytku prostředí či lovu). Kriticky ohrožený je například asijský medvěd plavý. Vzácný je medvěd hnědý i v Česku. Již vyhuben je medvěd atlaský jediný druh medvěda, který žil v Africe. K roku 2019 počet medvědů hnědých na celém světě přesahuje 200 000, z nichž většina žije v Rusku (~100 000 jedinců), v Severní Americe asi 58 000 a v Evropě přibližně 15 400 až 17 000 jedinců. Největší evropská populace medvědů se nachází v Rumunsku (nepočítáme-li evropskou část Ruska).
Medvěd hnědý je považován za charismatickou megafaunu a v zajetí je chován již od starověku. Byl ochočen a vycvičen k vystupování v cirkusech a jiných představeních. Po tisíce let tvoří dominantní roli v lidské kultuře a často se tak objevuje v literatuře, umění, folklóru či mytologii. V roce 2014 byl zvolen za zvířecího reprezentanta Evropy spolu s vlkem, rysem, rosomákem a zubrem (tzv. evropská velká pětka).

## Taxonomie a evoluce
Medvěd hnědý byl popsán švédským přírodovědcem Carlem Linném ve svém díle z roku 1758 Systema naturae (Soustava přírody), pod dodnes platným latinským názvem Ursus arctos. Toto jméno je složeno z latinského a řeckého slova pro medvěda.

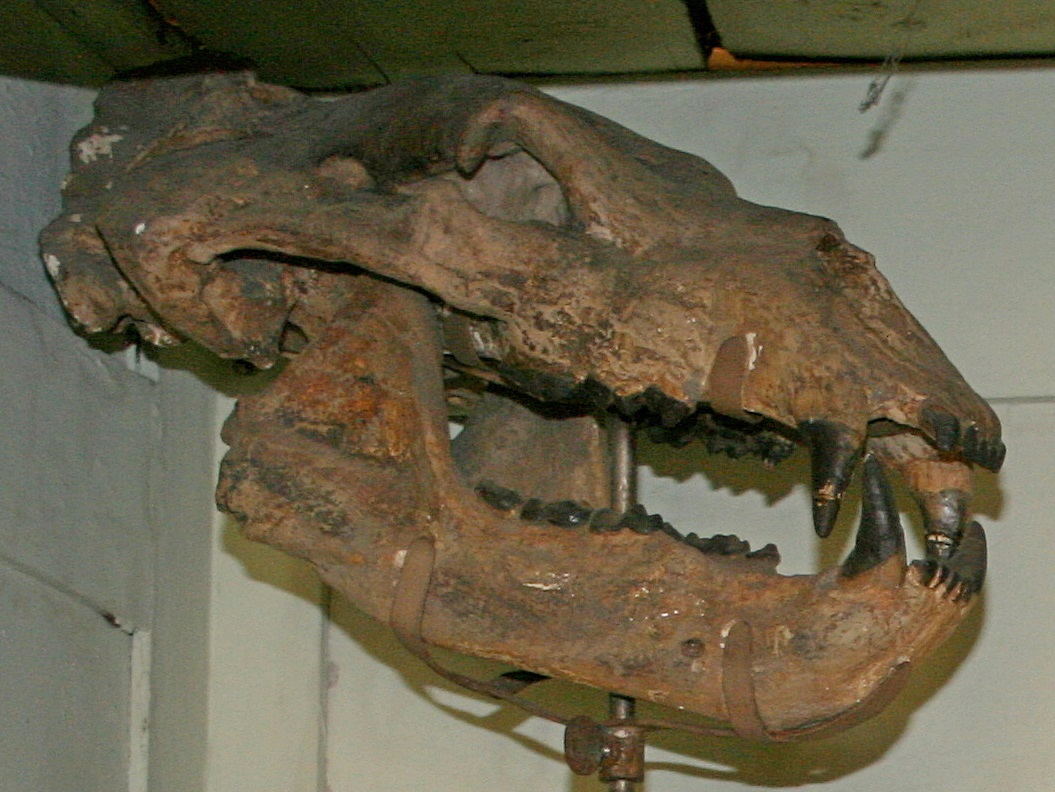
Lebka vyhynulého předka Ursus etruscus

Medvěd hnědý je jedním z osmi recentních druhů z čeledi medvědovitých (Ursidae), ze šesti recentních druhů z podčeledi Ursinae a jedním ze čtyř žijících zástupců rodu Ursus, kam se řadí i medvěd lední, medvěd baribal a medvěd ušatý. Jako druh se medvědi vyvinuli před asi 5 miliony lety a prošli si rozsáhlou hybridizací. Patrně nejstarším známým zástupcem tohoto rodu je vyhynulý Ursus minimus, což by relativně malý medvěd vážící okolo 50 kg, který žil v období pliocénu až pleistocénu. Za předka medvěda hnědého je považován medvěd etruský (Ursus etruscus) původem z Eurasie, který žil v raném pleistocénu a který se podobal dnešním medvědům, až na poněkud primitivnější chrup. Nejstarší známé fosilní nálezy samotného medvěda hnědého jsou staré asi 500 000 let a pocházejí z Asie, z jeskynního systému Čou-kchou-tien v Číně. Asi před 250 000 lety se tento druh dostal do Evropy, kde na několika místech sdílel stanoviště společně s medvědem jeskynním (Ursus spelaeus), se kterým se též rozmnožoval, a který byl o něco málo větší než dnešní medvěd hnědý a mohl dosahovat hmotnosti 250–500 kg. Výzkumy z oborů molekulární biologie a genetiky ukazují, že současný medvěd hnědý má stále podíl svého genomu v množství 0,9 až 2,4 % odpovídající genomu medvěda jeskynního. Nedlouho poté, co medvěd hnědý pronikl do Evropy se objevil i v Africe, kde dnes již vyhynul. Během poslední (weichselské) doby ledové, před asi 50 000 až 14 000 lety migroval medvěd hnědý do Severní Ameriky přes tehdy zaledněnou Beringovu úžinu a stal se tak předchůdcem dnešního grizzlyho či kodiaka, a než byl vytlačen zpět člověkem, dostal se i do oblastí dnešního Ontaria, Kentucky, Labradoru nebo severního Mexika. Je tak možné, že za vyhynutím severoamerického medvěda krátkočelého, který žil v období mezi 3 miliony – 10 000 let, stál invazní medvěd hnědý, neboť mohl představovat silného potravního konkurenta.

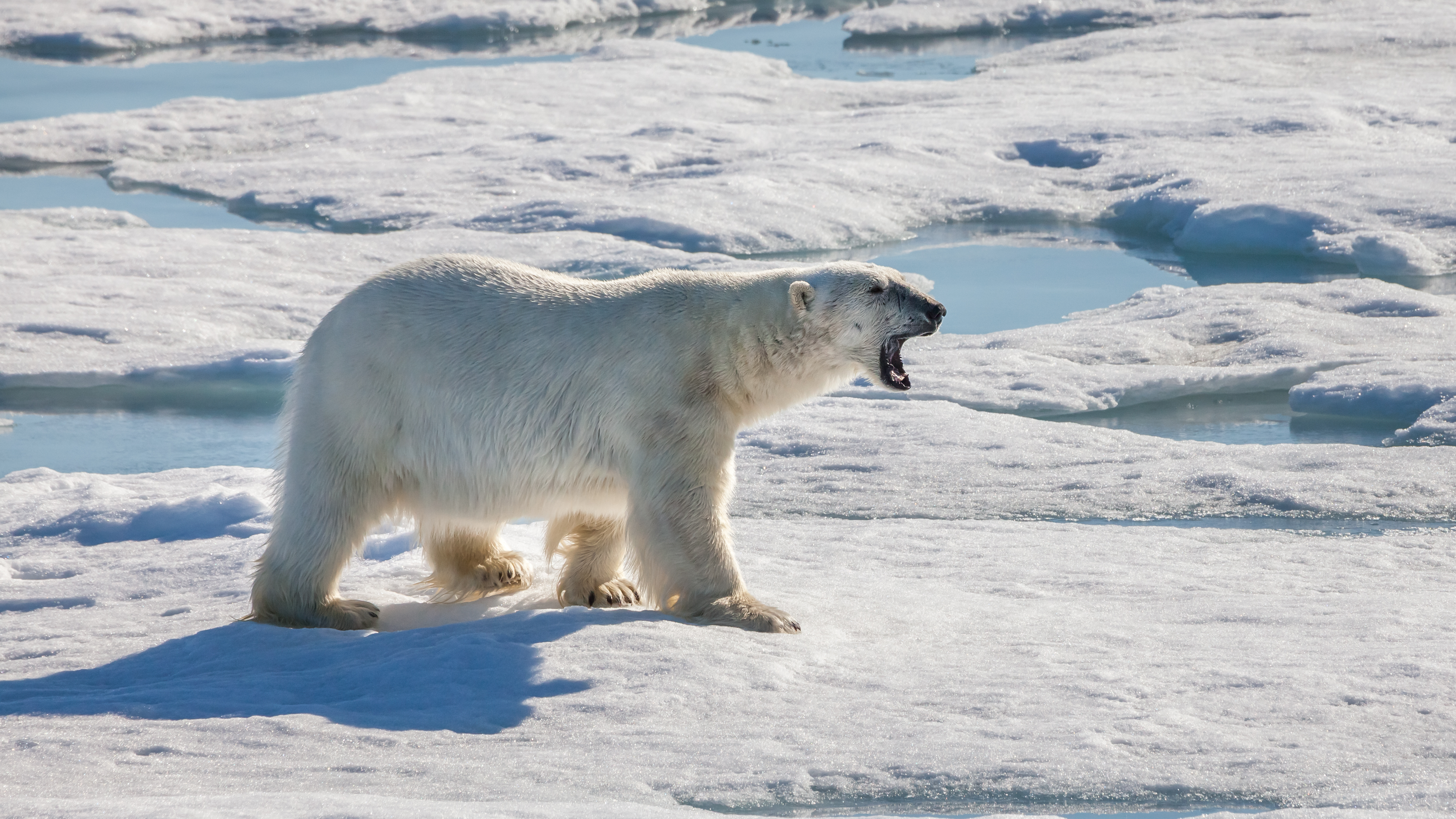
Medvěd lední je považován za nejbližšího žijícího příbuzného

Za nejbližšího příbuzného medvěda hnědého je považován medvěd lední (viz též kladogramy níže), který se vyvinul poměrně nedávno, pravděpodobně ve středním pleistocénu (před 600 000 až 70 000 lety). S tímto druhem sdílí medvěd hnědý hned několik společných znaků, jako například podobnou chemicko-biologickou strukturu mozku, nebo je hostitelem stejných střevních parazitů. Výzkumy také ukázaly, že některé populace medvědů hnědých jsou z hlediska genetiky podobnější s populacemi ledních medvědů, než s populacemi jiných medvědů hnědých. Z kladistického hlediska je tedy medvěd hnědý coby parafyletickým druhem, jehož jednou z jeho vnitřních linií je medvěd lední. V tradičním pojetí jsou však oba druhy považovány za samostatné taxony. Blízkou příbuznost s medvědem ledním podporuje také skutečnost, že se oba druhy medvědů kříží a plodí životaschopné potomky. K takovému zjištění došlo už v druhé polovině 19. století v zajetí, když se nechaly oba druhy medvědů dohromady v jednom výběhu a ty vyvedly mláďata. Avšak jeden z prvních důkazů v divočině se objevil v roce 2006 na Banksově ostrově, kde byl zastřelen medvěd s nahnědlou ale neobvykle světlou srstí, podobnou medvědovi lednímu. Pozdější analýza DNA ukázala, že zabité zvíře bylo překvapivě křížencem ledního medvěda a medvěda grizzlyho. Od té doby bylo ve stejné oblasti nalezeno dalších nejméně sedm hybridů, přičemž všichni pocházeli z jediné samice medvěda ledního, ale známi jsou i z jiných lokalit, kde dohází k těsnému kontaktu obou druhů.
|  | \| \| medvěd lední \| \| \| \| \| \| medvěd hnědý \| \| \| \| |
|  |                                                               |
|  | medvěd baribal                                                |
|  |                                                               |
|  | medvěd lední                                                  |
|  |                                                               |
|  | medvěd hnědý                                                  |
|  |                                                               |

|  | medvěd lední |
|  |              |
|  | medvěd hnědý |
|  |              |

|  | medvěd ušatý                                                       |
|  |                                                                    |
|  | \| \| medvěd pyskatý \| \| \| \| \| \| medvěd malajský \| \| \| \| |
|  |                                                                    |
|  | medvěd pyskatý                                                     |
|  |                                                                    |
|  | medvěd malajský                                                    |
|  |                                                                    |

|  | medvěd pyskatý  |
|  |                 |
|  | medvěd malajský |
|  |                 |

|  | \| \| medvěd lední \| \| \| \| \| \| medvěd hnědý \| \| \| \| |
|  |                                                               |
|  | medvěd baribal                                                |
|  |                                                               |
|  | medvěd lední                                                  |
|  |                                                               |
|  | medvěd hnědý                                                  |
|  |                                                               |

|  | medvěd lední |
|  |              |
|  | medvěd hnědý |
|  |              |

|  | medvěd ušatý                                                       |
|  |                                                                    |
|  | \| \| medvěd pyskatý \| \| \| \| \| \| medvěd malajský \| \| \| \| |
|  |                                                                    |
|  | medvěd pyskatý                                                     |
|  |                                                                    |
|  | medvěd malajský                                                    |
|  |                                                                    |

|  | medvěd pyskatý  |
|  |                 |
|  | medvěd malajský |
|  |                 |

|  | \| \| medvěd lední \| \| \| \| \| \| medvěd hnědý \| \| \| \| |
|  |                                                               |
|  | medvěd baribal                                                |
|  |                                                               |
|  | medvěd lední                                                  |
|  |                                                               |
|  | medvěd hnědý                                                  |
|  |                                                               |

|  | medvěd lední |
|  |              |
|  | medvěd hnědý |
|  |              |

|  | medvěd ušatý                                                       |
|  |                                                                    |
|  | \| \| medvěd pyskatý \| \| \| \| \| \| medvěd malajský \| \| \| \| |
|  |                                                                    |
|  | medvěd pyskatý                                                     |
|  |                                                                    |
|  | medvěd malajský                                                    |
|  |                                                                    |

|  | medvěd pyskatý  |
|  |                 |
|  | medvěd malajský |
|  |                 |

|  | \| \| medvěd lední \| \| \| \| \| \| medvěd hnědý \| \| \| \| |
|  |                                                               |
|  | medvěd baribal                                                |
|  |                                                               |
|  | medvěd lední                                                  |
|  |                                                               |
|  | medvěd hnědý                                                  |
|  |                                                               |

|  | medvěd lední |
|  |              |
|  | medvěd hnědý |
|  |              |

|  | medvěd ušatý                                                       |
|  |                                                                    |
|  | \| \| medvěd pyskatý \| \| \| \| \| \| medvěd malajský \| \| \| \| |
|  |                                                                    |
|  | medvěd pyskatý                                                     |
|  |                                                                    |
|  | medvěd malajský                                                    |
|  |                                                                    |

|  | medvěd pyskatý  |
|  |                 |
|  | medvěd malajský |
|  |                 |

|  | \| \| medvěd lední \| \| \| \| \| \| medvěd hnědý \| \| \| \| |
|  |                                                               |
|  | medvěd baribal                                                |
|  |                                                               |
|  | medvěd lední                                                  |
|  |                                                               |
|  | medvěd hnědý                                                  |
|  |                                                               |

|  | medvěd lední |
|  |              |
|  | medvěd hnědý |
|  |              |

|  | medvěd ušatý                                                       |
|  |                                                                    |
|  | \| \| medvěd pyskatý \| \| \| \| \| \| medvěd malajský \| \| \| \| |
|  |                                                                    |
|  | medvěd pyskatý                                                     |
|  |                                                                    |
|  | medvěd malajský                                                    |
|  |                                                                    |

|  | medvěd pyskatý  |
|  |                 |
|  | medvěd malajský |
|  |                 |

|  | \| \| medvěd lední \| \| \| \| \| \| medvěd hnědý \| \| \| \| |
|  |                                                               |
|  | medvěd baribal                                                |
|  |                                                               |
|  | medvěd lední                                                  |
|  |                                                               |
|  | medvěd hnědý                                                  |
|  |                                                               |

|  | medvěd lední |
|  |              |
|  | medvěd hnědý |
|  |              |

|  | medvěd ušatý                                                       |
|  |                                                                    |
|  | \| \| medvěd pyskatý \| \| \| \| \| \| medvěd malajský \| \| \| \| |
|  |                                                                    |
|  | medvěd pyskatý                                                     |
|  |                                                                    |
|  | medvěd malajský                                                    |
|  |                                                                    |

|  | medvěd pyskatý  |
|  |                 |
|  | medvěd malajský |
|  |                 |

|  | \| \| medvěd lední \| \| \| \| \| \| medvěd hnědý \| \| \| \| |
|  |                                                               |
|  | medvěd baribal                                                |
|  |                                                               |
|  | medvěd lední                                                  |
|  |                                                               |
|  | medvěd hnědý                                                  |
|  |                                                               |

|  | medvěd lední |
|  |              |
|  | medvěd hnědý |
|  |              |

|  | medvěd ušatý                                                       |
|  |                                                                    |
|  | \| \| medvěd pyskatý \| \| \| \| \| \| medvěd malajský \| \| \| \| |
|  |                                                                    |
|  | medvěd pyskatý                                                     |
|  |                                                                    |
|  | medvěd malajský                                                    |
|  |                                                                    |

|  | medvěd pyskatý  |
|  |                 |
|  | medvěd malajský |
|  |                 |

|  | \| \| medvěd lední \| \| \| \| \| \| medvěd hnědý \| \| \| \| |
|  |                                                               |
|  | medvěd baribal                                                |
|  |                                                               |
|  | medvěd lední                                                  |
|  |                                                               |
|  | medvěd hnědý                                                  |
|  |                                                               |

|  | medvěd lední |
|  |              |
|  | medvěd hnědý |
|  |              |

|  | medvěd ušatý                                                       |
|  |                                                                    |
|  | \| \| medvěd pyskatý \| \| \| \| \| \| medvěd malajský \| \| \| \| |
|  |                                                                    |
|  | medvěd pyskatý                                                     |
|  |                                                                    |
|  | medvěd malajský                                                    |
|  |                                                                    |

|  | medvěd pyskatý  |
|  |                 |
|  | medvěd malajský |
|  |                 |

|  | \| \| medvěd lední \| \| \| \| \| \| medvěd hnědý \| \| \| \| |
|  |                                                               |
|  | medvěd baribal                                                |
|  |                                                               |
|  | medvěd lední                                                  |
|  |                                                               |
|  | medvěd hnědý                                                  |
|  |                                                               |

|  | medvěd lední |
|  |              |
|  | medvěd hnědý |
|  |              |

|  | medvěd ušatý                                                       |
|  |                                                                    |
|  | \| \| medvěd pyskatý \| \| \| \| \| \| medvěd malajský \| \| \| \| |
|  |                                                                    |
|  | medvěd pyskatý                                                     |
|  |                                                                    |
|  | medvěd malajský                                                    |
|  |                                                                    |

|  | medvěd pyskatý  |
|  |                 |
|  | medvěd malajský |
|  |                 |

|  | \| \| medvěd lední \| \| \| \| \| \| medvěd hnědý \| \| \| \| |
|  |                                                               |
|  | medvěd baribal                                                |
|  |                                                               |
|  | medvěd lední                                                  |
|  |                                                               |
|  | medvěd hnědý                                                  |
|  |                                                               |

|  | medvěd lední |
|  |              |
|  | medvěd hnědý |
|  |              |

|  | medvěd ušatý                                                       |
|  |                                                                    |
|  | \| \| medvěd pyskatý \| \| \| \| \| \| medvěd malajský \| \| \| \| |
|  |                                                                    |
|  | medvěd pyskatý                                                     |
|  |                                                                    |
|  | medvěd malajský                                                    |
|  |                                                                    |

|  | medvěd pyskatý  |
|  |                 |
|  | medvěd malajský |
|  |                 |

|  | \| \| medvěd lední \| \| \| \| \| \| medvěd hnědý \| \| \| \| |
|  |                                                               |
|  | medvěd baribal                                                |
|  |                                                               |
|  | medvěd lední                                                  |
|  |                                                               |
|  | medvěd hnědý                                                  |
|  |                                                               |

|  | medvěd lední |
|  |              |
|  | medvěd hnědý |
|  |              |

|  | medvěd ušatý                                                       |
|  |                                                                    |
|  | \| \| medvěd pyskatý \| \| \| \| \| \| medvěd malajský \| \| \| \| |
|  |                                                                    |
|  | medvěd pyskatý                                                     |
|  |                                                                    |
|  | medvěd malajský                                                    |
|  |                                                                    |

|  | medvěd pyskatý  |
|  |                 |
|  | medvěd malajský |
|  |                 |

|  | \| \| medvěd lední \| \| \| \| \| \| medvěd hnědý \| \| \| \| |
|  |                                                               |
|  | medvěd baribal                                                |
|  |                                                               |
|  | medvěd lední                                                  |
|  |                                                               |
|  | medvěd hnědý                                                  |
|  |                                                               |

|  | medvěd lední |
|  |              |
|  | medvěd hnědý |
|  |              |

|  | medvěd ušatý                                                       |
|  |                                                                    |
|  | \| \| medvěd pyskatý \| \| \| \| \| \| medvěd malajský \| \| \| \| |
|  |                                                                    |
|  | medvěd pyskatý                                                     |
|  |                                                                    |
|  | medvěd malajský                                                    |
|  |                                                                    |

|  | medvěd pyskatý  |
|  |                 |
|  | medvěd malajský |
|  |                 |

|  | \| \| medvěd lední \| \| \| \| \| \| medvěd hnědý \| \| \| \| |
|  |                                                               |
|  | medvěd baribal                                                |
|  |                                                               |
|  | medvěd lední                                                  |
|  |                                                               |
|  | medvěd hnědý                                                  |
|  |                                                               |

|  | medvěd lední |
|  |              |
|  | medvěd hnědý |
|  |              |

|  | medvěd ušatý                                                       |
|  |                                                                    |
|  | \| \| medvěd pyskatý \| \| \| \| \| \| medvěd malajský \| \| \| \| |
|  |                                                                    |
|  | medvěd pyskatý                                                     |
|  |                                                                    |
|  | medvěd malajský                                                    |
|  |                                                                    |

|  | medvěd pyskatý  |
|  |                 |
|  | medvěd malajský |
|  |                 |

|  | \| \| medvěd lední \| \| \| \| \| \| medvěd hnědý \| \| \| \| |
|  |                                                               |
|  | medvěd baribal                                                |
|  |                                                               |
|  | medvěd lední                                                  |
|  |                                                               |
|  | medvěd hnědý                                                  |
|  |                                                               |

|  | medvěd lední |
|  |              |
|  | medvěd hnědý |
|  |              |

|  | medvěd ušatý                                                       |
|  |                                                                    |
|  | \| \| medvěd pyskatý \| \| \| \| \| \| medvěd malajský \| \| \| \| |
|  |                                                                    |
|  | medvěd pyskatý                                                     |
|  |                                                                    |
|  | medvěd malajský                                                    |
|  |                                                                    |

|  | medvěd pyskatý  |
|  |                 |
|  | medvěd malajský |
|  |                 |

|  | \| \| medvěd lední \| \| \| \| \| \| medvěd hnědý \| \| \| \| |
|  |                                                               |
|  | medvěd baribal                                                |
|  |                                                               |
|  | medvěd lední                                                  |
|  |                                                               |
|  | medvěd hnědý                                                  |
|  |                                                               |

|  | medvěd lední |
|  |              |
|  | medvěd hnědý |
|  |              |

|  | medvěd ušatý                                                       |
|  |                                                                    |
|  | \| \| medvěd pyskatý \| \| \| \| \| \| medvěd malajský \| \| \| \| |
|  |                                                                    |
|  | medvěd pyskatý                                                     |
|  |                                                                    |
|  | medvěd malajský                                                    |
|  |                                                                    |

|  | medvěd pyskatý  |
|  |                 |
|  | medvěd malajský |
|  |                 |

|  | \| \| medvěd lední \| \| \| \| \| \| medvěd hnědý \| \| \| \| |
|  |                                                               |
|  | medvěd baribal                                                |
|  |                                                               |
|  | medvěd lední                                                  |
|  |                                                               |
|  | medvěd hnědý                                                  |
|  |                                                               |

|  | medvěd lední |
|  |              |
|  | medvěd hnědý |
|  |              |

|  | medvěd ušatý                                                       |
|  |                                                                    |
|  | \| \| medvěd pyskatý \| \| \| \| \| \| medvěd malajský \| \| \| \| |
|  |                                                                    |
|  | medvěd pyskatý                                                     |
|  |                                                                    |
|  | medvěd malajský                                                    |
|  |                                                                    |

|  | medvěd pyskatý  |
|  |                 |
|  | medvěd malajský |
|  |                 |

|  | medvěd lední |
|  |              |
|  | medvěd hnědý |
|  |              |

|  | \| \| medvěd baribal \| \| \| \| \| \| medvěd ušatý \| \| \| \| |
|  |                                                                 |
|  | medvěd malajský                                                 |
|  |                                                                 |
|  | medvěd baribal                                                  |
|  |                                                                 |
|  | medvěd ušatý                                                    |
|  |                                                                 |

|  | medvěd baribal |
|  |                |
|  | medvěd ušatý   |
|  |                |

|  | medvěd lední |
|  |              |
|  | medvěd hnědý |
|  |              |

|  | \| \| medvěd baribal \| \| \| \| \| \| medvěd ušatý \| \| \| \| |
|  |                                                                 |
|  | medvěd malajský                                                 |
|  |                                                                 |
|  | medvěd baribal                                                  |
|  |                                                                 |
|  | medvěd ušatý                                                    |
|  |                                                                 |

|  | medvěd baribal |
|  |                |
|  | medvěd ušatý   |
|  |                |

|  | medvěd lední |
|  |              |
|  | medvěd hnědý |
|  |              |

|  | \| \| medvěd baribal \| \| \| \| \| \| medvěd ušatý \| \| \| \| |
|  |                                                                 |
|  | medvěd malajský                                                 |
|  |                                                                 |
|  | medvěd baribal                                                  |
|  |                                                                 |
|  | medvěd ušatý                                                    |
|  |                                                                 |

|  | medvěd baribal |
|  |                |
|  | medvěd ušatý   |
|  |                |

|  | medvěd lední |
|  |              |
|  | medvěd hnědý |
|  |              |

|  | \| \| medvěd baribal \| \| \| \| \| \| medvěd ušatý \| \| \| \| |
|  |                                                                 |
|  | medvěd malajský                                                 |
|  |                                                                 |
|  | medvěd baribal                                                  |
|  |                                                                 |
|  | medvěd ušatý                                                    |
|  |                                                                 |

|  | medvěd baribal |
|  |                |
|  | medvěd ušatý   |
|  |                |

|  | medvěd lední |
|  |              |
|  | medvěd hnědý |
|  |              |

|  | \| \| medvěd baribal \| \| \| \| \| \| medvěd ušatý \| \| \| \| |
|  |                                                                 |
|  | medvěd malajský                                                 |
|  |                                                                 |
|  | medvěd baribal                                                  |
|  |                                                                 |
|  | medvěd ušatý                                                    |
|  |                                                                 |

|  | medvěd baribal |
|  |                |
|  | medvěd ušatý   |
|  |                |

|  | medvěd lední |
|  |              |
|  | medvěd hnědý |
|  |              |

|  | \| \| medvěd baribal \| \| \| \| \| \| medvěd ušatý \| \| \| \| |
|  |                                                                 |
|  | medvěd malajský                                                 |
|  |                                                                 |
|  | medvěd baribal                                                  |
|  |                                                                 |
|  | medvěd ušatý                                                    |
|  |                                                                 |

|  | medvěd baribal |
|  |                |
|  | medvěd ušatý   |
|  |                |

|  | medvěd lední |
|  |              |
|  | medvěd hnědý |
|  |              |

|  | \| \| medvěd baribal \| \| \| \| \| \| medvěd ušatý \| \| \| \| |
|  |                                                                 |
|  | medvěd malajský                                                 |
|  |                                                                 |
|  | medvěd baribal                                                  |
|  |                                                                 |
|  | medvěd ušatý                                                    |
|  |                                                                 |

|  | medvěd baribal |
|  |                |
|  | medvěd ušatý   |
|  |                |

|  | medvěd lední |
|  |              |
|  | medvěd hnědý |
|  |              |

|  | \| \| medvěd baribal \| \| \| \| \| \| medvěd ušatý \| \| \| \| |
|  |                                                                 |
|  | medvěd malajský                                                 |
|  |                                                                 |
|  | medvěd baribal                                                  |
|  |                                                                 |
|  | medvěd ušatý                                                    |
|  |                                                                 |

|  | medvěd baribal |
|  |                |
|  | medvěd ušatý   |
|  |                |

|  | medvěd lední |
|  |              |
|  | medvěd hnědý |
|  |              |

|  | \| \| medvěd baribal \| \| \| \| \| \| medvěd ušatý \| \| \| \| |
|  |                                                                 |
|  | medvěd malajský                                                 |
|  |                                                                 |
|  | medvěd baribal                                                  |
|  |                                                                 |
|  | medvěd ušatý                                                    |
|  |                                                                 |

|  | medvěd baribal |
|  |                |
|  | medvěd ušatý   |
|  |                |

|  | medvěd lední |
|  |              |
|  | medvěd hnědý |
|  |              |

|  | \| \| medvěd baribal \| \| \| \| \| \| medvěd ušatý \| \| \| \| |
|  |                                                                 |
|  | medvěd malajský                                                 |
|  |                                                                 |
|  | medvěd baribal                                                  |
|  |                                                                 |
|  | medvěd ušatý                                                    |
|  |                                                                 |

|  | medvěd baribal |
|  |                |
|  | medvěd ušatý   |
|  |                |

|  | medvěd lední |
|  |              |
|  | medvěd hnědý |
|  |              |

|  | \| \| medvěd baribal \| \| \| \| \| \| medvěd ušatý \| \| \| \| |
|  |                                                                 |
|  | medvěd malajský                                                 |
|  |                                                                 |
|  | medvěd baribal                                                  |
|  |                                                                 |
|  | medvěd ušatý                                                    |
|  |                                                                 |

|  | medvěd baribal |
|  |                |
|  | medvěd ušatý   |
|  |                |

|  | medvěd lední |
|  |              |
|  | medvěd hnědý |
|  |              |

|  | \| \| medvěd baribal \| \| \| \| \| \| medvěd ušatý \| \| \| \| |
|  |                                                                 |
|  | medvěd malajský                                                 |
|  |                                                                 |
|  | medvěd baribal                                                  |
|  |                                                                 |
|  | medvěd ušatý                                                    |
|  |                                                                 |

|  | medvěd baribal |
|  |                |
|  | medvěd ušatý   |
|  |                |

|  | medvěd lední |
|  |              |
|  | medvěd hnědý |
|  |              |

|  | \| \| medvěd baribal \| \| \| \| \| \| medvěd ušatý \| \| \| \| |
|  |                                                                 |
|  | medvěd malajský                                                 |
|  |                                                                 |
|  | medvěd baribal                                                  |
|  |                                                                 |
|  | medvěd ušatý                                                    |
|  |                                                                 |

|  | medvěd baribal |
|  |                |
|  | medvěd ušatý   |
|  |                |

|  | medvěd lední |
|  |              |
|  | medvěd hnědý |
|  |              |

|  | \| \| medvěd baribal \| \| \| \| \| \| medvěd ušatý \| \| \| \| |
|  |                                                                 |
|  | medvěd malajský                                                 |
|  |                                                                 |
|  | medvěd baribal                                                  |
|  |                                                                 |
|  | medvěd ušatý                                                    |
|  |                                                                 |

|  | medvěd baribal |
|  |                |
|  | medvěd ušatý   |
|  |                |

|  | medvěd lední |
|  |              |
|  | medvěd hnědý |
|  |              |

|  | \| \| medvěd baribal \| \| \| \| \| \| medvěd ušatý \| \| \| \| |
|  |                                                                 |
|  | medvěd malajský                                                 |
|  |                                                                 |
|  | medvěd baribal                                                  |
|  |                                                                 |
|  | medvěd ušatý                                                    |
|  |                                                                 |

|  | medvěd baribal |
|  |                |
|  | medvěd ušatý   |
|  |                |

|  | medvěd lední |
|  |              |
|  | medvěd hnědý |
|  |              |

|  | \| \| medvěd baribal \| \| \| \| \| \| medvěd ušatý \| \| \| \| |
|  |                                                                 |
|  | medvěd malajský                                                 |
|  |                                                                 |
|  | medvěd baribal                                                  |
|  |                                                                 |
|  | medvěd ušatý                                                    |
|  |                                                                 |

|  | medvěd baribal |
|  |                |
|  | medvěd ušatý   |
|  |                |

|  | medvěd lední |
|  |              |
|  | medvěd hnědý |
|  |              |

|  | \| \| medvěd baribal \| \| \| \| \| \| medvěd ušatý \| \| \| \| |
|  |                                                                 |
|  | medvěd malajský                                                 |
|  |                                                                 |
|  | medvěd baribal                                                  |
|  |                                                                 |
|  | medvěd ušatý                                                    |
|  |                                                                 |

|  | medvěd baribal |
|  |                |
|  | medvěd ušatý   |
|  |                |

|  | medvěd lední |
|  |              |
|  | medvěd hnědý |
|  |              |

|  | \| \| medvěd baribal \| \| \| \| \| \| medvěd ušatý \| \| \| \| |
|  |                                                                 |
|  | medvěd malajský                                                 |
|  |                                                                 |
|  | medvěd baribal                                                  |
|  |                                                                 |
|  | medvěd ušatý                                                    |
|  |                                                                 |

|  | medvěd baribal |
|  |                |
|  | medvěd ušatý   |
|  |                |

|  | medvěd lední |
|  |              |
|  | medvěd hnědý |
|  |              |

|  | \| \| medvěd baribal \| \| \| \| \| \| medvěd ušatý \| \| \| \| |
|  |                                                                 |
|  | medvěd malajský                                                 |
|  |                                                                 |
|  | medvěd baribal                                                  |
|  |                                                                 |
|  | medvěd ušatý                                                    |
|  |                                                                 |

|  | medvěd baribal |
|  |                |
|  | medvěd ušatý   |
|  |                |

|  | medvěd lední |
|  |              |
|  | medvěd hnědý |
|  |              |

|  | \| \| medvěd baribal \| \| \| \| \| \| medvěd ušatý \| \| \| \| |
|  |                                                                 |
|  | medvěd malajský                                                 |
|  |                                                                 |
|  | medvěd baribal                                                  |
|  |                                                                 |
|  | medvěd ušatý                                                    |
|  |                                                                 |

|  | medvěd baribal |
|  |                |
|  | medvěd ušatý   |
|  |                |

|  | medvěd lední |
|  |              |
|  | medvěd hnědý |
|  |              |

|  | \| \| medvěd baribal \| \| \| \| \| \| medvěd ušatý \| \| \| \| |
|  |                                                                 |
|  | medvěd malajský                                                 |
|  |                                                                 |
|  | medvěd baribal                                                  |
|  |                                                                 |
|  | medvěd ušatý                                                    |
|  |                                                                 |

|  | medvěd baribal |
|  |                |
|  | medvěd ušatý   |
|  |                |

|  | medvěd lední |
|  |              |
|  | medvěd hnědý |
|  |              |

|  | \| \| medvěd baribal \| \| \| \| \| \| medvěd ušatý \| \| \| \| |
|  |                                                                 |
|  | medvěd malajský                                                 |
|  |                                                                 |
|  | medvěd baribal                                                  |
|  |                                                                 |
|  | medvěd ušatý                                                    |
|  |                                                                 |

|  | medvěd baribal |
|  |                |
|  | medvěd ušatý   |
|  |                |

|  | medvěd lední |
|  |              |
|  | medvěd hnědý |
|  |              |

|  | \| \| medvěd baribal \| \| \| \| \| \| medvěd ušatý \| \| \| \| |
|  |                                                                 |
|  | medvěd malajský                                                 |
|  |                                                                 |
|  | medvěd baribal                                                  |
|  |                                                                 |
|  | medvěd ušatý                                                    |
|  |                                                                 |

|  | medvěd baribal |
|  |                |
|  | medvěd ušatý   |
|  |                |

|  | medvěd lední |
|  |              |
|  | medvěd hnědý |
|  |              |

|  | \| \| medvěd baribal \| \| \| \| \| \| medvěd ušatý \| \| \| \| |
|  |                                                                 |
|  | medvěd malajský                                                 |
|  |                                                                 |
|  | medvěd baribal                                                  |
|  |                                                                 |
|  | medvěd ušatý                                                    |
|  |                                                                 |

|  | medvěd baribal |
|  |                |
|  | medvěd ušatý   |
|  |                |

|  | medvěd lední |
|  |              |
|  | medvěd hnědý |
|  |              |

|  | \| \| medvěd baribal \| \| \| \| \| \| medvěd ušatý \| \| \| \| |
|  |                                                                 |
|  | medvěd malajský                                                 |
|  |                                                                 |
|  | medvěd baribal                                                  |
|  |                                                                 |
|  | medvěd ušatý                                                    |
|  |                                                                 |

|  | medvěd baribal |
|  |                |
|  | medvěd ušatý   |
|  |                |

|  | medvěd lední |
|  |              |
|  | medvěd hnědý |
|  |              |

|  | \| \| medvěd baribal \| \| \| \| \| \| medvěd ušatý \| \| \| \| |
|  |                                                                 |
|  | medvěd malajský                                                 |
|  |                                                                 |
|  | medvěd baribal                                                  |
|  |                                                                 |
|  | medvěd ušatý                                                    |
|  |                                                                 |

|  | medvěd baribal |
|  |                |
|  | medvěd ušatý   |
|  |                |

|  | medvěd lední |
|  |              |
|  | medvěd hnědý |
|  |              |

|  | \| \| medvěd baribal \| \| \| \| \| \| medvěd ušatý \| \| \| \| |
|  |                                                                 |
|  | medvěd malajský                                                 |
|  |                                                                 |
|  | medvěd baribal                                                  |
|  |                                                                 |
|  | medvěd ušatý                                                    |
|  |                                                                 |

|  | medvěd baribal |
|  |                |
|  | medvěd ušatý   |
|  |                |

|  | medvěd lední |
|  |              |
|  | medvěd hnědý |
|  |              |

|  | \| \| medvěd baribal \| \| \| \| \| \| medvěd ušatý \| \| \| \| |
|  |                                                                 |
|  | medvěd malajský                                                 |
|  |                                                                 |
|  | medvěd baribal                                                  |
|  |                                                                 |
|  | medvěd ušatý                                                    |
|  |                                                                 |

|  | medvěd baribal |
|  |                |
|  | medvěd ušatý   |
|  |                |

|  | medvěd lední |
|  |              |
|  | medvěd hnědý |
|  |              |

|  | \| \| medvěd baribal \| \| \| \| \| \| medvěd ušatý \| \| \| \| |
|  |                                                                 |
|  | medvěd malajský                                                 |
|  |                                                                 |
|  | medvěd baribal                                                  |
|  |                                                                 |
|  | medvěd ušatý                                                    |
|  |                                                                 |

|  | medvěd baribal |
|  |                |
|  | medvěd ušatý   |
|  |                |

|  | medvěd lední |
|  |              |
|  | medvěd hnědý |
|  |              |

|  | \| \| medvěd baribal \| \| \| \| \| \| medvěd ušatý \| \| \| \| |
|  |                                                                 |
|  | medvěd malajský                                                 |
|  |                                                                 |
|  | medvěd baribal                                                  |
|  |                                                                 |
|  | medvěd ušatý                                                    |
|  |                                                                 |

|  | medvěd baribal |
|  |                |
|  | medvěd ušatý   |
|  |                |

|  | medvěd lední |
|  |              |
|  | medvěd hnědý |
|  |              |

|  | \| \| medvěd baribal \| \| \| \| \| \| medvěd ušatý \| \| \| \| |
|  |                                                                 |
|  | medvěd malajský                                                 |
|  |                                                                 |
|  | medvěd baribal                                                  |
|  |                                                                 |
|  | medvěd ušatý                                                    |
|  |                                                                 |

|  | medvěd baribal |
|  |                |
|  | medvěd ušatý   |
|  |                |

|  | medvěd lední |
|  |              |
|  | medvěd hnědý |
|  |              |

|  | \| \| medvěd baribal \| \| \| \| \| \| medvěd ušatý \| \| \| \| |
|  |                                                                 |
|  | medvěd malajský                                                 |
|  |                                                                 |
|  | medvěd baribal                                                  |
|  |                                                                 |
|  | medvěd ušatý                                                    |
|  |                                                                 |

|  | medvěd baribal |
|  |                |
|  | medvěd ušatý   |
|  |                |

### Poddruhy
Vzhledem k rozsáhlému areálu výskytu medvědů hnědých existují značné rozdíly ve velikosti a hmotnosti, tvaru lebky, zbarvení srsti a dalších morfologických znacích napříč populacemi. Z tohoto důvodu byly popsány četné poddruhy, jejichž počet se průběžně mění vinou rozdílů v odborných názorech. V průběhu historie výzkumu byly tak popsány desítky (zpočátku až téměř 90) poddruhů. V moderních klasifikacích se obvykle rozlišují následující poddruhy (celkem 22):

#### Palearktická oblast(Eurasieaseverní Afrika)
- Medvěd eurasijský / brtník (U. arctos arctos):[25] nominátní a nejrozšířenější poddruh v Evropě, v západním Rusku a na Kavkaze. V Rusku se vyskytuje až daleko na východě od řeky Jenisej v Jamalo-něneckém autonomním okruhu až po Novosibirskou oblast na jihu, kde se prolíná s poddruhem U. a. collaris. V Rusku dosahuje největších rozměrů, což může být částečně způsobeno tím, že je zde méně loven.[26] Medvěd brtník získal své jméno podle toho, že vybírá dutiny stromů s hnízdy lesních včel. Brť je totiž staročeské slovo, označující dutinu stromu.[13][27][28]
- Medvěd kamčatský (U. a. beringianus):[25] pobřežní oblasti obklopující Ochotské moře až po Šantarské ostrovy, Kolymu, veškeré území kolem Šelichovova zálivu, poloostrov Kamčatka a ostrov Paramušir. Jeden z největších medvědů překrývající se s poddruhem U. a. collaris.[26] Možná ho lze zařadit k severoamerickému poddruhu U. a. horribilis.[29]
- Medvěd východosibiřský (U. a. collaris):[25] většina Sibiře od řeky Jenisej až po pohoří Altaj v severním Mongolsku, nejsevernější Sin-ťiang a severovýchodní Kazachstán. Na severu jeho výskyt sahá až k jihozápadnímu poloostrovu Tajmyr a řece Anabar. Jako nejvýchodnější ze všech populací medvěda hnědého ze Starého světa se vyskytuje na Čukotce až k pobřeží Beringovy úžiny na východě a až k pobřeží Čukotského moře na severu. Většina medvědů tohoto druhu je poměrně tmavých, ale mohou mít i světlejší srst. Má proporcionálně větší lebku než nominátní poddruh. V subarktické oblasti Jakutska jsou medvědi ve srovnání s jinými regiony údajně poměrně malí.[26][30]
- Medvěd gobijský (U. a. gobiensis):[31] poušť Gobi, Mongolsko. Tento velmi vzácný medvěd (zvaný mongolsky mazálaj) je přizpůsoben pouštnímu životu.[32] Je poměrně malý a světle zbarvený. Postrádá bílý límec charakteristický pro tibetské poddruhy.[33][34] Fylogenetická analýza naznačuje, že se může jednat o reliktní populaci himálajského medvěda plavého.[35][36] Na ochraně medvěda gobijského, jehož populace se počítá na přibližně 50 jedinců, se v rámci svých dlouhodobých projektů v Mongolsku podílí Zoo Praha.[37][38]
- Medvěd plavý / himalájský (U. a. isabellinus):[25] západní Himaláje; severní Nepál, severní oblasti Indie a Pákistánu, nejčastěji v oblasti indického svazového státu Džammú a Kašmír. Menší medvěd s červenohnědou nebo pískově hnědou srstí a poměrně nápadnýma ušima. Dává přednost vysokohorským lesům a loukám. Ohrožený poddruh.[35][39]
- Medvěd ussurijský (U. a. lasiotus):[25] Rusko – jižní Kurilské ostrovy, Sachalin, Přímořský kraj a oblast řeky Ussuri jižně od Stanového pohoří, Čína (v bývalém Mandžusku): Chej-lung-ťiang, Japonsko – Hokkaidó, Honšú (v poslední době ledové) a Korejský poloostrov – Severní Korea.[26] Asi ve 13. století našeho letopočtu vyhynul na ostrovech Rebun a Riširi. Jedná se o velmi tmavě zbarvený poddruh, i když jsou známy též světle hnědé a přechodné formy. Kvůli svému zbarvení je tento poddruh někdy neformálně označován jako „černý medvěd grizzly“.[26] Některé autority se domnívají, že medvědi vyskytující se na Hokkaidó a na ostrovech Kunašir a Iturup v Kurilském řetězci ostrovů jsou samostatným poddruhem Ursus arctos yesoensis.[40]
- Medvěd apeninský (U. a. marsicanus):[41] kriticky ohrožený poddruh omezen na Národní park Abruzzo, Lazio a Molise a okolní oblasti v Itálii, který je dnes spíše považován za vzácnou populaci nominátního poddruhu U. a. arctos.[42] V přirozeném prostředí přežívá pouze asi 50 až 150 medvědů.[43][44][45]
- Medvěd tibetský (U. a. pruinosus):[25] Tibetská náhorní plošina; někteří z medvědů nalezených v Himálaji jsou údajně ve skutečnosti potulní jedinci  tibetského poddruhu.[26][46] Jedná se o středně velký poddruh s dlouhou, huňatou srstí. Lze se setkat s tmavou i světlou variantou, přičemž převažuje střední odstín srsti (něco mezi tím). Srst kolem krku, hrudníku a ramen je žlutohnědá nebo bílá a často tvoří límec, který žádný jiný poddruh medvěda hnědého v dospělosti obvykle nemá. Stejně jako u himálajského medvěda hnědého jsou uši neobvykle výrazné.[26]
- Medvěd pyrenejský (U. a. pyrenaicus):[47] Pyrenejský poloostrov, především Kantaberské pohoří a kopce v Galicii, a Pyreneje. Vzácná, sporadická pozorování v severním Portugalsku.[48] Dnes spíše považován za populaci nominátního poddruhu U. a. arctos.[49] Je to největší divoké zvíře na Pyrenejském poloostrově, ale zároveň jeden z nejmenších medvědů hnědých, který v dospělosti váží mezi 90 a 180 kg. Jeho srst je světle krémová až tmavě hnědá, ale vždy s výrazně tmavším, téměř černým tónem na tlapách a nažloutlým nádechem na konečcích srsti.[50]
- Medvěd syrský (U. a. syriacus):[25] Zakavkazsko, Irák, Turecko (Malá Asie), Írán, západní Afghánistán, východní Libanon, Pákistán, západní Himálaj a pohoří Pamíro-Alaj a Ťan-šan.[26] Navzdory historické přítomnosti v Izraeli a Sýrii (podle které je i pojmenován) je dnes v těchto zemích pravděpodobně vyhuben.[51] Středně velký až menší poddruh s velmi světlou srstí.[26]
- † Medvěd atlaský (U. a. crowtheri):[25] pohoří Atlas a přilehlé oblasti v severní Africe, od Maroka po Libyi. Medvěd atlaský byl jediným druhem medvěda, který kdy žil v Africe. Měl hnědočernou srst na vrchních partiích až červenooranžovou na spodních partiích. Pravděpodobně poslední žijící jedinec byl zabit lovci v 70. letech 19. století.[52][53]
- † Ursus arctos priscus: Eurasie. Vyhynulý prehistorický druh či pravděpodobně poddruh medvěda hnědého, který žil v období pleistocénu či raném holocénu, například též na území Slovenska. Byl masožravější než většina dnešních medvědů hnědých. Dosahoval délky 2,9 m a hmotnosti až jedné tuny. Podle některých odborníku je poddruh neplatný.[54][55][56]

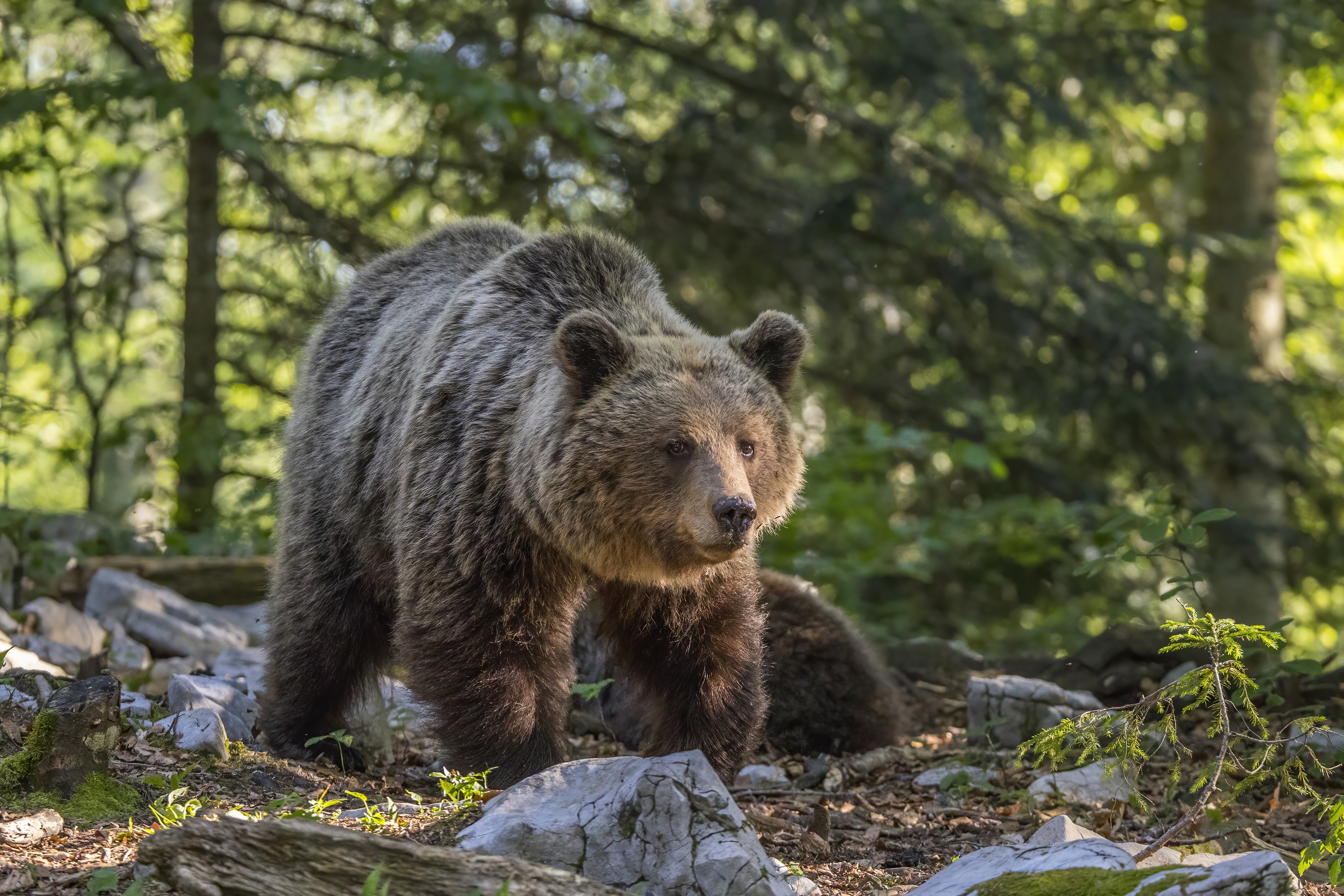
Ursus arctos arctos
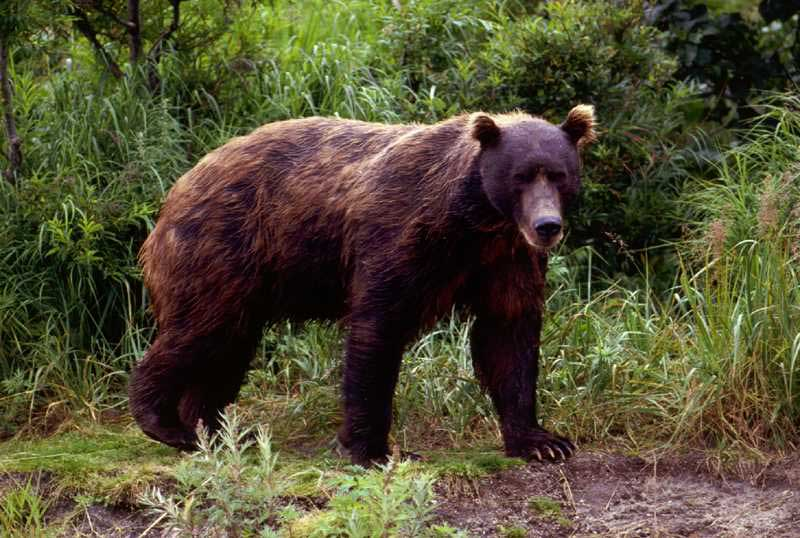
Ursus arctos beringianus
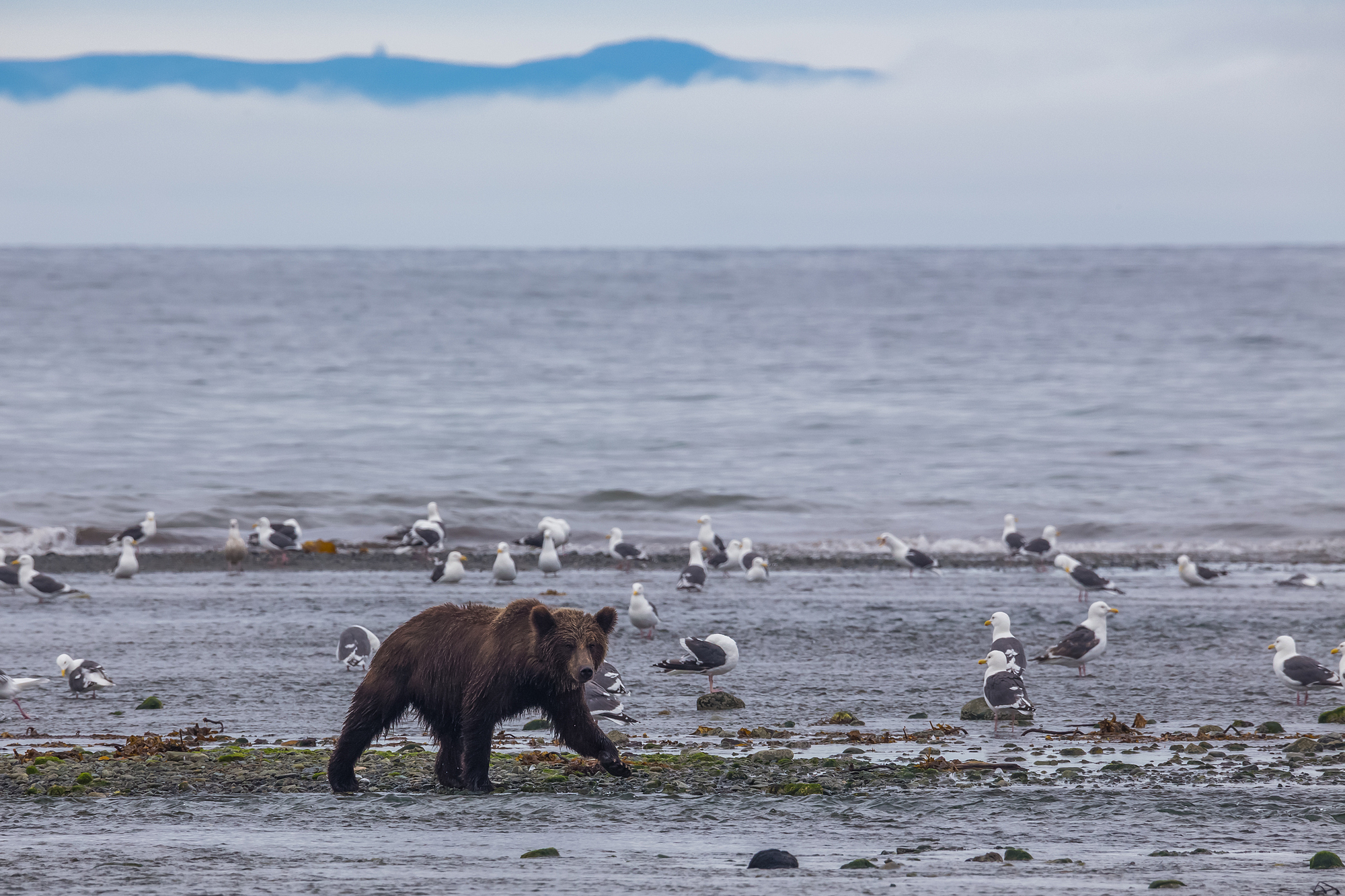
Ursus arctos collaris
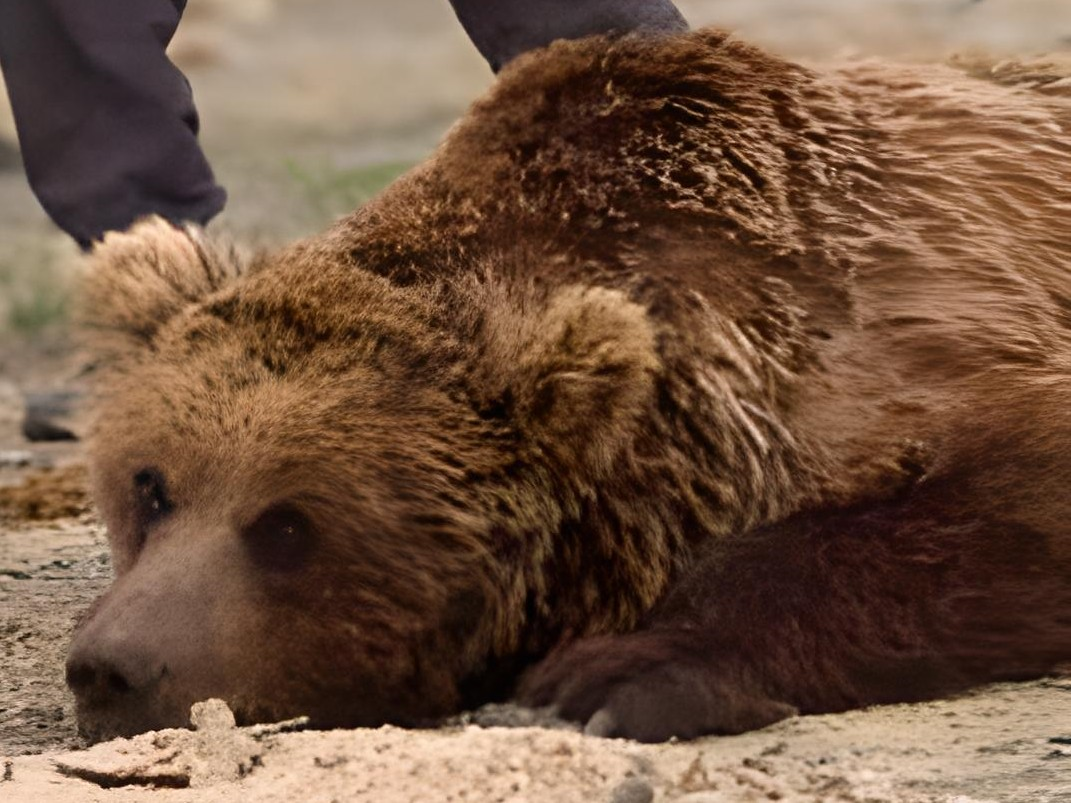
Ursus arctos gobiensis
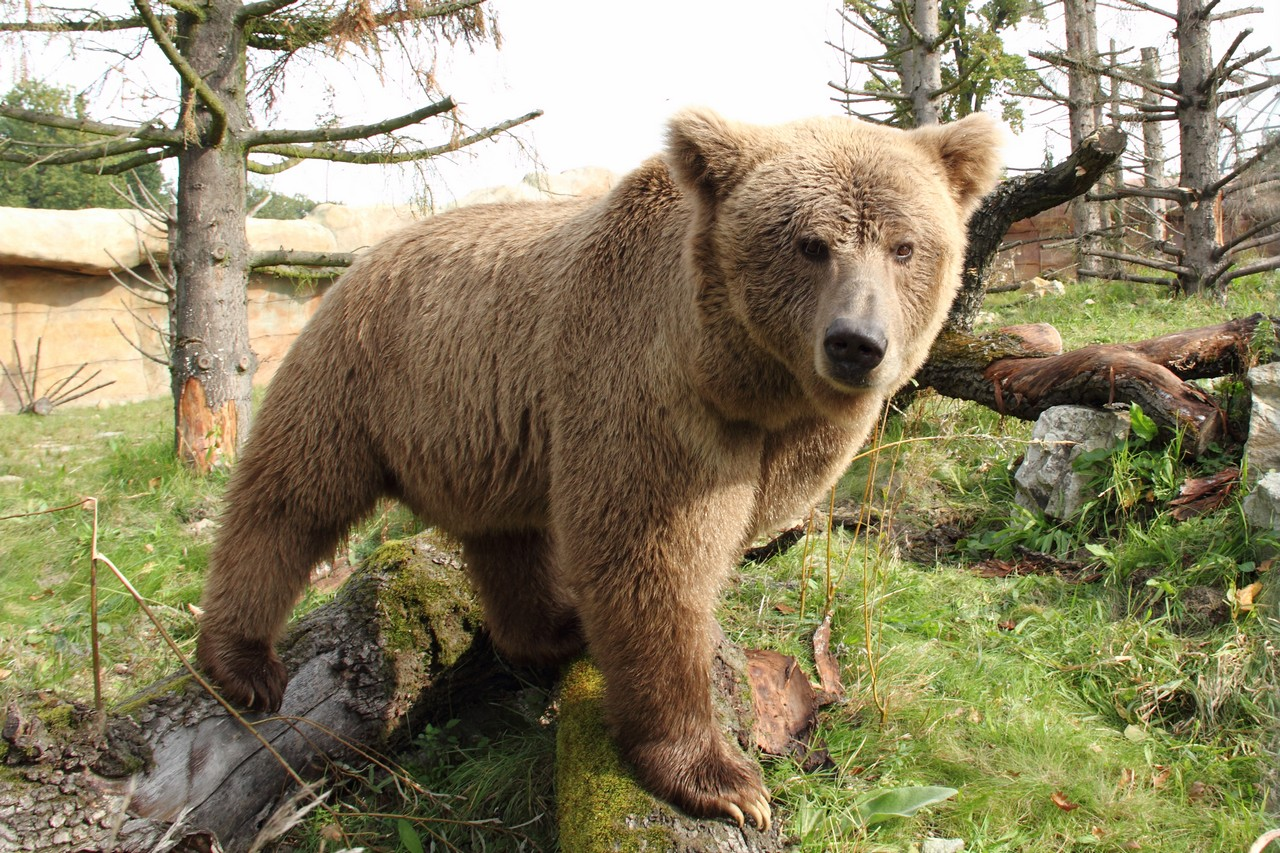
Ursus arctos isabellinus
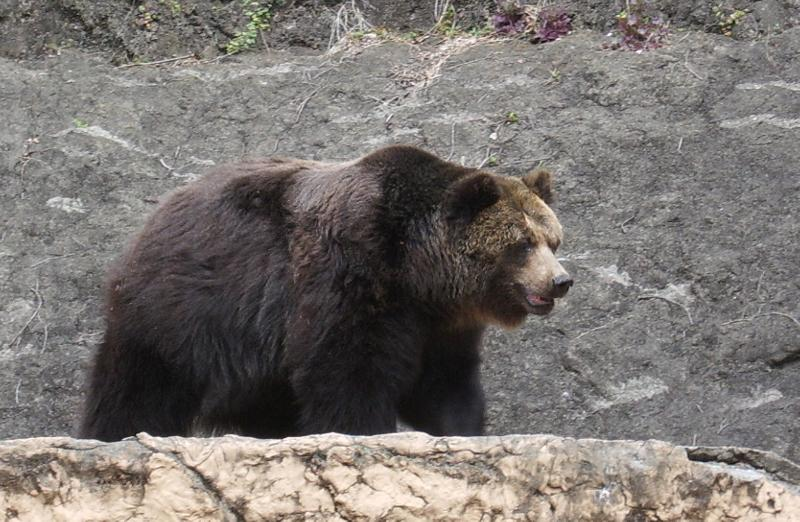
Ursus arctos lasiotus
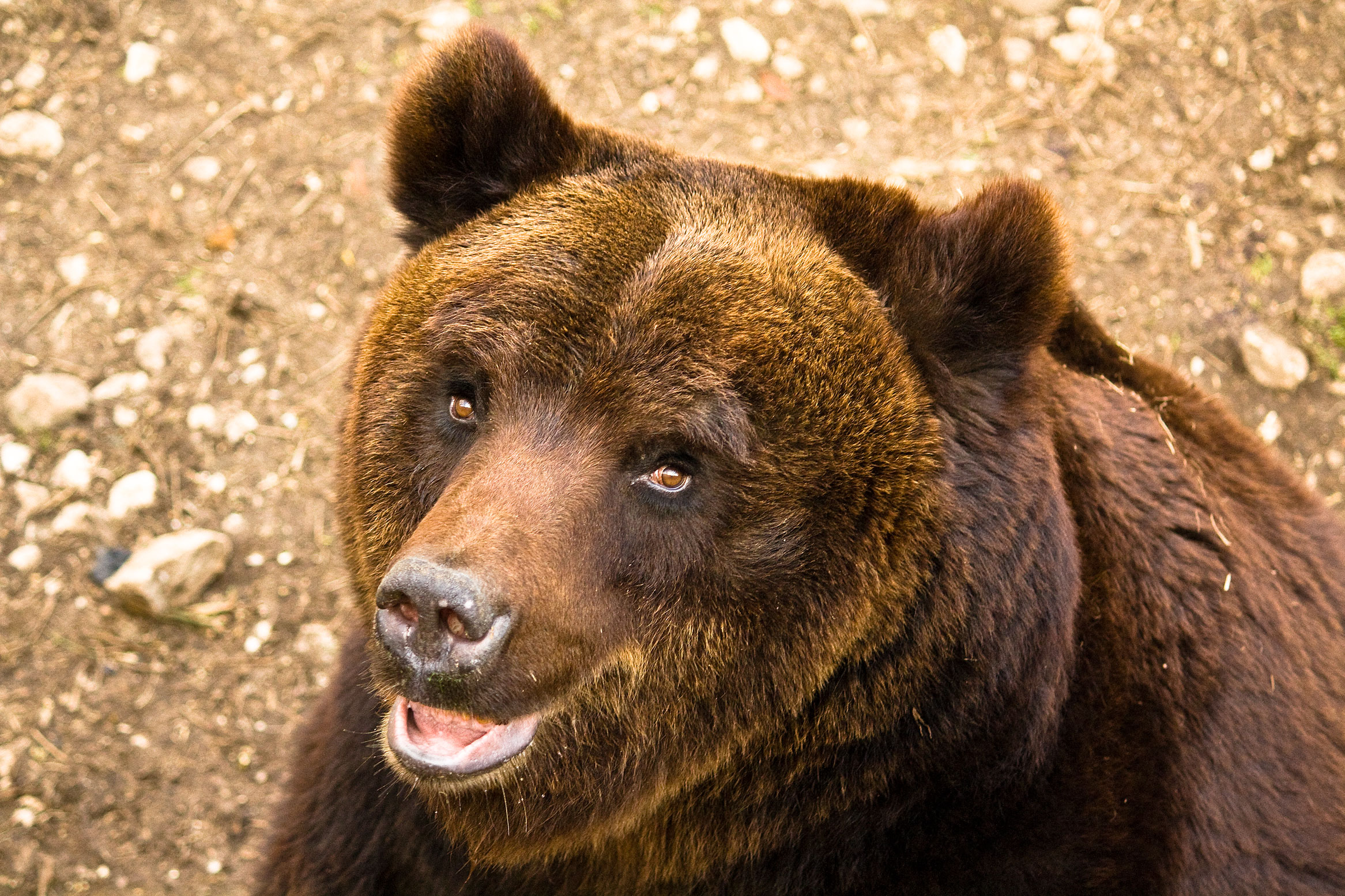
Ursus arctos marsicanus
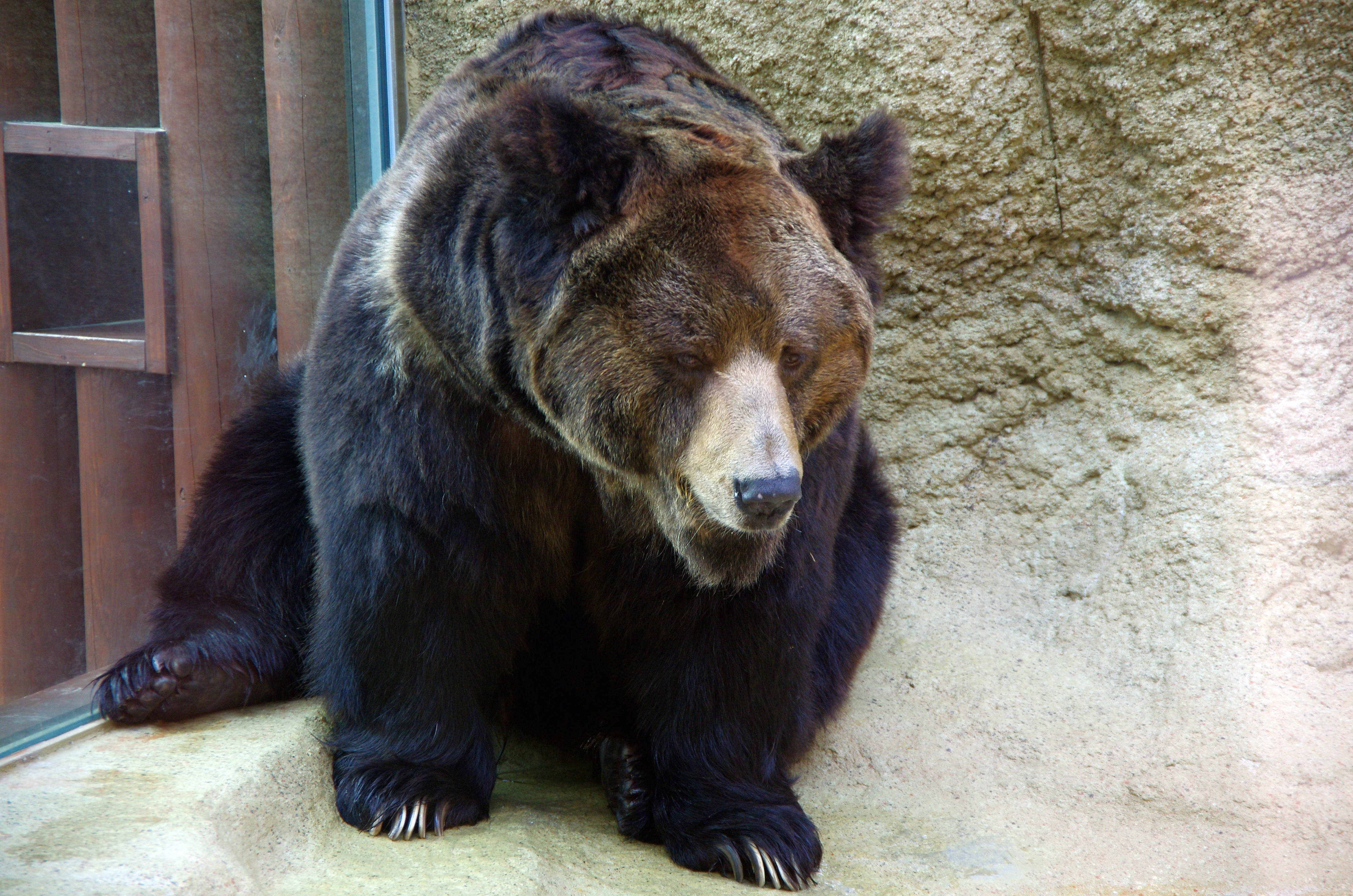
Ursus arctos pruinosus
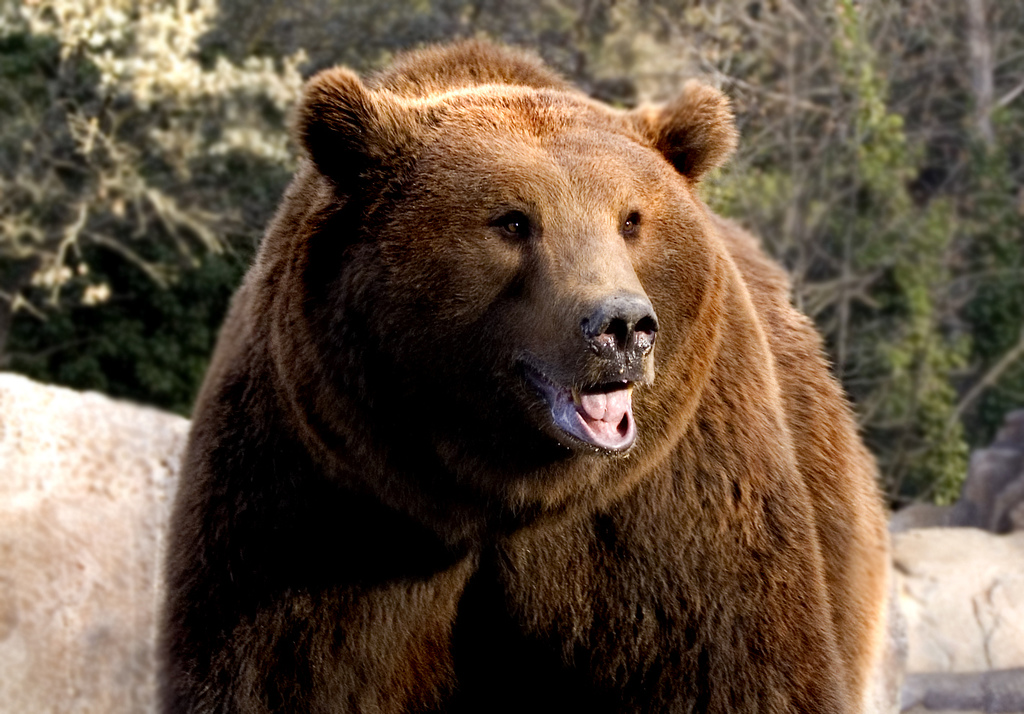
Ursus arctos pyrenaicus
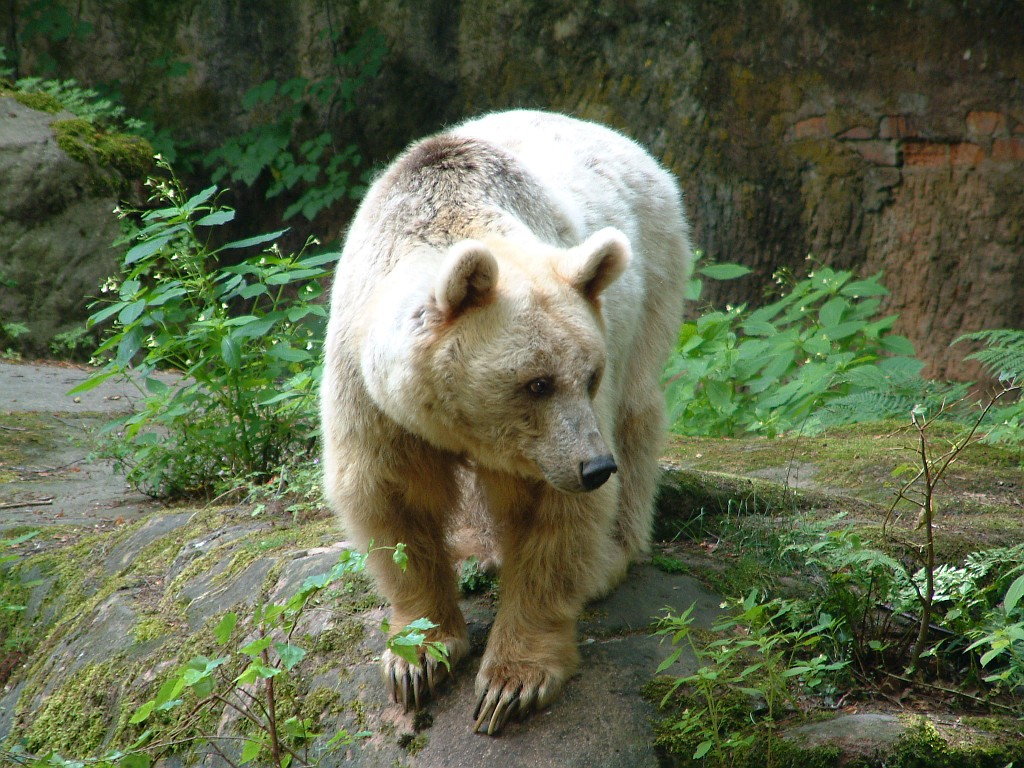
Ursus arctos syriacus
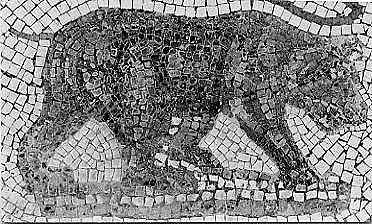
† Ursus arctos crowtheri
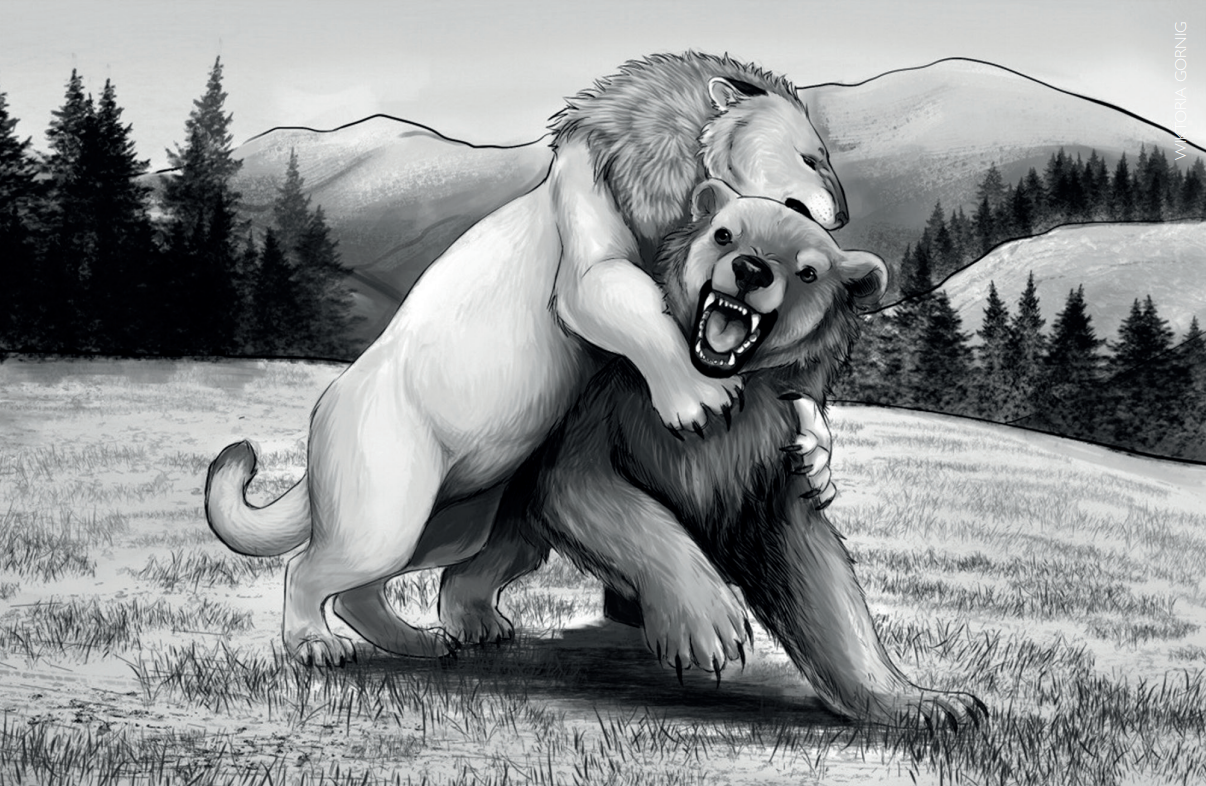
† Ursus arctos priscus

#### Nearktická oblast(Severní Amerika)
Mnoho autorit uznává pouze dva žijící poddruhy v Severní Americe, a sice medvěda grizzlyho (U. a. horribilis) a medvěda kodiaka (U. a. middendorffi).
Genetické studie ukazují, že kromě nedávné fragmentace původních biotopů způsobené člověkem a následné prostorové izolovanosti, jsou medvědi hnědí v Severní Americe součástí jednoho propojeného populačního systému, s výjimkou poddruhu či populace na souostroví Kodiak (viz medvěd kodiak), která je pravděpodobně izolovaná od konce poslední doby ledové. Tyto údaje naznačují, že U. a. alascensis, U. a. dalli, U. a. gyas, U. a. horribilis, U. a. sitkensis a U. a. stikeenensis  (obecně grizzlyové) nejsou odlišné skupiny, ale pouze ekotypy (ekotyp je genetická podjednotka druhu vzniklá jako výsledek selektivního procesu v přírodním prostředí a vykazující adaptabilitu na dané prostředí). Proto by mohl být uznáván pouze U. a. horribilis dělící se jen na regionální subpopulace. Například medvědi hnědí žijící u aljašského pobřeží jsou příbuznější se sousedními medvědy grizzly, než se vzdálenými populacemi medvědů hnědých.
Nedávná celogenomová studie (2023) naopak naznačuje, že někteří aljašští medvědi hnědí, včetně medvěda kodiaka a medvěda grizzlyho z Aljašského poloostrova, jsou příslušníky euroasijské linie medvěda hnědého, která je příbuznější medvědům kamčatským než ostatním severoamerickým medvědům hnědým. Neobvyklá je také historie medvědů na Alexandrových ostrovech. Tyto ostrovní populace nesou DNA medvěda ledního, jehož populace se zde pohybovala na konci pleistocénu, ale od té doby se díky pohybu samců jiných medvědů mísila s přilehlými pevninskými populacemi do té míry, že jejich jaderný genom je nyní z více než 90 % tvořen předky medvěda hnědého.
- Medvěd grizzly (U. a. horribilis):[25] většina oblastí Aljašky, Yukonu, Severozápadních teritorií, Britské Kolumbie, západní Alberty, severního Idaha, západní Montany, Washingtonu a severozápadního Wyomingu. Velmi variabilní co do velikosti a také vysoce přizpůsobivý. Žije v horských borových lesích, deštném pralese mírného pásma, polosuchých křovinách, tundře a prériích s nízkým porostem.[65][66]
- Medvěd kodiak (U. a. middendorffi):[25] ostrovy Kodiak, Afognak, Shuyak, Raspberry, Uganik, Sitkalidak aj. v souostroví Kodiak (Aljaška); pravděpodobně zahrnuje i další pobřežní aljašské formy, které se vyskytují na západním a jižním pobřeží státu. Je to patrně největší poddruh medvěda hnědého, i když pobřežní zástupci jiných poddruhů mu svou velikostí potenciálně konkurují. Je středně zbarvený, obvykle ne tak tmavý jako většina forem z východní Asie, ale výrazně tmavší než medvědi grizzly.[24][67]
- Ursus arctos alascensis: pevninská část Aljašky. Řadí se k poddruhu U. a. horribilis.[68]
- † Medvěd kalifornský (U. a. californicus):[25] Kalifornie, hlavně v pohoří Sierra Nevada a v některých oblastech pobřežní Kalifornie. Poslední známý jedinec byl zastřelen v roce 1922. Muzejní exempláře prozrazují, že měla jeho srst zlatavý (blond) nádech, obvykle bez kontrastního černého podkladu. Byl podstatně větší než typičtí grizzlyové.[61]
- Ursus arctos dalli: Dallův ostrov, Aljaška. Existence tohoto poddruhu je zpochybňována. Může se jednat o pobřežní variantu jiných severoamerických medvědů hnědých.[69][70][71][72]
- Medvěd aljašský (U. a. gyas):[25] pobřeží Aljašky od Aleutských ostrovů až na západ k Unimaku, Aljašský poloostrov až po poloostrov Kenai; zahrnuje známé populace v McNeil River a Katmai.[73] Někteří biologové ho považují za populaci U. a. middendorffi,[74] nebo spíše za populaci pevninského poddruhu U. a. horribillis.[57][73] Na základě známé velikosti některých dospělých samců se může svými rozměry vyrovnat kodiakovi, nebo ho i překonat.[24][73]
- † Medvěd mexický (U. a. nelsoni): nejmenší severoamerický poddruh; dříve pocházel ze severního Mexika, včetně Chihuahuy, Coahuily a Sonory, a z jihozápadu Spojených států, včetně jižních oblastí Arizony, Nového Mexika a Texasu. Vzácný byl již ve 30. letech 20. století a naposledy spatřen v letech 1969 a 1983, ale navzdory následnému pátrání nebyly nalezeny žádné důkazy, které by prokázaly přežití tohoto medvěda.[75][76] Předpokládá se, že byl vyhuben kvůli predaci dobytka, v důsledku čehož byl coby škodná zvěř pronásledován a zabíjen lidmi. Kvůli své charakteristické srsti se stříbrným nádechem byl ve španělštině často označován jako oso plateado neboli „stříbrný medvěd“.[75][76] Řadí se k poddruhu U. a. horribilis.[77]
- Ursus arctos sitkensis: Admiralitní ostrov (ostrov v Alexandrově souostroví na jihovýchodě Aljašky), ostrov Baranof a ostrov Chichagof (Čičagovův ostrov), takzvané ABC ostrovy na Aljašce. Je pravděpodobně blíže příbuzný medvědovi lednímu než jiným medvědům hnědým, i když je to v průměru nejtmavší poddruh v Severní Americe, s velikostí těla podobnou medvědům grizzly z vnitrozemí Aljašky.[18][72]
- Medvěd západokanadský (U. a. stikeenensis):[25] severozápad Britské Kolumbie od řeky Stikine po řeku Skeena. Ve srovnání s medvědy grizzly je to větší poddruh, nicméně dle některých odborníků jde spíše jen o populaci medvěda grizzlyho.[18][42][61]

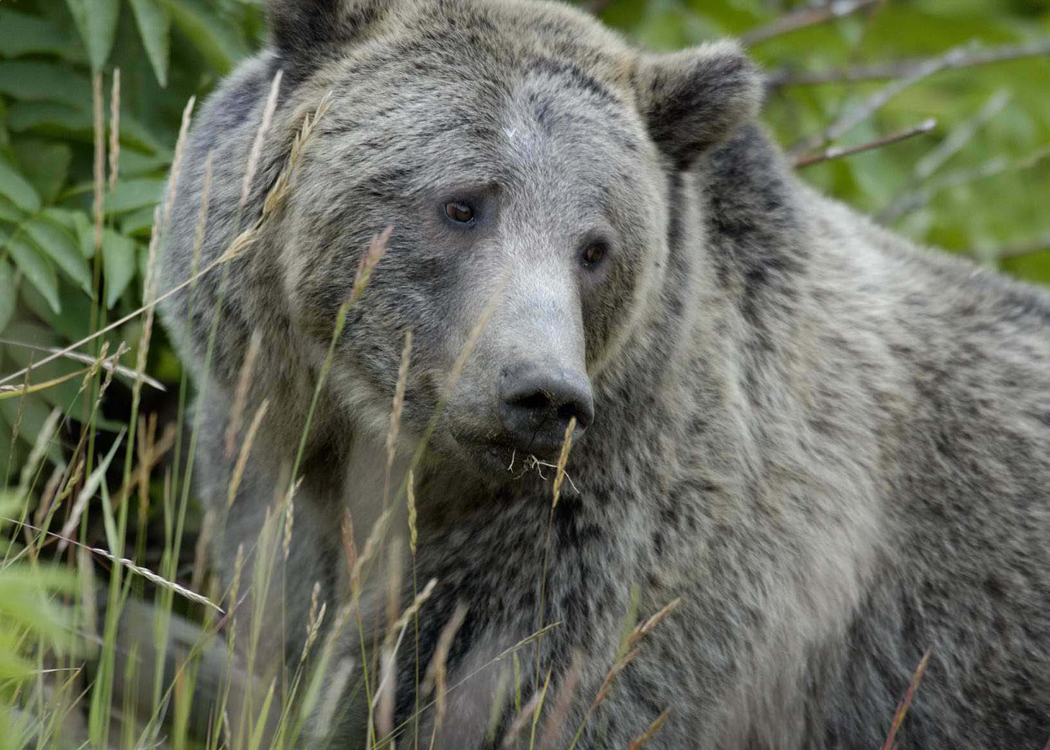
Ursus arctos horribilis
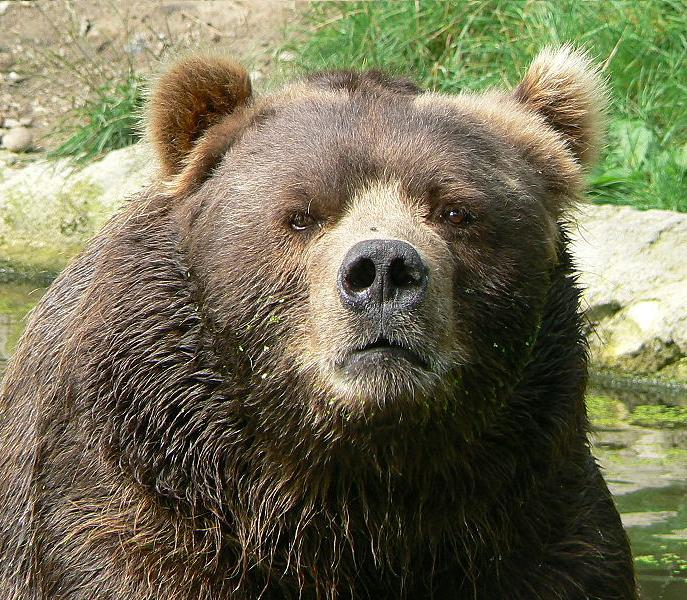
Ursus arctos middendorffi
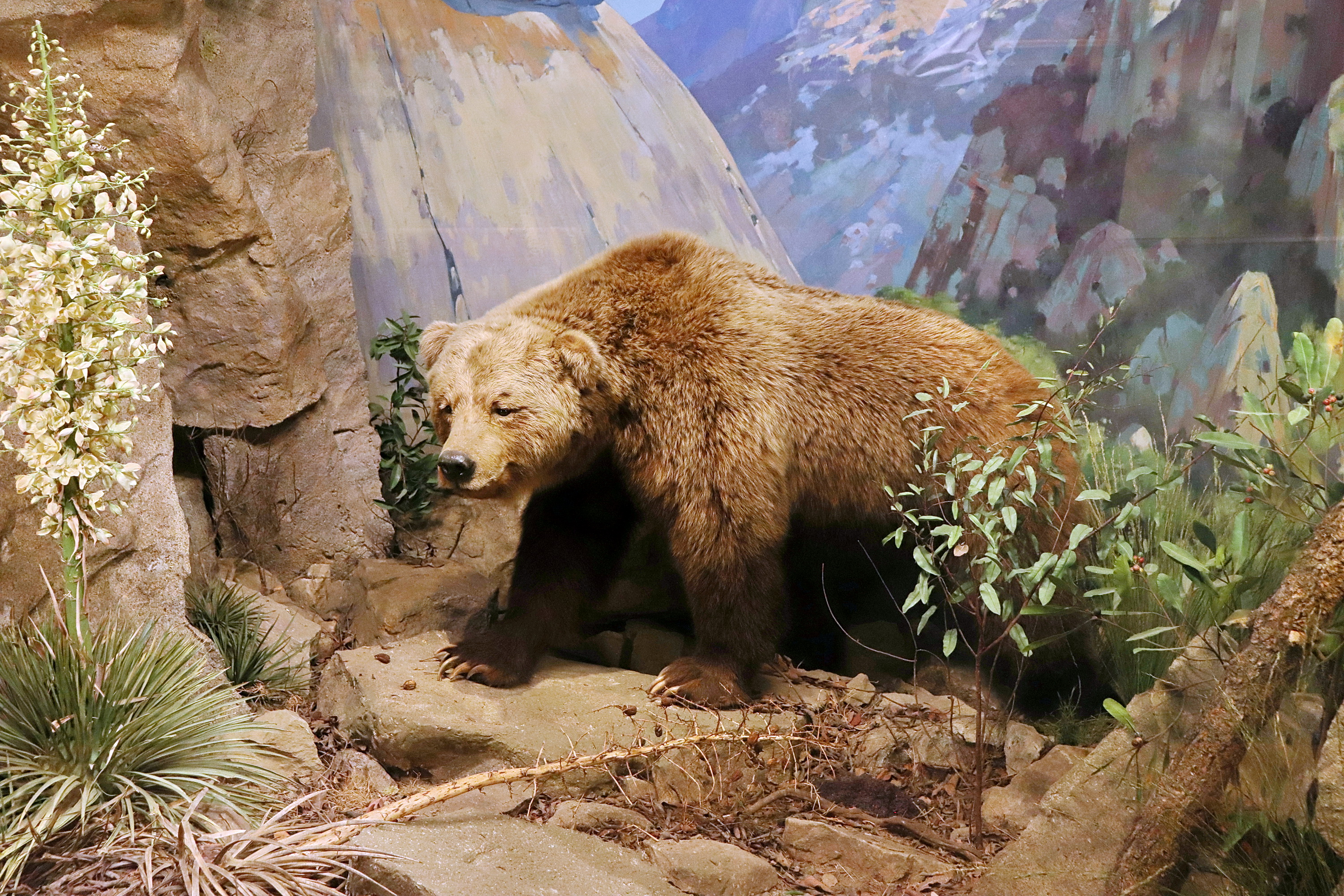
† Ursus arctos californicus
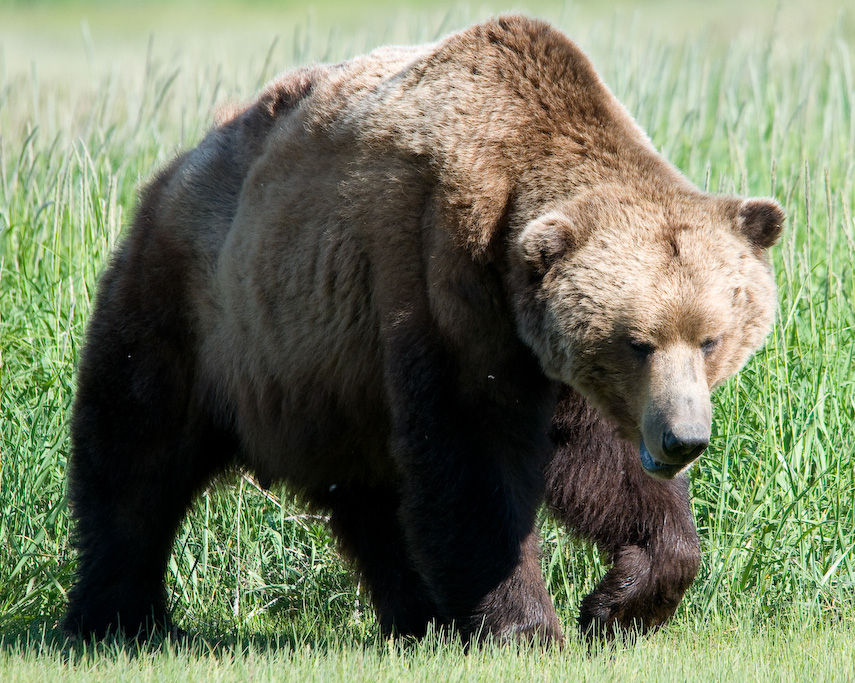
Ursus arctos gyas
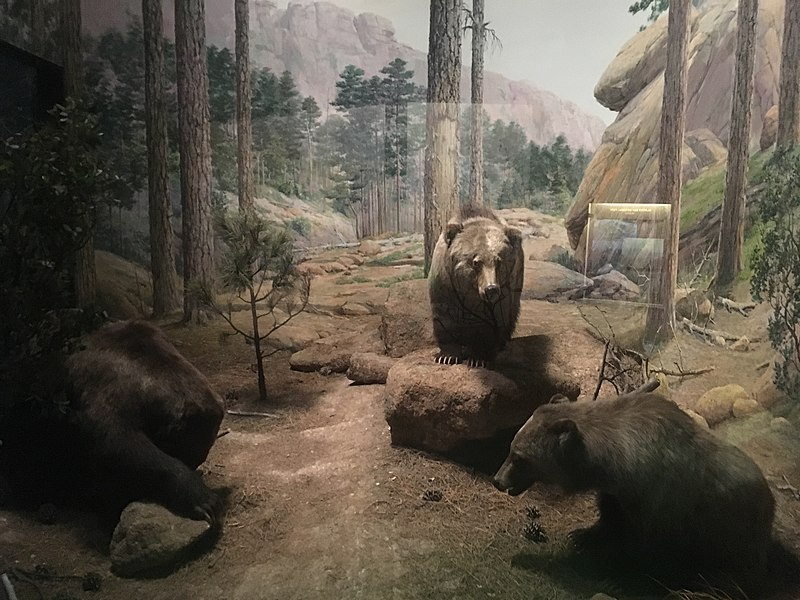
† Ursus arctos nelsoni
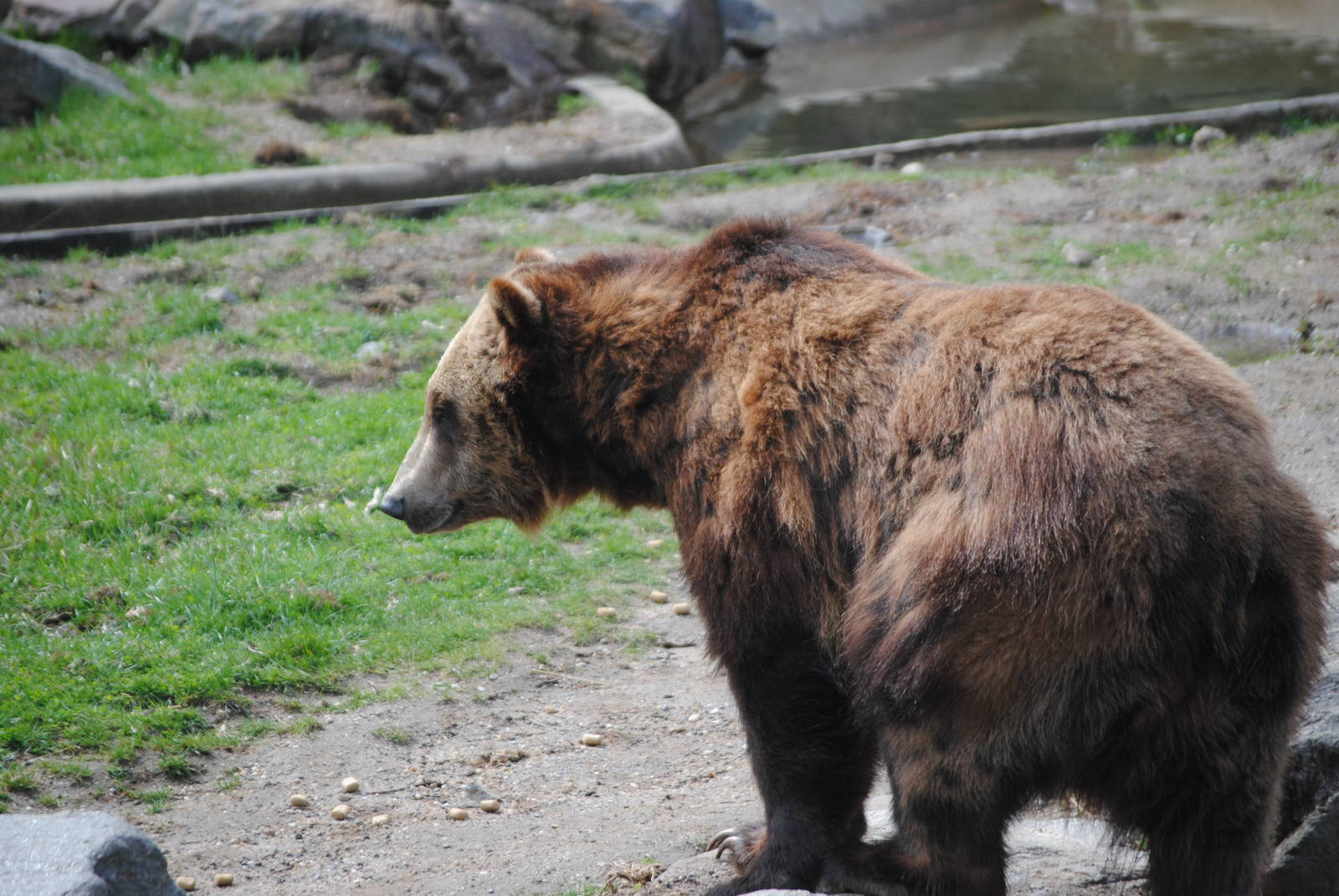
Ursus arctos sitkensis
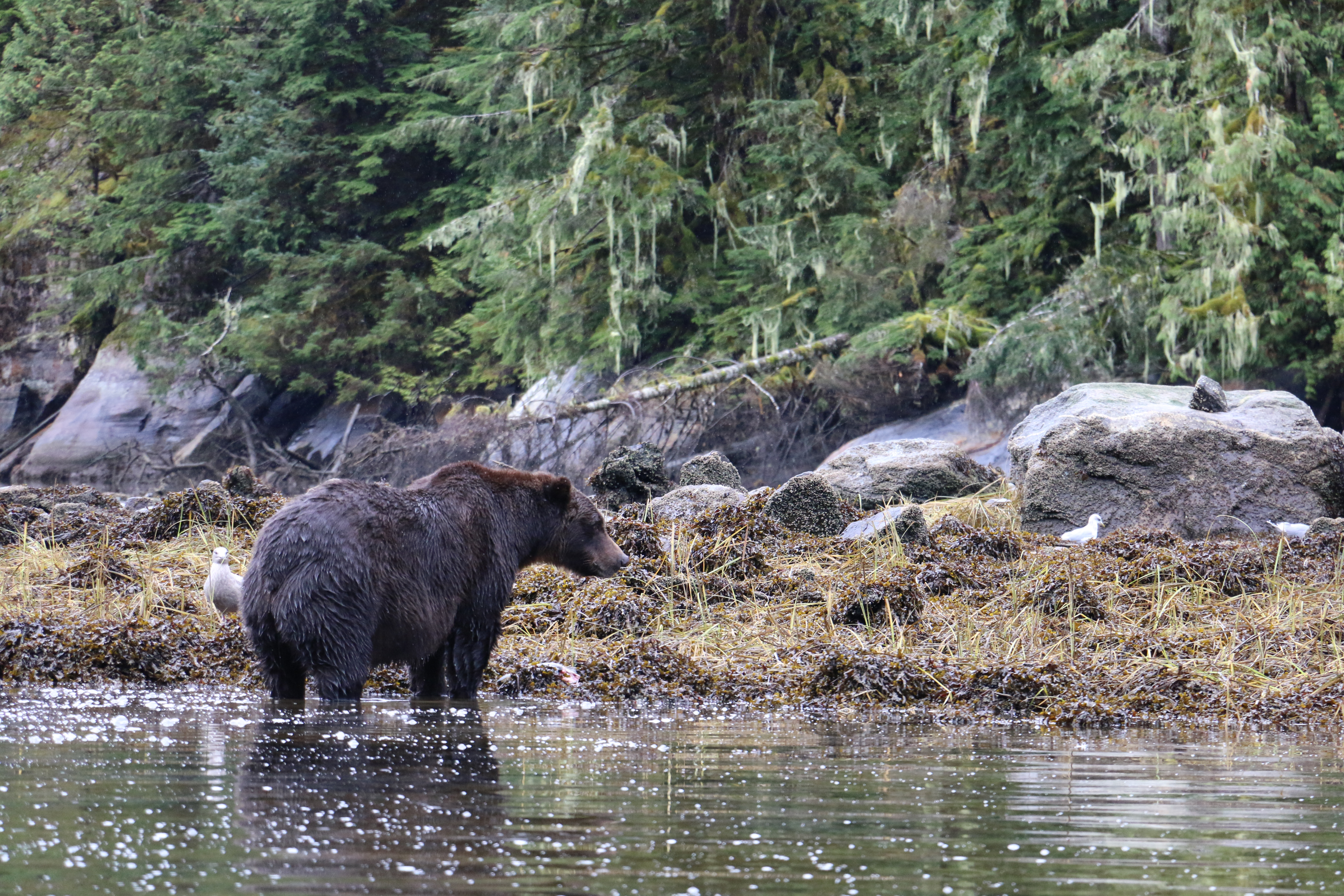
Ursus arctos stikeenensis

## Popis

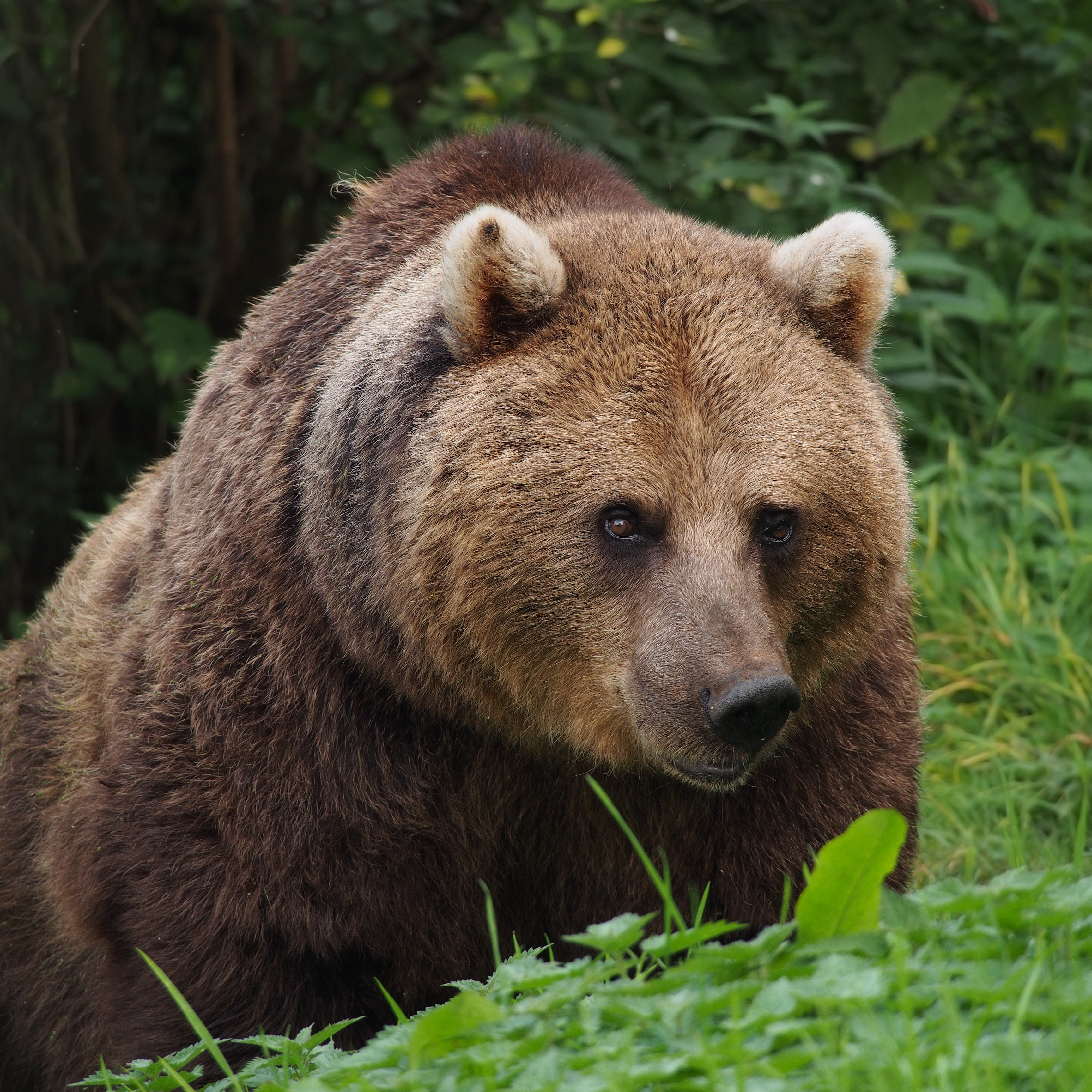
Detail hlavy medvěda hnědého

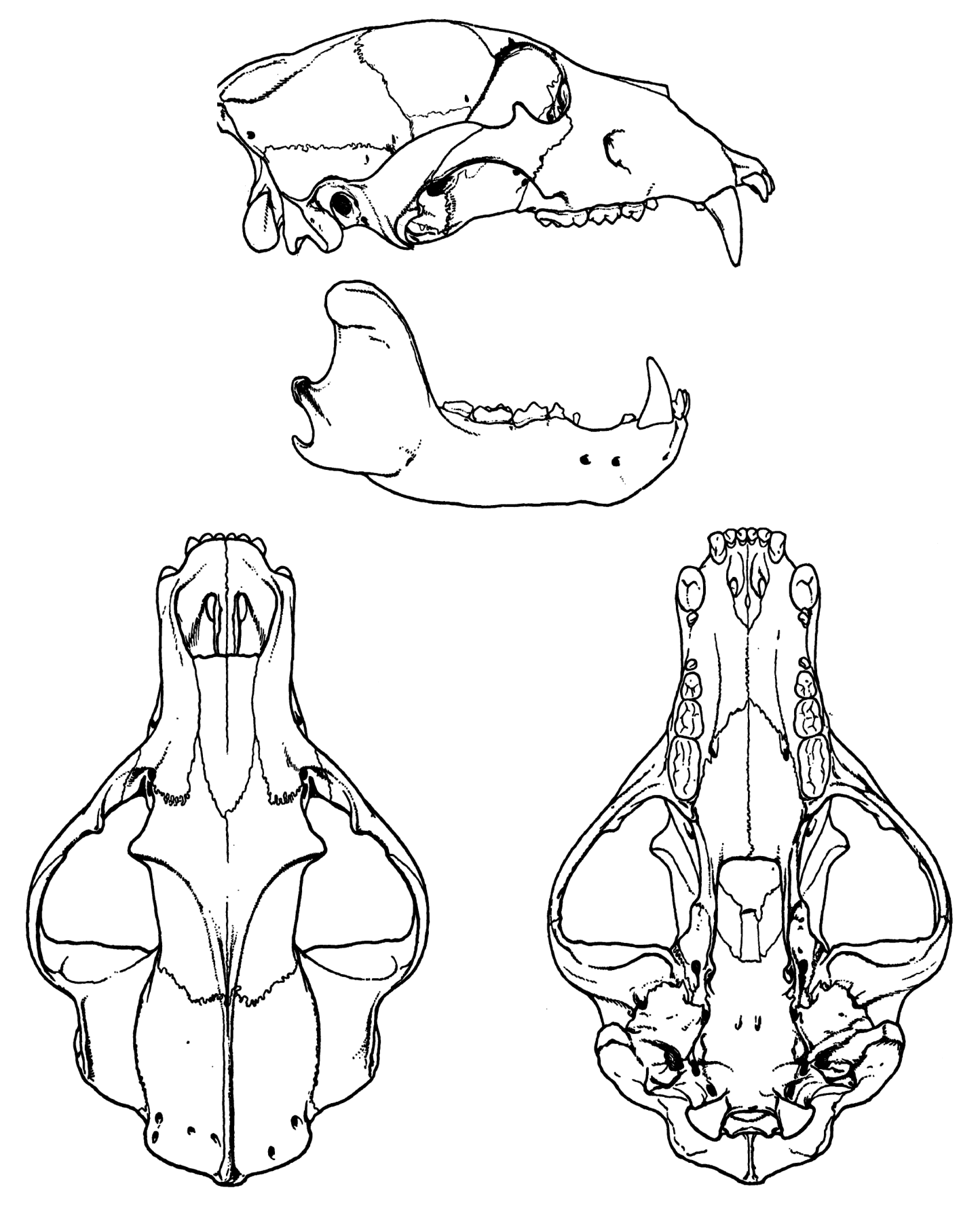
Lebka medvěda hnědého

Medvěd hnědý je mohutná šelma se zavalitou stavbou těla, silnými končetinami a velkou kulatou hlavou. Ocas je velmi malý, stejně malé jsou i poměrně nenápadné kulaté uši. Zimní srst je velmi hustá a dlouhá, zejména u severních poddruhů, a může dosahovat 11 až 12 centimetrů v oblasti ramen. Letní srst je mnohem kratší a řidší, její délka i hustota se geograficky liší. Zbarvení srsti je taktéž různé v závislosti na poddruhu; může být světle hnědá až krémově zlatá, tmavě čokoládová, medově hnědá, kaštanová až tmavě kaštanová, se stříbřitým, šedavým nádechem a nakonec černá se světlejšími skvrnami na hlavě a krku. Mladí jedinci mají do druhého roku života bílý pruh na hrdle. Výjimečně lze narazit na světlé až sněhově bílé jedince, podobné medvědovi lednímu nebo vzácnému poddruhu medvěda baribala – tzv. leucismus, nejde o albíny (ačkoli i na ně lze nejspíš narazit). Ani velikost není pevně stanovena a kolísá u jednotlivých populací podle typu a množství dostupné potravy, podobně jako hmotnost v průběhu roku. Pohlaví se od sebe liší pouze velikostí, kdy samec je o 30–50 % větší než samice.
Medvědi hnědí mají velké zahnuté drápy, na předních tlapách větší než na zadních. Včetně zakřivení mohou dosahovat délky 10 cm a v případě větších poddruhů pravděpodobně až 15 cm. Jsou tak delší jak u medvěda baribala či medvěda ledního. Drápy ledního medvěda jsou obzvláště odlišné, typické pro hypermasožravce – výrazně kratší, ale širší se silným zakřivením a ostřejším hrotem. Medvědí drápy jsou nejen účinnou zbraní, ale také užitečným nástrojem k uchopení a držení potravy, například ryb. Zadní tlapy medvěda hnědého měří na délku 21 až 36 cm, přední bývají o 40 % menší. Zadní stopa může připomínat otisk lidské nohy, na rozdíl od ní má však viditelné silné drápy. Při chůzi medvědi došlapují na celé chodidlo, jsou to tedy tzv. ploskochodci. Při pomalé chůzi je délka kroku dospělých medvědů přibližně 50 až 60 cm, při běhu je vzdálenost přirozeně větší, mláďata mají krok výrazně kratší.
Dospělí medvědi hnědí mají mohutnou lebku – nejširší ze všech žijících medvědů, široký čenich a robustní krk. U ruské populace medvědů (tj. větších poddruhů) dosahuje lebka délky 315 až 455 mm u samců a 275 až 397 mm u samic. Medvědi hnědí mají silné čelisti a jejich chrup se skládá z 42 zubů (zubní vzorec je I 3/3, C 1/1, P 4/4, M 2/3 × 2). Skusem dokáže medvěd grizzly vyvinout tlak o síle 8 MPa – 975 až 1160 psi = 68,5 až 81.6 kg/cm². Podle některých zdrojů by dokázal rozdrtit i kouli na bowling. Špičáky jsou velké až 50 mm a silně zakřivené. Nejsou tak ostré jako u výlučných masožravců a jsou důkazem jejich mnohem rozmanitějšího jídelníčku. K drcení a rozmělňování tuhých částí rostlin jim slouží třenové zuby, široké stoličky s hrbolatou korunkou a pohyblivé čelistní klouby. Medvědi jako všežravci mají relativně nespecializovaný trávicí systém spíše podobný typickým masožravcům. Liší se však v tom, že mají trávicí trakt prodloužený, což je adaptace, která jim umožňuje efektivněji trávit vegetaci. Na rozdíl od přežvýkavců nemají však slepé střevo a velmi špatně tráví strukturální složky rostlin. Aby medvědi kompenzovali nedokonalost při trávení celulózy, maximalizují příjem potravy a obvykle se při tom zaměřují na rostliny ve fenologických fázích s nejvyšší stravitelností a dostupností živin. Semena bobulí procházejí trávicím traktem neporušená a medvědi tak plní úlohu jejich roznašečů (viz zoochorie). Živiny se také vracejí zpět do životního prostředí.
Charakteristickým znakem tohoto druhu je svalovitý hrb vyrůstající na plecích. Je to adaptace, která zvyšuje jeho výkonnost (sílu) při vyhrabávání podzemních částí rostlin či drobných hlodavců z nor, obracení kmenů nebo při stavbě doupat. Oči jsou malé, v lebce hluboce usazené, umístěné po obou stranách čenichu. Tím, že směřují dopředu, zajišťují medvědovi binokulární vidění, díky němuž přesně odhaduje vzdálenost. Zrakem dokáže zachytit pohyb a rozeznávat obrysy na vzdálenost až 60 m. Vidí i při nízké intenzitě světla, díky reflexní vrstvě na sítnici. Pravděpodobně má i barevné vidění. Sluch je slabý, ne příliš vyvinutý, podobný lidskému (medvěd se proto snadno vyleká, pokud příchozího, například člověka, zaslechne až na poslední chvíli). Čich je naopak velmi citlivý. Medvěd hnědý má jeden z nejlepších čichů v živočišné říši. Podle některých zdrojů je medvědí čich až 7krát citlivější než čich průměrného bloodhounda (velmi dobrého stopařského psa) a až 2100krát citlivější než čich průměrného člověka. Dokáže detekovat lidských pach i 14 hodin poté, co jej člověk svou přítomností zanechal (např. na stezce, přes kterou prošel), nebo zaregistrovat zápach mrtvého zvířete až na vzdálenost 28 km. Pro intenzivnější vnímání okolního pachu medvěd zvedne čenich do vzduchu a otevře tlamu.
Medvědi hnědí mají jeden z největších mozků ze všech žijících masožravců v poměru k velikosti jejich těla. Vynikají prostorovou orientací i motorickými dovednostmi a dokážou šikovně (a účelově) manipulovat s objekty (kameny, větvemi atd.), podobně jako medvědi lední.

### Fyzické parametry
- Délka těla (včetně ocasu): 100–220, vzácněji až 280 cm[82][13][78][115][116]
- Délka ocasu: 5–20 cm[82]
- Hmotnost: 100–350 kg (vzácně 600 kg a více)[82][13][78][115][116]
- Výška v kohoutku: 90–150 cm[82]
- Výška vestoje: 185–275 cm (vzácně okolo 300 cm)[117][118][119]

Pohlavní dimorfismus začíná být patrný už ve věku 5 – 6 let, kdy medvědi bývají rovněž pohlavně zralí (tj. od těchto let jet samec viditelně robustnější nebo větší než samice). Plné fyzické vyspělosti dosahují medvědi ve věku 10 až 11 let. Medvědi hnědí jsou obecně menší, než se často předpokládá. Dosahují přibližně stejné hmotnosti jako průměrný lev – kolem 180 kg (samci) a 135 kg (samice). Především v pobřežních oblastech váží přibližně dvakrát tolik, mimo jiné kvůli stravě bohaté na proteiny a lipidy ve formě ryb. Nicméně například i na Slovensku existuje několik záznamů o zastřelených medvědech vážících 345 až 400 kg. Do největších rozměrů ale obecně rostou severoamerické a severoasijské poddruhy medvěda hnědého, obzvláště pak medvěd kodiak, medvěd grizzly nebo medvěd kamčatský, kteří o prvenství tak říkajíc soupeří s medvědem ledním – mnoho autorů právě jeho staví na první příčku coby největší žijící suchozemskou šelmu. Podle některých zdrojů může například medvěd kodiak nebo grizzly dosáhnout délky až tří metrů a hmotnosti jedné tuny (ale zpravidla jen v zajetí, kde lze počítat s obezitou, kvůli omezenému pohybu a pravidelnému přísunu potravy). Naopak mezi nejmenší poddruhy se řadí medvěd eurasijský (též zvaný brtník), porovnáme-li hlavu tohoto medvěda s robustní hlavou medvěda kodiaka, je téměř poloviční. Zřejmě úplně nejmenších rozměrů pak dosahuje medvěd syrský s maximální délkou 140 cm a hmotností 190 kg (podle jiných zdrojů maximálně asi 250 kg).

## Rozšíření a početnost
Prehistorické pozůstatky potvrzují, že medvěd hnědý dříve žil v Asii (všude kromě indického subkontinentu a jihovýchodní Asie), Evropě, Severní Americe (západní a střední oblasti od Hudsonova zálivu po severní Mexiko) a v pohoří Atlas v Africe. V mnohých oblastech původního areálu rozšíření je však nyní zaniklý nebo kriticky ohrožený.
Medvěd hnědý je nejrozšířenějším druhem medvěda, na něhož lze narazit i v nadmořské výšce 5 000 m (Himaláje). V Severní Americe preferuje otevřené krajiny, zatímco v Eurasii se zdržuje spíše skrytý v horách nebo ve vlhkých lesních komplexech a odlehlých krajích. V současné době pro něho představuje největší hrozbu ztráta přirozeného biomu a lov.
V Severní Americe se vyskytují dva obvykle uznávané poddruhy medvěda hnědého – medvěd grizzly a medvěd kodiak, jejichž předci se sem dostali někdy na konci pleistocénu přes tehdejší pevninský most zvaný Beringie z Asie. Na Aljašce, kde jsou stále velice hojní, se vyskytují na východě od Yukonu po Severozápadní teritoria a na jihu od Britské Kolumbie po západní Albertu. Izolované populace žijí v severozápadním Washingtonu, severním Idahu, západní Montaně a severozápadním Wyomingu. V rámci Eurasie se rozlišuje více poddruhů (více zde).

### Populace
V současné době se počet volně žijících medvědů hnědých odhaduje na 200 000 jedinců (včetně nedospělých) a dle Červeného seznamu IUCN jde o málo dotčený druh. Největší populace žijí v Rusku (asi 120 000 jedinců), na západě Spojených států (cca 32 500 jedinců) a v Kanadě (cca 21 750 jedinců).
V Evropě žije zhruba 15 400–17 000 jedinců v desíti oddělených populacích, od západního Španělska po východní Rusko a od severní Skandinávie po jižní Rumunsko a Bulharsko. Nevyskytuje se na Britských ostrovech a poměrně nízký počet volně žijících jedinců byl zaznamenán ve střední Evropě. Evropská populace medvěda hnědého je nejpočetnější v Rumunsku (v roce 2024 se populace odhadovala na cca 8 000 jedinců; dle nejnovější studie publikované v roce 2025 jich může být téměř 13 000), nepočítáme-li evropskou část Ruska (cca 36 000 jedinců). Populace medvědů hnědých v Pyrenejích mezi Francií a Španělskem je velice nízká a čítá odhadem několik desítek jedinců – k roku 2023 je zde registrováno cca 80 medvědů. Medvěd hnědý byl v Pyrenejích téměř vyhuben, ale díky úspěšné reintrodukci počet jedinců postupně stoupá. Podobně je na tom také populace medvědů ve Skandinávii, v Česku, Rakousku či Německu, a kupříkladu v Itálii přežívá pouze asi 50 až 150 medvědů hnědých. Již vyhuben je medvěd atlaský, jediný poddruh i coby druh medvěda, který žil v Africe.

### Rozšíření v Česku

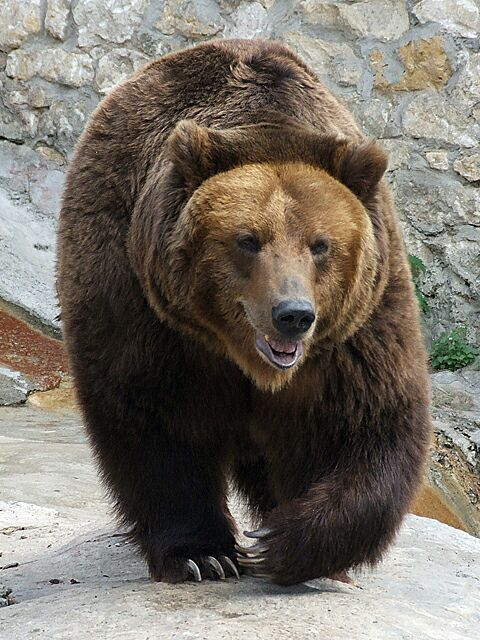
Medvěd hnědý v zoologické zahradě

Na území České republiky byl medvěd hnědý považovaný za plně vyhynulého už v druhé polovině 19. století, na většině území Čech byl vyhuben v 17. a 18. století, nejdéle se vyskytoval na Šumavě. Za posledního šumavského medvěda se často označuje medvědice zastřelená 4. listopadu 1856 poblíž osady Jelení vrchy (dnes Jelení), pozdější zmínky nejsou nezpochybnitelně doložené. Na Moravě se udržel do konce 19. století. Mezi poslední zaznamenané úlovky je řazen ten z května 1885 v Beskydech, jehož lebka s původním popisem a datem ulovení je součástí sbírek Muzea regionu Valašsko v zámku Kinských ve Valašském Meziříčí. Další doložený záznam je z roku 1887 na Travném u Morávky, údaj z roku 1893 z Hukvaldského panství je nedoložený. V souvislosti s rozšířením populace na Slovensku v 70. letech 20. století se medvěd vrátil do Beskyd.
V současnosti se na Moravě a ve Slezsku vyskytuje stále jeden až několik málo jedinců a občas se odsud toulá dále na západ, jih nebo jihozápad (do Jeseníků, na Českomoravskou vrchovinu, do Oderských vrchů či na Ostravsko). Nejhojnější je na moravské straně Karpat (např. v Javorníkách nebo Moravskoslezských Beskydech), kam proniká ze Slovenska. V CHKO Beskydy je výskyt potvrzován každoročně, nejčastěji jde o mladé jedince, ale také medvědice s medvíďaty. I když důkazy o rozmnožování chybí, existují doklady o přezimování medvěda v Javorníkách a Beskydech např. v letech 1979 a 1981. Poslední souhrnné vyhodnocení výskytu medvěda v rámci Česka pochází z let 2012 až 2016, kdy byl výskyt prokázán na 2,8 % území ČR. V roce 2024 se zřejmě několik jedinců vyskytovalo v okolí Zlína. Dle vyhlášky 395/1992 Sb. je medvěd hnědý v České republice kriticky ohrožený a přísně chráněný druh (více zde).

### Rozšíření na Slovensku
V roce 2016 žilo na Slovensku asi 1 250 medvědů (na základě odhadu z let 2013 až 2014). Údaje o pohlavní struktuře hovoří, že je nakloněna ve prospěch samic (1 : 1,5), což souvisí s vyšší úmrtností samců v důsledku vnitrodruhové agresivity a teritoriálního chování a co potenciálně zvyšuje natalitu v celé populaci. Podle posledních údajů Štátnej ochrany prírody (ŠOPSR) z let 2020–2021 žije na Slovensku přibližně 1 050 medvědů (1 012 až 1 275 jedinců). Hustota populace byla stanovena na 10 jedinců na 100 km². Největší populace se nachází v Chráněné krajinné oblasti Poľana, kde žije asi 278 medvědů. Nejvíce medvědů se vyskytuje v oblastech středního a severního Slovenska. Dne 2. dubna 2025 Vláda Slovenské republiky schválila odstřel 350 medvědů. Slovenský ministr životního prostředí Tomáš Taraba k tomu prohlásil, že v zemi postačuje 800 medvědů a zpochybnil dřívější závěry vědců z českých univerzit a ochranářů, že na Slovensku žije okolo 1 200 medvědů. Například statistika vedená Národným lesníckym centrom (NLC) ukazuje, že v letech 2020 až 2021 se populace medvěda hnědého pohybovala v rozmezí 2 760 až 2 997 jedinců. V rámci myslivecké statistiky bylo za rok 2022 vykázáno až 3 160 jedinců. K tomuto výsledku se po zhodnocení všech dostupných ukazatelů přiklání i další odhad NLC – 2 500 až 3 200 kusů. Podle některých dalších odhadů z let 2020 až 2022 může žít na Slovensku až 8 000 medvědů. NLC dále uvádí, že za posledních 23 let, od roku 2000 do roku 2023, obsadil medvěd hnědý o 44 % větší území.

### Nominální vs. efektivní velikost populace
Obvykle se uvádějí údaje zahrnující nedospělé nebo jiné nepářící se jedince (viz výše), ale důležitým faktorem je také tzv. efektivní velikost populace – počet jedinců, kteří přispívají k přenosu genů pro další generace (tj. přispívají reprodukcí) a kteří rozhodují o přežití druhu/poddruhu/subpopulace. Efektivní velikost populace je často mnohem menší než reálná (nominální) velikost populace vyjádřená počtem jedinců. Například pokud populace určitého druhu (včetně mláďat nebo nepářících se jedinců) čítá přibližně 1 000 kusů, do efektivní velikosti populace bude spadat pouze asi 200 zvířat.

## Biologie a ekologie
Medvědům je často připisována noční aktivita, ale nejaktivnější jsou ráno a brzy večer, při východu a západu slunce, a po zbytek dne obvykle odpočívají v hustém porostu. Studie také ukázaly, že medvědi mohou být aktivní nakonec v kteroukoli denní či noční hodinu, přičemž jedinci, kteří žijí v blízkosti lidí, jsou nejaktivnější v noci, a to ze strategických důvodů, aby se vyhnuli riziku střetu s člověkem. Většinu času tráví sháněním a konzumací potravy, ale často také v průběhu dne pouze jen odpočívají (až z 60 %). V létě a na podzim mohou až zdvojnásobit svou hmotnost, aby přežili zimu. V nejchladnějších měsících jsou relativně letargičtí, ukrývají se na bezpečném a klidném místě a žijí z tukových zásob.
Medvědi hnědí jsou většinou samotáři, menší skupiny tvoří pouze samice s mláďaty. S výjimkou období páření se shromažďují snad jen u potravní nabídky (např. v lesích, u skládky odpadků nebo u řeky plné ryb) a vytvářejí sociální hierarchii podle věku a velikosti. Dospělí samci medvěda hnědého jsou poměrně agresivní, a proto se jim ostatní samci, zejména dospívající medvědi, nebo samice s mláďaty (kvůli infanticidě) raději vyhýbají. V agresivitě jim konkurují pouze samice pečující o mláďata, když je chrání před nebezpečím, ale osamělé samice jsou mnohem tolerantnější. Mladí dospívající samci bývají nejméně agresivní a poměrně dobře snášejí přítomnost jiných, podobně starých medvědů.

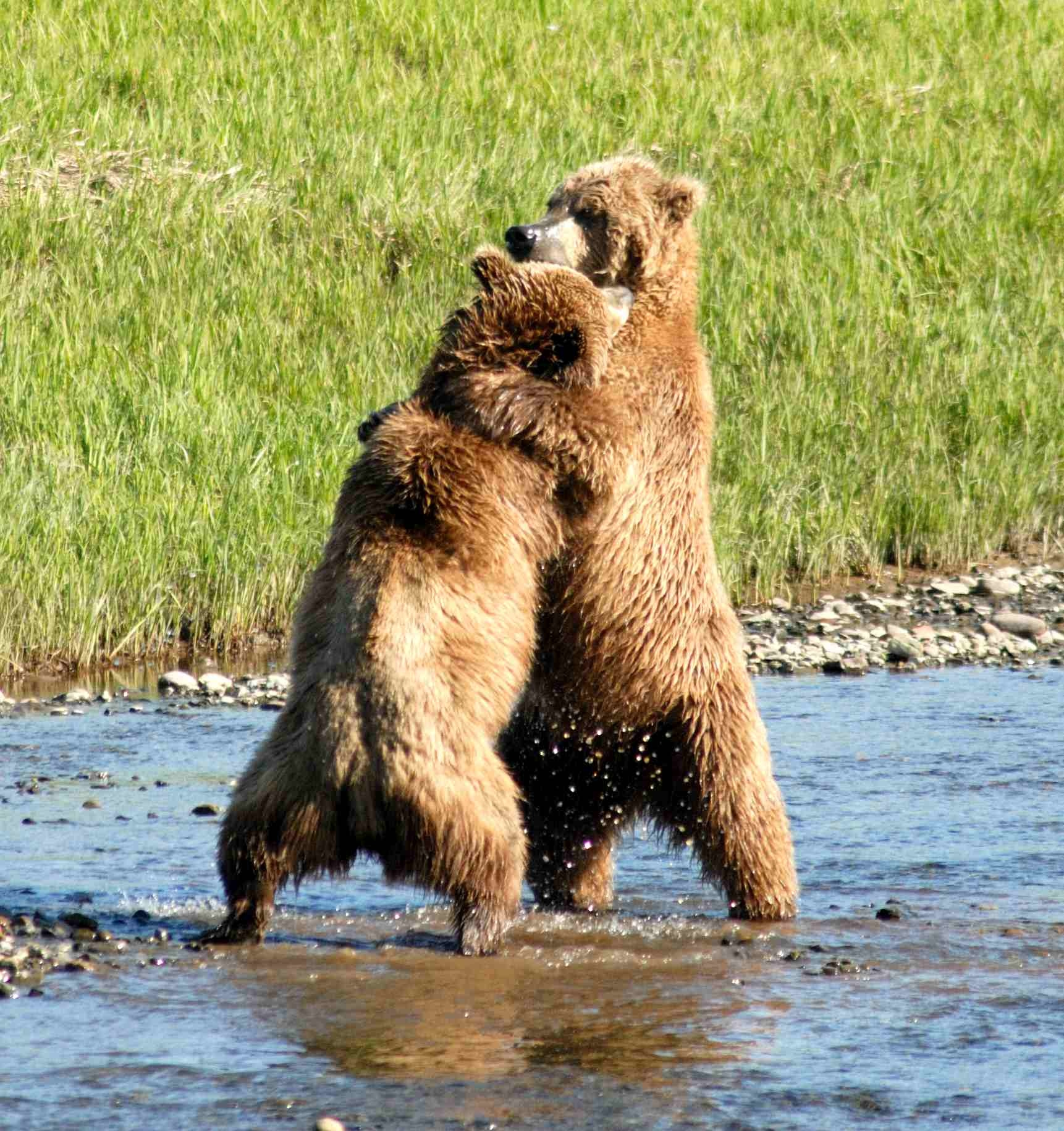
Medvědi při souboji

Dominance mezi medvědy se potvrzuje soustředěným pohledem, vyceněnými špičáky a natahováním nebo potřásáním hlavou, na což podřízený reaguje odvráceným pohledem, skloněním hlavy, usednutím nebo zalehnutím. Dojde-li k souboji, zbraní se stanou velké a silné tlapy, kterými se soupeře snaží udeřit do hrudi či ramen, nebo tlama, se kterou se zakusují do hlavy nebo krku protivníka. Svou sílu demonstrují také hlasovými projevy; vrčením či bručením nebo hlasitým řevem. Ten je slyšet až na vzdálenost dvou kilometrů.
Medvědi hnědí se obvykle pohybují na velkém území, přičemž samci vždy pokrývají větší území než samice, ale nejsou vysloveně teritoriální. Medvědí teritoria se často překrývají, zejména teritoria samic zasahují do teritorií samců. Kromě soubojů o samici, potravu, nebo o území poblíž brlohu, se neprojevují vůči druhým příliš agresivně a do určité míry se snášejí. Celková velikost teritorií se liší v závislosti na biotopu (tj. jaké jsou podmínky pro případný lov nebo stavbu brlohů), množství vhodných úkrytů a obecně vhodné potravy a především na míře rušení člověkem, přičemž o stavech medvědů a o lokalitách, které obývají, rozhoduje hlavně hustota osídlení lidmi. Výsledkem je, že domovské okrsky se mohou pohybovat od 8 100 km² až k pouhým 25 km², přičemž samci obývají teritoria až 7krát větší než samice. Hranici svého teritoria si značí močí, pravděpodobně též trusem (což někteří vědci zpochybňují), drásáním kůry stromů drápy nebo tlamou či otíráním se o kmen tělem. Medvědi mezi sebou komunikují i pomocí dolních končetin. Při pohybu kroucením nohou roznášejí svůj pach po zemi pomocí chodidlových žláz obsahujících až 26 specifických těkavých sloučenin, které upozorňují ostatní medvědy například na pohlaví zvířete.

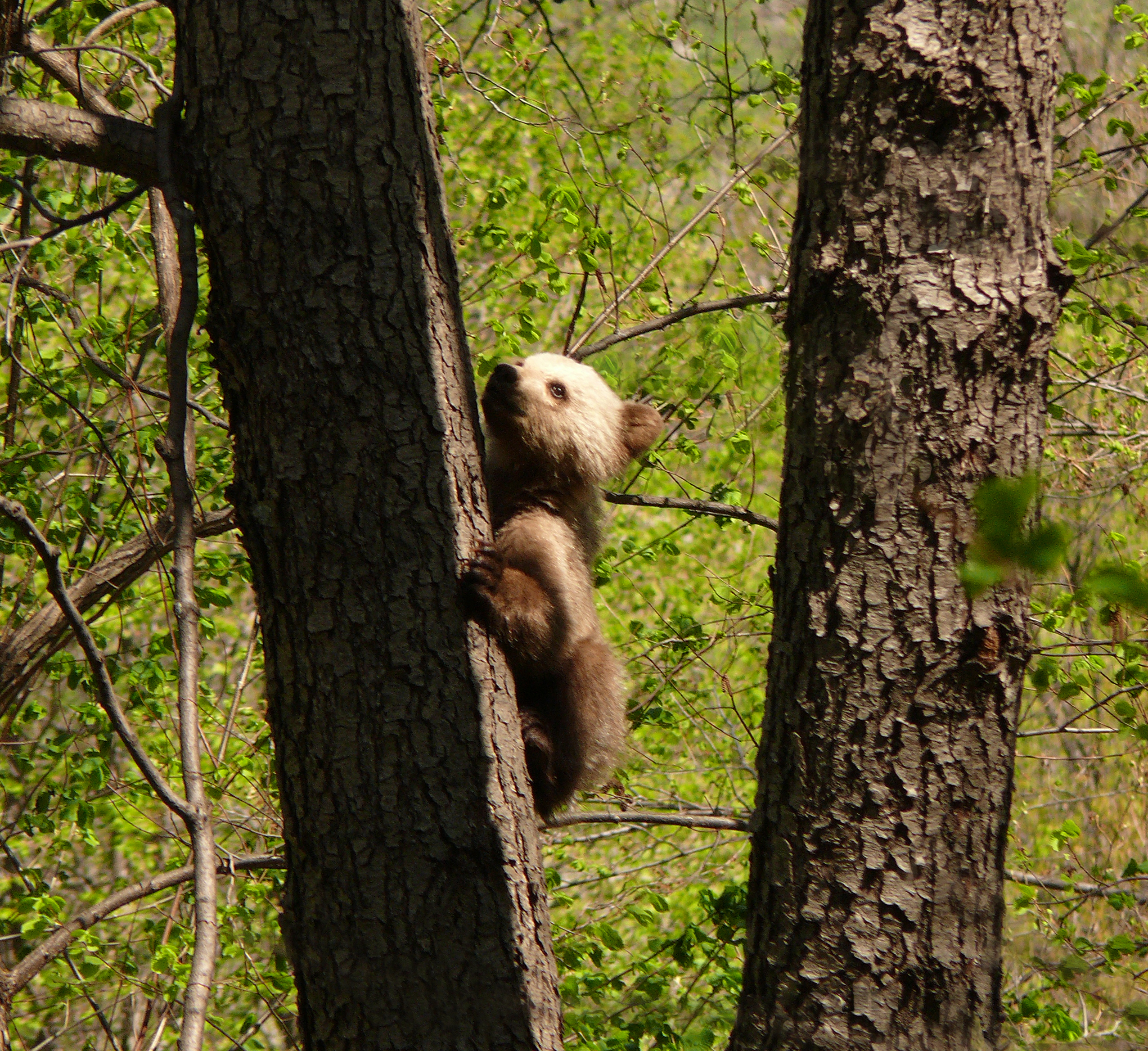
medvídě na stromě

Vzhledem ke své velikosti, síle a někdy nepředvídatelnému chování mohou být nebezpeční pro člověka nebo jeho hospodářská zvířata. Medvěd vzbuzuje respekt zejména pokud stojí na zadních nohou. Ačkoli při tom může nahánět strach, na zadní se staví hlavně proto, aby lépe viděl a zjistil, zda se je v jeho blízkosti vyskytuje nebezpečí nebo potrava. Navzdory své mohutnosti a tupým drápům dokáží překvapivě dobře šplhat po stromech, zejména pak mladí medvědi. Dospělí jedinci pravděpodobně také mohou šplhat po stromech, ale často to nedělají (zbytečně se nenamáhají nebo zkrátka nemají potřebu). Některé zdroje však tvrdí, že dospělí medvědi jsou na šplhání po stromech příliš těžcí, nebo na to mají příliš dlouhé drápy, což však může být mýtus. Dobře se cítí i ve vodě a umí velmi dobře a vytrvale plavat – často tráví až hodiny u vodopádů nebo v mělké vodě při čekání na ryby. Na krátkou vzdálenost dokážou běžet rychlostí 48 až 56 km/h. Upřednostňují však chůzi mnohem pomalejší a často jen doslova šoupají nohama. Nerušený medvěd se pohybuje rychlostí 5,5 až 6,0 km/h a v poklusu průměrnou rychlostí 10 až 12 km/h.

### Zimní spánek (hibernace)

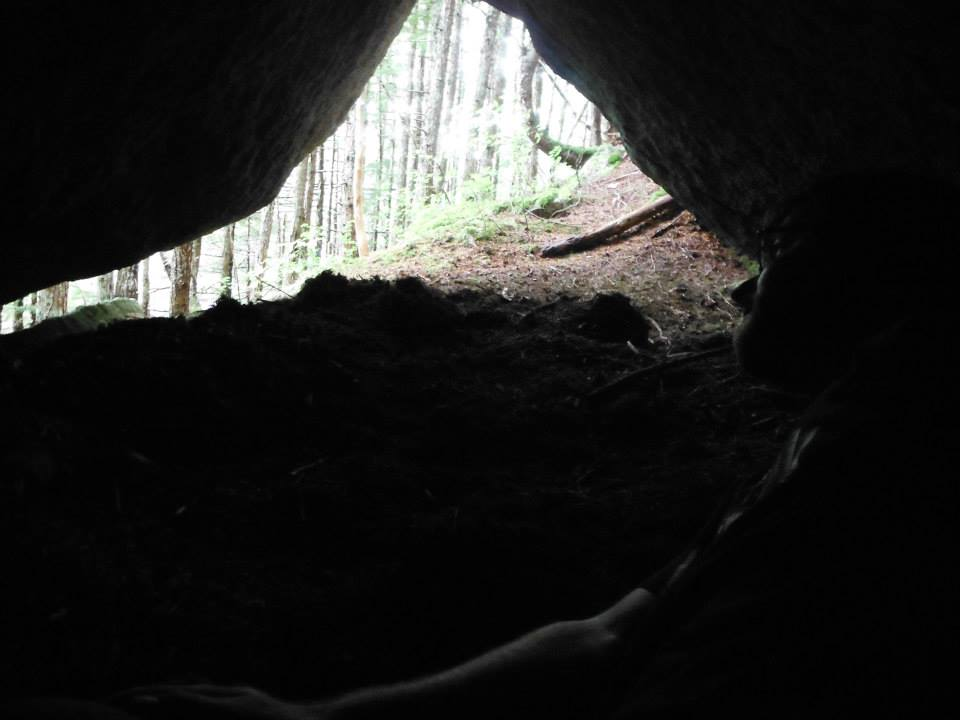
Brloh medvěda grizzlyho

Medvěd hnědý může trávit nejchladnější období zimním spánkem, během něhož se jeho tělesná teplota nepatrně snižuje (z běžných cca 37–38 °C na 31–35 °C), spotřeba kyslíku klesá asi o polovinu a tep může klesnout až o 75 % (z typických (45)70–85 tepů za minutu na asi 8–14 tepů). K zimnímu spánku se však neukládá primárně kvůli chladu, ale z nedostatku potravy. Během tohoto období medvěd nepřijímá potravu ani nepije a žije ze svých tukových zásob. Také nekálí ani nemočí, nahromaděné zplodiny jej však na životě neohrozí, protože je dovede recyklovat. Co se výkalů týče, na konci tlustého střeva se vytvoří „zátka“ ze suchého trusu, kterou medvěd uvolní až na jaře dalšího roku. Po dobu zimního spánku je medvěd stále schopen přijímat podněty z okolí (zejména ty zvukové), které ho mohou ze spánku probudit až vylekat, následkem čeho může být i nebezpečný. Během zimního spánku ztrácí 25 až 45 % své hmotnosti (samice z důvodu vyššího energetického výdeje během březosti a kojení ubývá na váze výrazně více).
Do zimního spánku se medvěd ukládá obvykle na 75 až 120 dní, zpravidla od poloviny listopadu do poloviny března, v severnějších oblastech až na 180 či 210 dní. Délku ovlivňují podmínky, kterým je medvěd vystaven, zejména tedy hojnost potravy – pokud je jí dostatek i v zimních měsících resp. jsou-li podmínky příznivější, nebude mít potřebu ulehnout tak brzy, nebo se dříve probudí. Dále ji může ovlivnit i hladovění před obdobím zimního klidu – dostatečně nakrmený jedinec (v průběhu jara nebo podzimu) se ukryje do brlohu dříve, zatímco hladovějící medvěd zůstane aktivní déle, dokud je chlad pro zesláblého jedince snesitelný. Také během oblev může na nějakou chvíli vyjít ven, ale poté se opět vrátit k zimnímu spánku. Populace medvědů v teplejších jižnějších oblastech nezimuje prakticky vůbec, k čemuž s postupnou změnou klimatu může docházet i ve střední Evropě, například na Slovensku. Někdy je ale medvěd aktivní nejen tehdy, když teplota stoupne, ale překvapivě i tehdy, když výrazně klesne; v letech 1987 a 2012 byli někteří jedinci aktivní i za hlubokého sněhu při teplotách od -15 až do -28 °C.
Odborníci se občas přou o to, zda lze zimní spánek medvědů označit za opravdovou hibernaci (tzv. pravý zimní spánek). Medvědi totiž sice spí, ale zároveň si udržují poměrně vysokou tělesnou teplotu. Mnozí biologové proto předpokládají, že medvědi tráví zimu ve stavu, který spíše připomíná normální noční spánek než hibernaci, pro kterou je typické razantní utlumení všech životních funkcí včetně hlubokého poklesu tělesné teploty. V české přírodě ze savců pravidelně a dlouhodobě hibernují např. svišti, ježci, plši, sysli či netopýři, jejichž teplota může klesnout o více než 30 °C (na 2–6 °C). 
Jako brlohy mohou sloužit jeskyně, kořeny a duté kmeny stromů, díry ve svahu, hromada balvanů nebo jen nakupená hromada chrastí. Vnitřek brlohu si vystýlají mechem nebo větvičkami, zejména březí samice. Jeden medvěd může mít ve svém areálu takových úkrytů několik a pravidelně je podle potřeby využívat.

### Potrava
Medvěd hnědý je velký oportunista, všežravec, který se živí nejrůznější potravou. Dokáže pozřít prakticky jakýkoli organismus (a někdy i předmět), na který narazí, a upřednostňuje hojnou a snadno dostupnou kořist. Jeho strava se proto v různých oblastech jeho výskytu značně liší. Navzdory jeho pověsti není téměř vůbec masožravý. Živí se především tou potravou, která je z 80–95 % (v případě evropské populace z 60–91 %) rostlinného původu, jejíž rozmanitost se liší i podle ročního období. Hlavně jde o různé druhy bobulí, trav, mechů, bylin, květů, ovoce, ořechů, šišek, semen stromů nebo hub. Díky svým dlouhým a silným drápům jsou medvědi hnědí dobře vybaveni i k vyhrabávání kořenů, cibulovin, hlíz a výhonků.

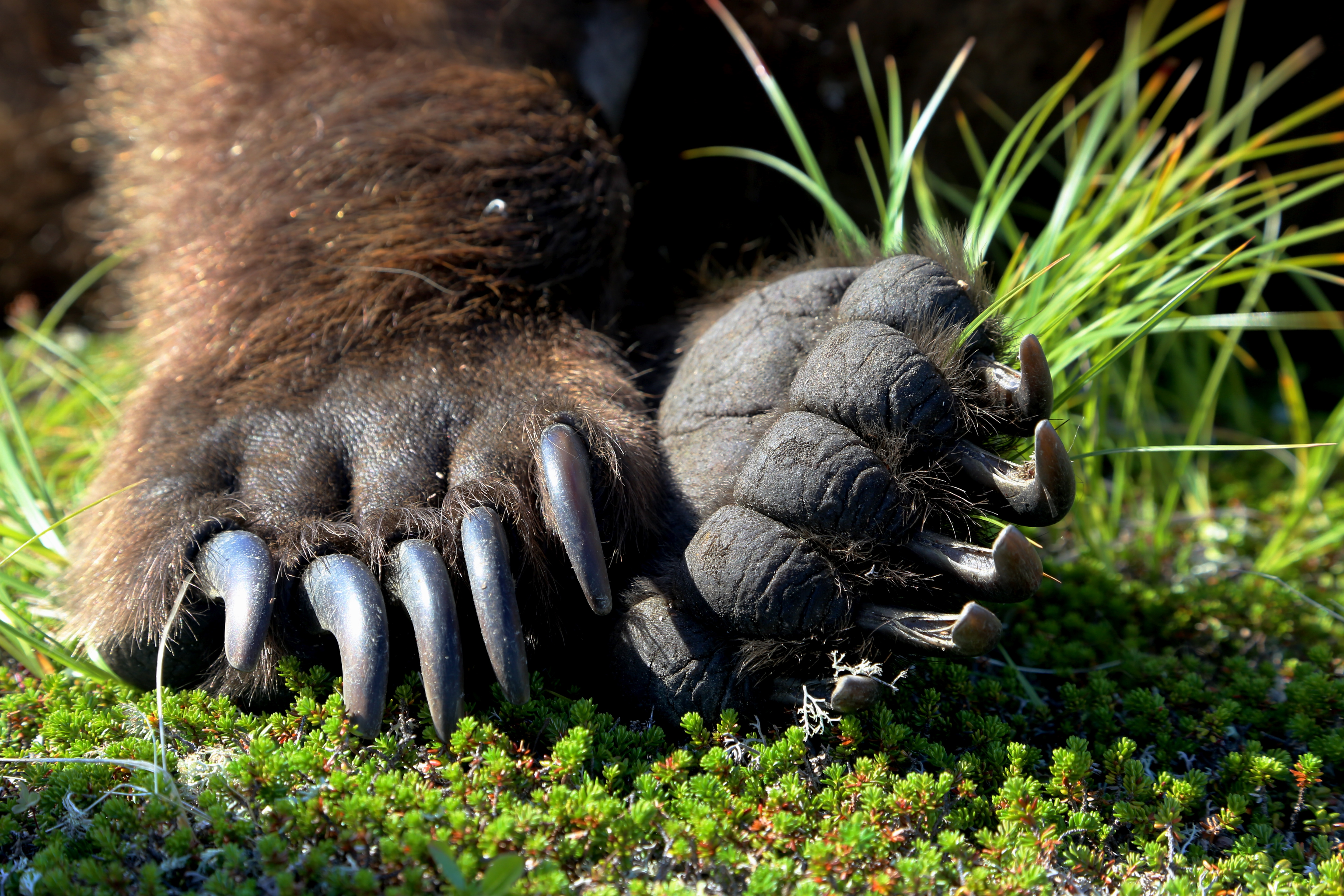
Tlapy s dlouhými drápy

Na jaře jsou hlavní potravou medvěda hnědého rostliny, trávy, výhonky, mech, byliny, ale příležitostně i mršiny, jejichž zápach dokáže vycítit na vzdálenost větší než tři kilometry. V létě a na začátku podzimu jsou důležité různé plody, včetně bobulí, kterých denně pozře až 200 000. Na podzim se hlavní potravou některých vnitrozemských populací medvědů stávají kořeny a cibule. Běžně konzumují také živočišnou potravu v podobě hmyzu, larev a housenek nebo med divokých lesních včel. Tam, kde se hojně vyskytují motýli (např. noční motýli z rodu Euxoa), jich může jeden medvěd za den pozřít až 40 000 kusů. Na vrcholu podzimního hodování může denně zkonzumovat až 40 kg potravy a přibrat 1,5–3 kg, aby si vytvořil dostatečné zásoby tuku. Zvýšená hladina cholesterolu medvědovi nepřivodí žádné zdravotní komplikace, protože se mu tuky neukládají na cévních stěnách a tudíž nedochází ke kornatění tepen (ateroskleróza). Zimu, když je potravy málo, přežívá tak, že se schovává v brlohu a hibernuje až šest či sedm měsíců (v severnějších oblastech), avšak v evropských podmínkách, díky mírnějšímu klima, je období hibernace obvykle kratší a medvědi jsou tak aktivnější větší část roku, třeba i v zimních měsících.

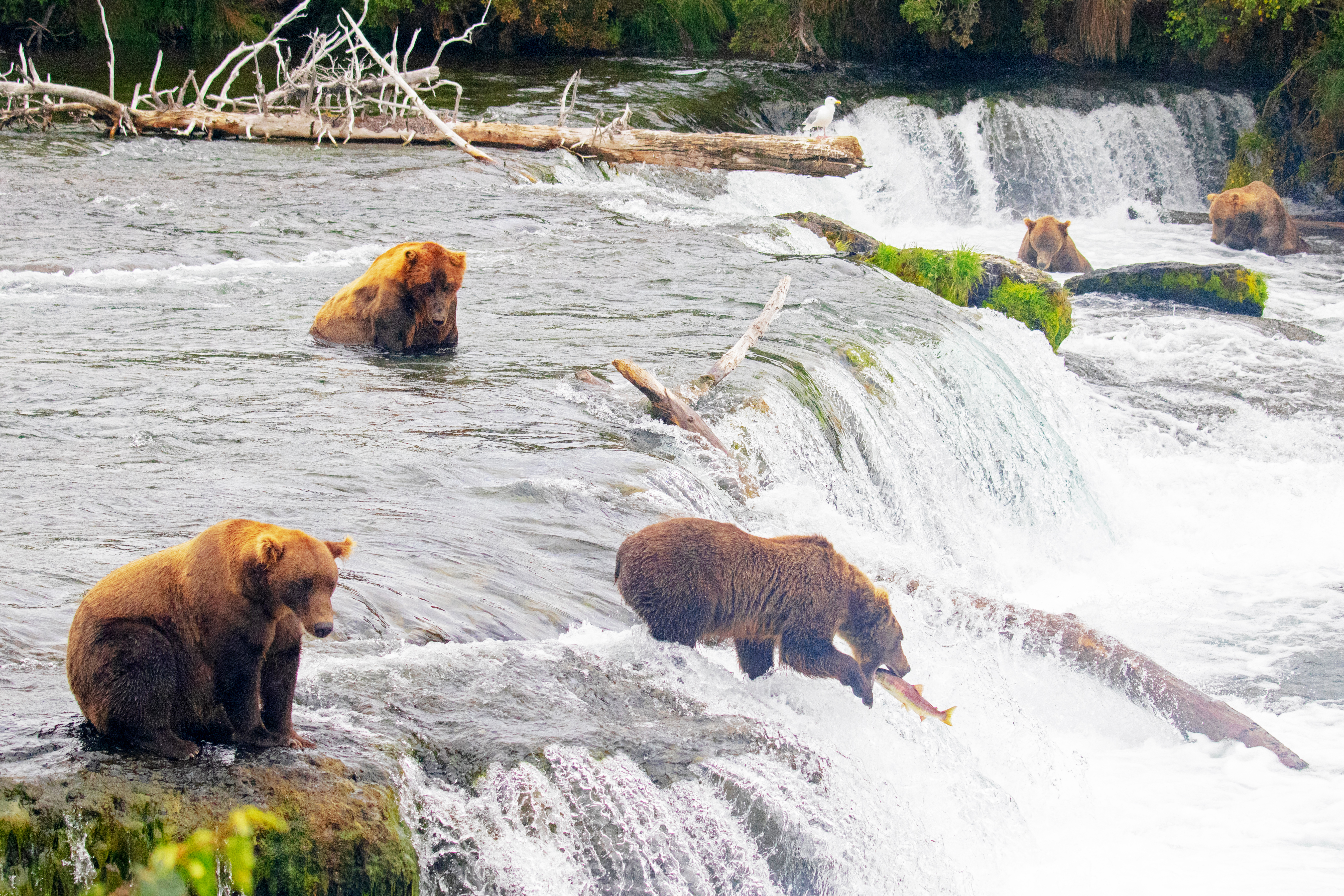
Medvědi při lovu lososů

Živit se mohou také ptáky a jejich vejci, ale i hlodavci a dalšími menšími obratlovci včetně veverek, svišťů, myší, krys a potkanů, lumíků nebo hrabošů. Medvědi hnědí žijící v blízkosti pobřežních oblastí se přehrabávají v písku a hledají v něm kraby nebo škeble, mohou napadat vydry mořské, nebo pojídají mrtvé či vyplavené velryby (např. keporkaky) a ploutvonožce (např. tuleně). Na Kamčatce a Aljašce se medvědi hnědí živí často také lososy. Zkušený medvěd je schopný ulovit až 18 lososů v průběhu dvou hodin. Tato potrava a její hojnost může být příčinou výsledné robustnosti místních medvědů (poddruhy kodiak, grizzly a kamčatský). Přestože žijí samotářsky, shromažďují se u této potravní nabídky v poměrně velkém počtu. Největší a nejsilnější samci si nárokují nejlepší lovecká místa.

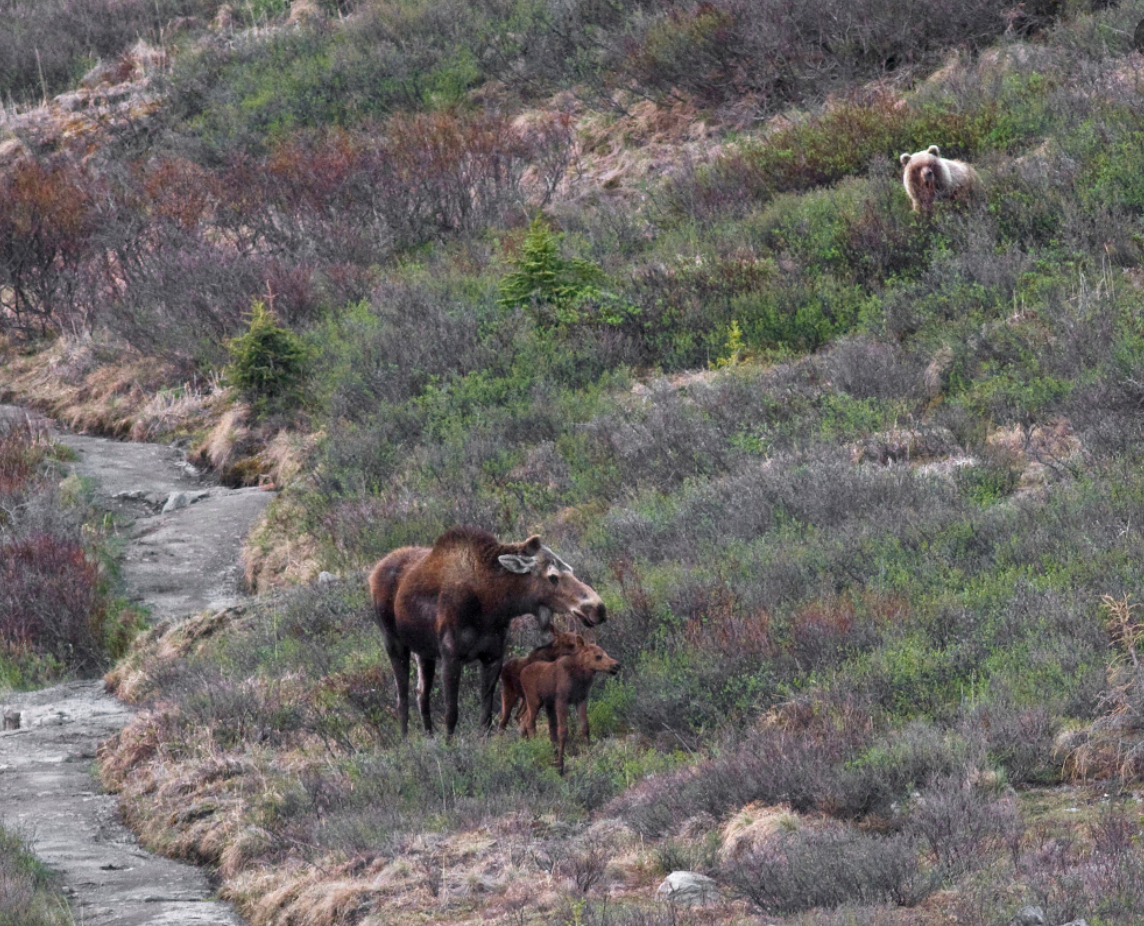
Medvěd pronásledující samici losa s mláďaty

Kromě lovu ryb a jiných místy lapených drobných obratlovců nejsou medvědi hnědí nijak zvlášť aktivními predátory, protože jiné způsoby hledání i získání potravy jsou často energeticky výhodnější neboli snazší. Ačkoli se většina z nich občas odváží vrhnout se i na větší kořist, mnoho pokusů o predaci začíná tím, že medvěd zvíře neobratně pronásleduje, a končí tím, že mu poměrně snadno unikne. Někdy jsou však medvědi poměrně sebevědomí predátoři, kteří se odváží pronásledovat i velké savce – různé kopytníky, jako jsou divoká prasata, ovce, pižmoni, bizoni, jeleni, losi, sobi a jiní jelenovití. Většinou se však zaměřují na mladé nebo nemocné jedince, kteří nedokážou držet krok se stádem. Kanibalismus je také možný, ale vzácný.
Medvědi žijící v blízkosti lidí mohou napadat domácí nebo hospodářská zvířata, která, pokud jsou v oploceném výběhu, dokážou poměrně snadno chytit a zabít. Nepohrdnou ani odpadky. V některých lokalitách navštěvují skládky odpadů i ulice měst, kde prohledávají kontejnery a popelnice a hledají poživatelné zbytky, což nakonec vede k tomu, že ztratí přirozený strach z člověka.

#### Masožravost a frekvence lovu, zabíjení kořisti a krmení
Možná překvapivě nejvyšší podíl medvědí potravy v případě savců tvoří hlodavci nebo podobně velcí živočichové, neboť asi polovina konzumovaných druhů váží v průměru méně než 10 kg. Na většině území svého areálu se medvědi hnědí pravidelně živí také kopytníky, ale v mnoha případech jde pouze o požírání mršin. Nicméně v některých částech východní Evropy a Ruska může být např. divočák loven v překvapivě velkém množství. Jedna studie z Amurské oblasti v Rusku zjistila, že medvědi hnědí byli dokonce aktivnějšími zabijáky divokých prasat než tygři i vlci dohromady, což však může být způsobeno i tím, že je zde tygří populace člověkem zdecimovaná a tudíž velmi malá.

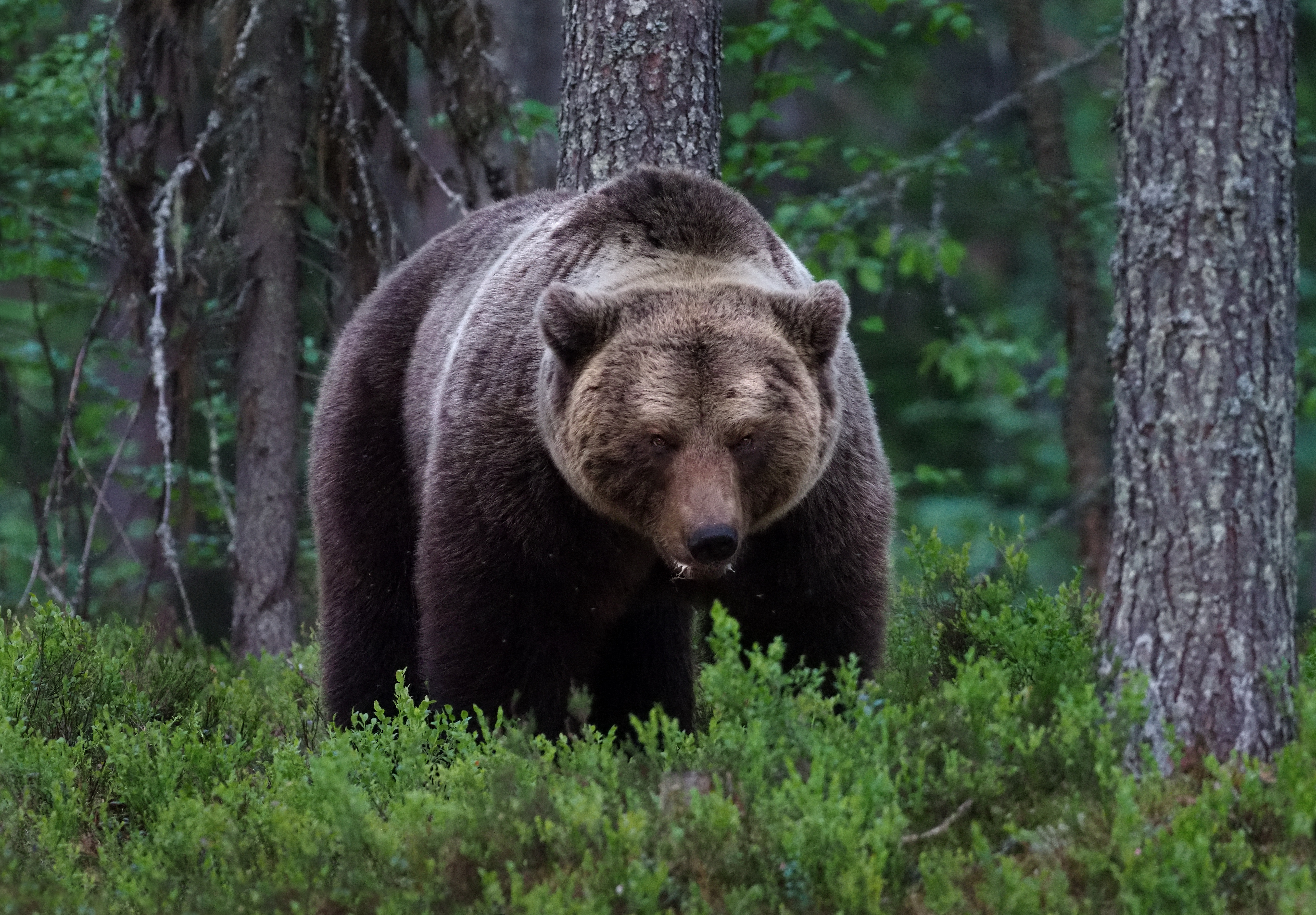
Medvěd hnědý ve Finsku

Nejméně masožraví jsou medvědi žijící v mírných až subtropických oblastech Eurasie (Španělsko, Slovensko, většina oblastí Balkánu, Turecko, Himaláje a pravděpodobně i Blízký východ), kde je rostlinná strava po většinu roku hojná a snadno dostupná. Rovněž v mnoha vnitrozemských částech Severní Ameriky je strava medvědů hnědých z velké části rostlinná, ale v některých oblastech se častěji živí i zvířecím masem; např. u medvědů grizzly v Yellowstonském národním parku maso tvořilo cca 50 % průměrné celoroční stravy, ale o několik set kilometrů dále na sever u medvědí populace žijící v Národním parku Glacier maso tvořilo pouze asi 10 % celoroční stravy. Orientace na určitou potravu či frekvence lovu zvěře je také velmi individuální; zatímco jeden sledovaný medvěd na Aljašce za necelý měsíc dokázal zabít až 44 losích či sobích (karibu) mláďat, další jedinec ze stejné lokality usmrtil za podobnou dobu pouze 7 mláďat.
Při lovu medvěd svou kořist přirazí k zemi jedním nebo několika mocnými údery tlap do hlavy, týla nebo přes hřbet, zakousne se jí do krku a usmrtí stisknutím hrdla, načež ji zmítáním v čelistech může zlomit vaz, nebo ji roztrhá a sežere zaživa. Menší kořist, například rybu, buď jednoduše zahryzne a nebo usmrtí úderem tlapy. Podle některých zdrojů a výpovědí lidí dokážou největší poddruhy medvědů zabít větší oběť (např. statného býka) jedinou ranou tlapou a přerazit ji tak páteř. Pokud medvěd hnědý narazí na mršinu nebo kořist jiného predátora, často ji odtáhne na jiné bezpečné místo, kde se potom nakrmí.
Větší kořist začne požírat v oblasti hrudníku, boků a proximálních částí zadních končetin a konzumuje nejprve vnitřnosti zvířete (kromě žaludku a střev). Poté medvěd pojídá maso z ostatních částí těla a nakonec sežere i kůži, distální části končetin, hlavu a drobné kosti. Zhltne i měkké paroží kopytníků. Hladovějící medvěd, který se už dlouho dobře nenakrmil, zhltne mršinu téměř komplet včetně všech kostí. Větší kosti však obvykle nestráví.
Za jeden den může sežrat až 50 kg masa. První den po konzumaci masa medvěd obvykle trpí zažívacími potížemi a jeho výkaly mají tekutou konzistenci, ale již druhý den se dostává jeho trávicí trakt do normálu. Pokud zvíře nezkonzumuje na posezení, přikryje ho dostupnou vegetací a zdržuje se v blízkosti mršiny tři až deset dní, přičemž se pohybuje v okruhu nepřesahujícím 500 m². Přikrytím se ji snaží nejen skrýt před jinými predátory, ale urychluje tím fermentační proces, díky němuž čerstvé syrové maso „dozrává“ a je pro medvěda atraktivnější. Jelena o hmotnosti 150 kg dokáže sežrat za pět až šest dní.
Medvědi hnědí mohou být agresivní vůči predátorům (jiným medvědům, tygrům aj.) a lidem, kteří se přiblíží k jejich kořisti nebo mršině.

#### Trus

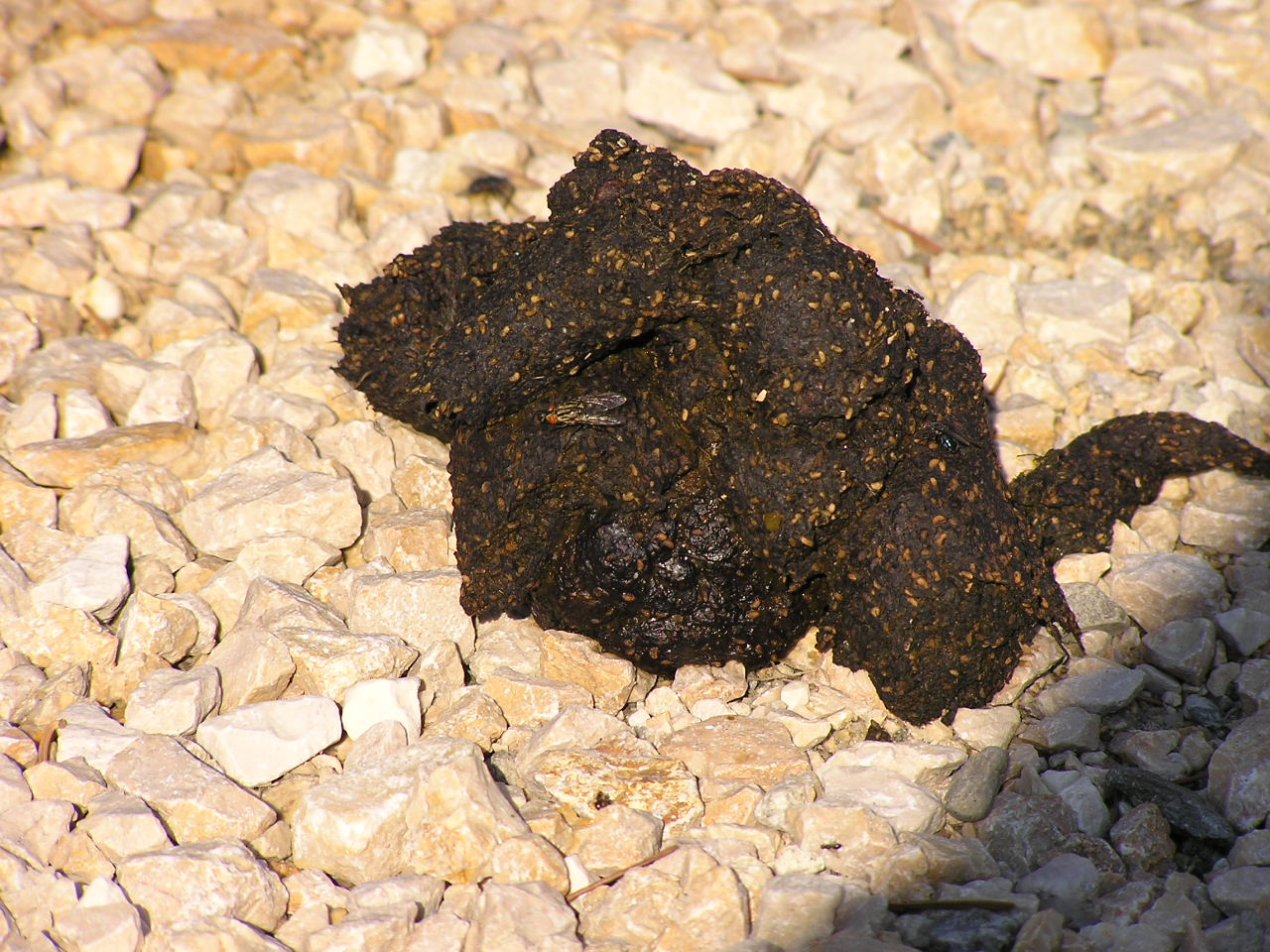
Exkrement medvěda hnědého nalezený v Rumunsku

Medvědí trus vypadá různě v závislosti na ročním období a nabídce potravy. Jelikož medvěd nemá dokonalé trávení a neživí se hlavně masem, často lze v jeho trusu nalézt nějaké rostlinné zbytky (trávu, kulturní obiloviny, byliny, bobule či ovoce). Při masité potravě může mít trus medvěda tvar širokého tmavého válce a dosahovat délky 3 – 6 cm. V případě převážně rostlinné stravy má podobu velké nepravidelné hromady, a někdy může být řidší, že spíše připomíná lejno hovězího dobytka.

### Rozmnožování a dožití
Období páření probíhá v létě, od května do července, případně i později, čím severněji medvědi žijí. Samice přicházejí do říje průměrně jednou za tři až čtyři roky. Medvědi hnědí jsou sériově monogamní a zůstávají se stejným partnerem jen několik dní až týdnů. Mimo tento úzký časový rámec projevují o opačné pohlaví už jen malý zájem. Samice pohlavně dospívají mezi čtvrtým a šestým rokem života, zatímco samci obvykle dospívají o rok později, kdy jsou dostatečně velcí a silní, aby mohli úspěšně soupeřit s ostatními samci o právo na páření. Samci se snaží pářit s co největším počtem samic. Podobně záletnické jsou i samice. Dokládá to mj. řada genetických testů, které ukázaly, že sourozenci nemají společného otce až v 29 % vrzích. Samci medvědů mají bakulum, kost v penisu, díky které dokáží na poměrně dlouhou dobu (v rámci každého jednoho pokusu) kopulovat se samicí. Někteří vědci spekulují, že se penisová kost vyvinula proto, aby mohli delším spojením odradit jiné náruživé soky. Pokud jde o konkrétní čísla, kopulace může trvat až hodinu, ale průměrně asi 25 až 35 minut. Nejvyššího reprodukčního úspěchu dosahují samice ve věku od 4 do 20 let. Byly však pozorovány medvědice, které se rozmnožovaly též v pozdějším věku, i v 28 letech. Samci mohou být plodní i ve věku nad 20 let, až do 26 let, ale obvykle jsou do 19 let. Samice může mít za svůj život až 10 vrhů. Na jednu medvědici tak připadá 10 až 30 mláďat, což je na tak velké zvíře nemalý počet. Asi polovina mláďat se však nedožije dospělosti.

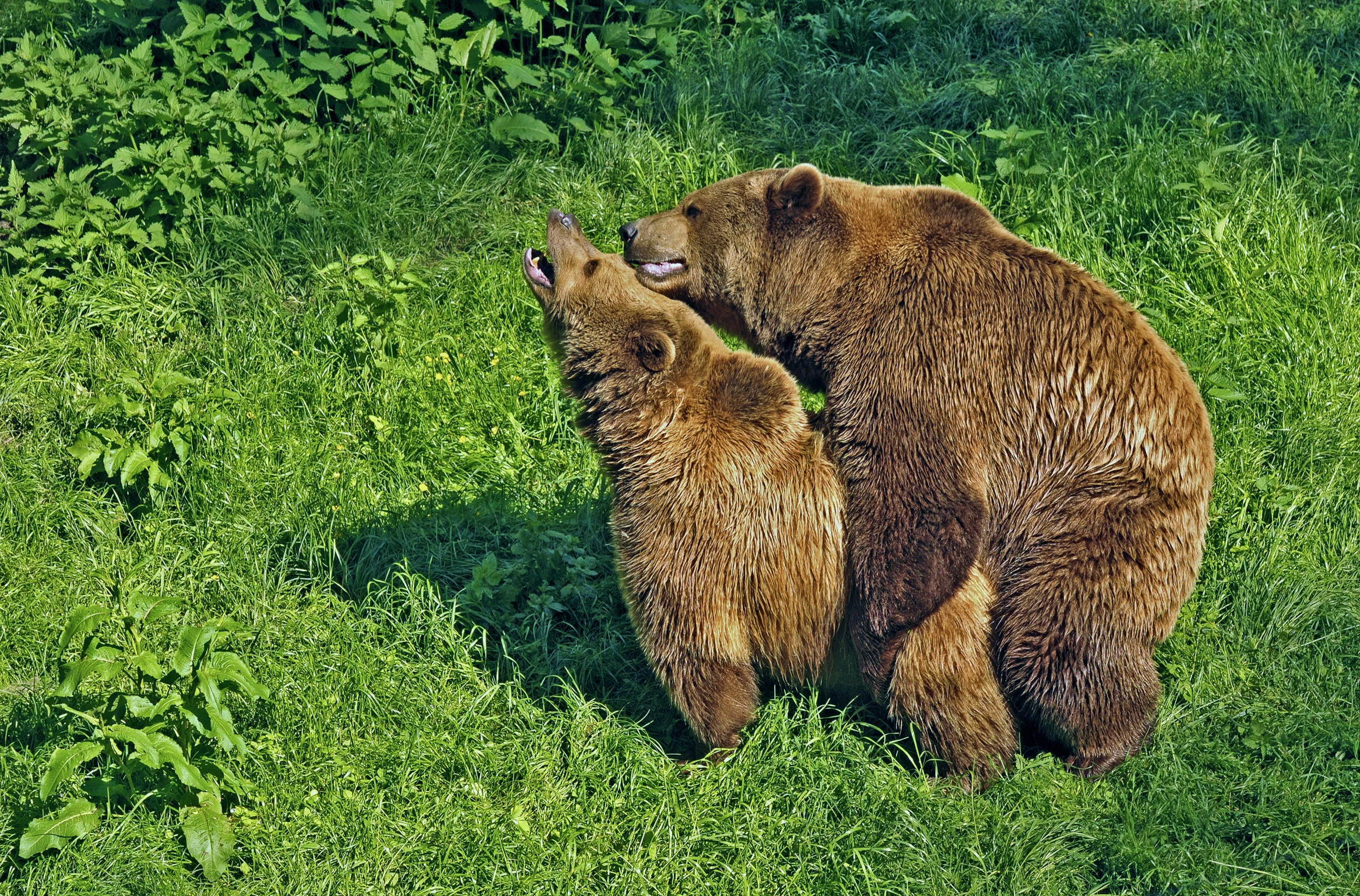
Páření

Samci se na výchově mláďat nepodílejí. U samic dochází k opožděné implantaci, kdy se oplodněné vajíčko začne vyvíjet v embryo až po relativně dlouhé době (skutečný vývoj zárodku trvá pouze 8 až 10 týdnů, vyvíjí se jen do stadia blastocysty a následně je vývoj přerušen). Tato tzv. utajená březost je příčinou rozdílné doby gravidity, která může trvat od šesti do devíti měsíců. Pokud je však samice ve špatném stavu, oplodněná vajíčka nebo vyvíjející se embrya hynou.
Samice obvykle rodí v zimních měsících, kdy hibernují (od listopadu do března). Starší a větší samice rodí obvykle větší vrhy. Byly zaznamenány případy až šesti mláďat, i když průměrná velikost vrhu je jedno až tři, přičemž více než čtyři medvíďata jsou považována za vzácnost. Velikost vrhu závisí také na faktorech, jako je zeměpisná poloha a potravní nabídka. Mláďata jsou po narození slepá, bezzubá a holá, velká přibližně 20 cm a mohou vážit 340 až 680 g v závislosti na věku a stavu matky. Živí se vysoce výživným, na kalorie bohatým mateřským mlékem (s 33 % tuku) přibližně čtyři měsíce. Na jaře nebo začátku léta přiberou na váze a doprovází matku na dlouhých cestách. Prvního roku se nedožije 25 až 40 % medvíďat (podle poddruhu, podmínek a potenciálních hrozeb). Studie ukázaly, že nejvíce mláďat umírá v důsledku úbytku na váze, tj. podvýživy. Snad jen na odlehlém souostroví Kodiak je každému k dispozici tak velké množství potravy, že jim hladovění prakticky nehrozí.

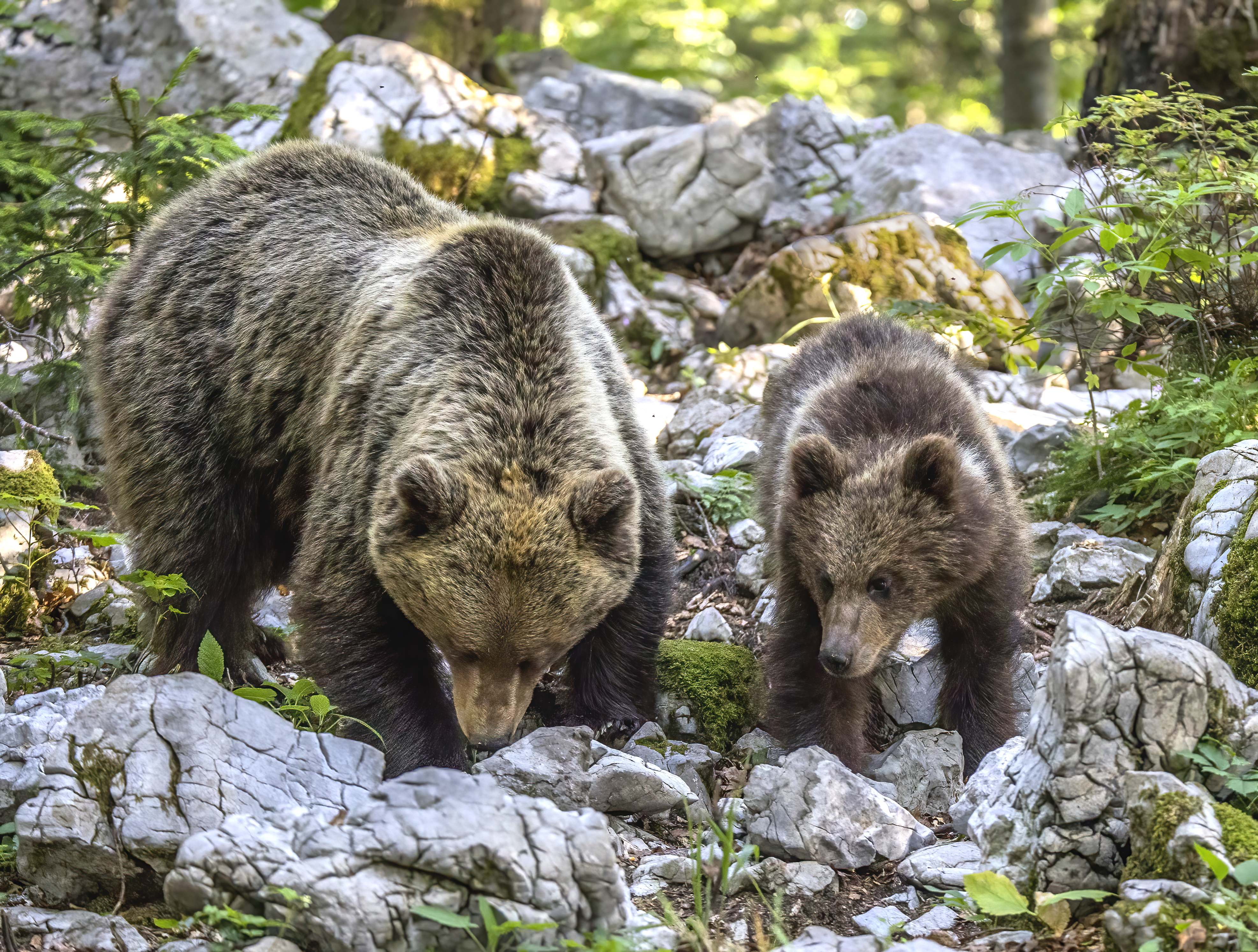
Matka s medvídětem

Mláďata jsou plně závislá na matce a během tohoto těsného pouta se pozorným sledováním a napodobováním jejího chování učí technikám přežití, například jaká potrava má nejvyšší výživnou hodnotu a kde ji získat. Zůstávají s ní asi dva až čtyři roky a poté už se vydávají vlastní cestou. Jak dlouho bude trvat, než se mláďata osamostatní, bude záležet na tom, jakým tempem budou přibírat na váze. V Severní Americe se po boku své matky zdržují v průměru dva a půl roku, od jednoho a půl do čtyř a půl roku života. Nicméně v některých oblastech Evropy a Asie může být fáze nezávislosti obecně rychlejší, protože nejdéle zde byla matka s medvíďaty spatřena po dobu dvou let a tří měsíců. Na japonském ostrově Hokkaidó většina mláďat opustila samici za méně než dva roky a ve Švédsku už kolem jednoho roku života. Mladí samci mohou urazit vzdálenost i několika set kilometrů, než naleznou vhodné teritorium, a často se zatoulají do obydlených oblastí, kde je jejich neomalené chování a nedostatek zkušeností může dostat do konfliktu s člověkem.
Ačkoli mladí medvědi nemají mnoho nepřátel (snad jen tygry, vlky, pumy a vzácně orly skalní/bělohlavé či levharty sněžné), musí se mít na pozoru před ostatními dospělými samci. Ti někdy mláďata zabíjejí, obvykle ve snaze přivést samici do říje, do které může vstoupit již dva až čtyři dny po jejich smrti. Pokud se statný samec postaví do cesty samici s mláďaty, mláďata obvykle utečou na strom, zatímco matka je odhodlaně brání. Přestože dospělá samice dosahuje často dvakrát nižší hmotnosti než samec, dokáže své potomky ochránit. Někdy však za ně položí i život. Infanticidě se některé matky snaží zabránit i s využitím člověka, tím, že se záměrně pohybují v blízkosti lidí nebo lidské infrastruktury, kam se samci tolik neodváží. Jakmile pak kritické období pro mláďata skončí, člověku se opět obloukem vyhýbají. Nicméně, podle některých zdrojů, dospělí agresivní samci usmrtí až polovinu všech narozených mláďat. Medvěd hnědý se může dožít 25 až 30 let, výjimečně a zejména v zajetí až 50 let.
Jsou známy případy, kdy si samice osvojily zatoulaná (osiřelá) mláďata, nebo dokonce odcizily mládě v přítomnosti jeho matky (větší/starší samice si může nárokovat mláďata od menší/mladší samice). Na druhou stranu i případy, kdy samice zabíjejí mláďata.

### Mezidruhová konkurence, predace

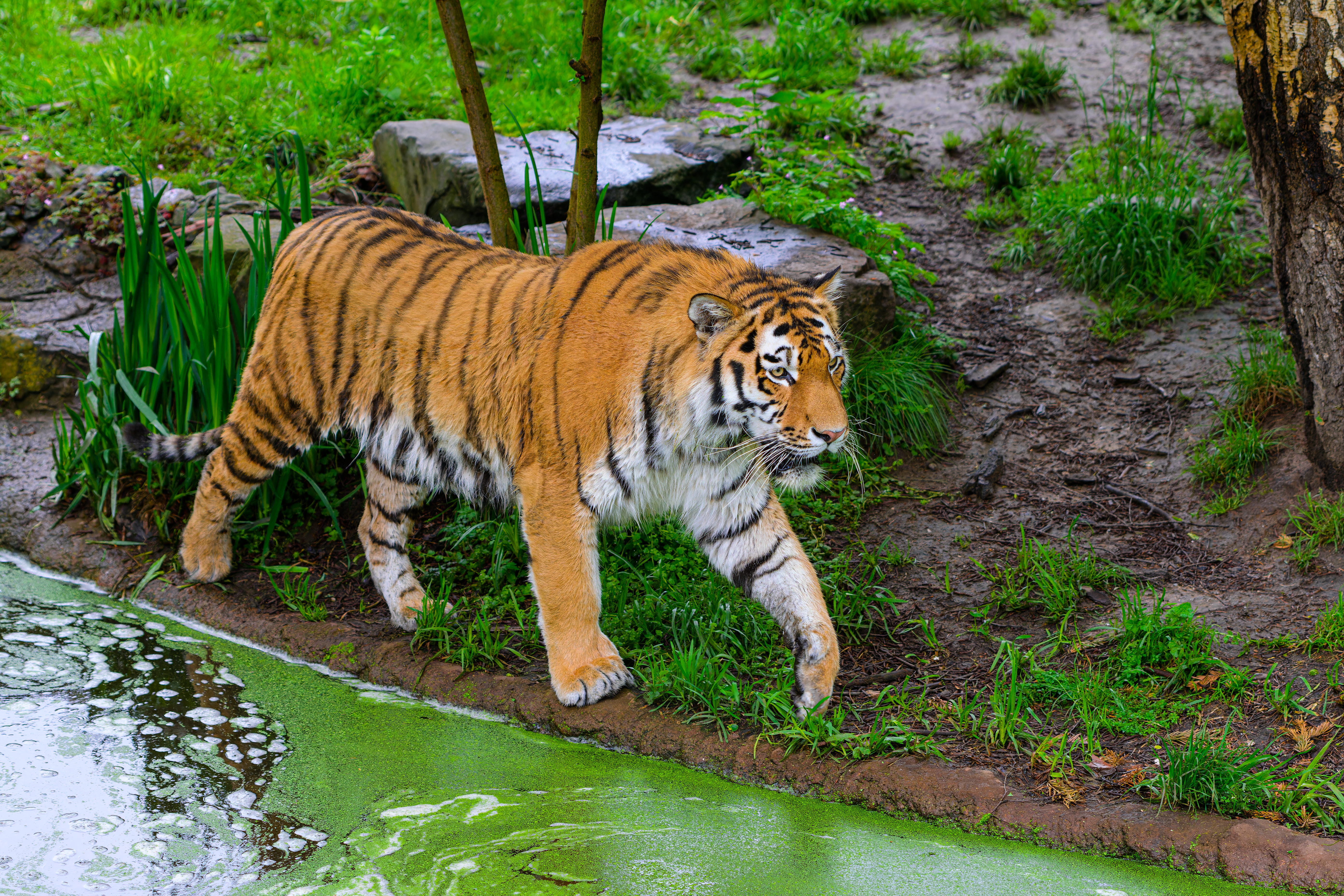
Tygr sibiřský je asi jediný predátor, co nežije ve smečce, který se odváží ulovit dospělého medvěda hnědého

Dospělí medvědi hnědí (zejména pak samci) jsou natolik velcí predátoři, že se jim jen málo živočichů odhodlá postavit na odpor. Jedněmi z nich jsou především tygři sibiřští. Po poklesu populace kopytníků v letech 1944 až 1959 bylo na ruském Dálném východě zaznamenáno 32 případů, kdy tygři napadli jak medvědy ušaté, tak medvědy hnědé. Zaměřují se nicméně na mladé a subadultní jedince, nebo zranitelnější samice. Ve stejném období byly také hlášeny čtyři případy, kdy medvěd hnědý naopak zabil tygří samici a její mláďata, a to jak při sporu o kořist, tak v sebeobraně. Později, studie o vztazích mezi tygry a medvědy v přírodní rezervaci Sichote-Aliň uvádí, že v letech 1992 až 2013 tygři sibiřští zabili jednoho mladého asi tří nebo čtyř letého samce medvěda hnědého a ve zbytku případů šlo o samice a medvíďata. Vliv přítomnosti tygrů na chování medvěda hnědého se nicméně liší. Jsou známy případy, kdy medvědi neprojevili žádný strach z tygrů, ale také případy, kdy si raději zvolili jinou trasu, pokud narazili na tygří stopy. Jiní medvědi naopak tygry záměrně pronásledovali a pokusili se ukrást jejich kořist, nebo se i zmocnit samotné šelmy.

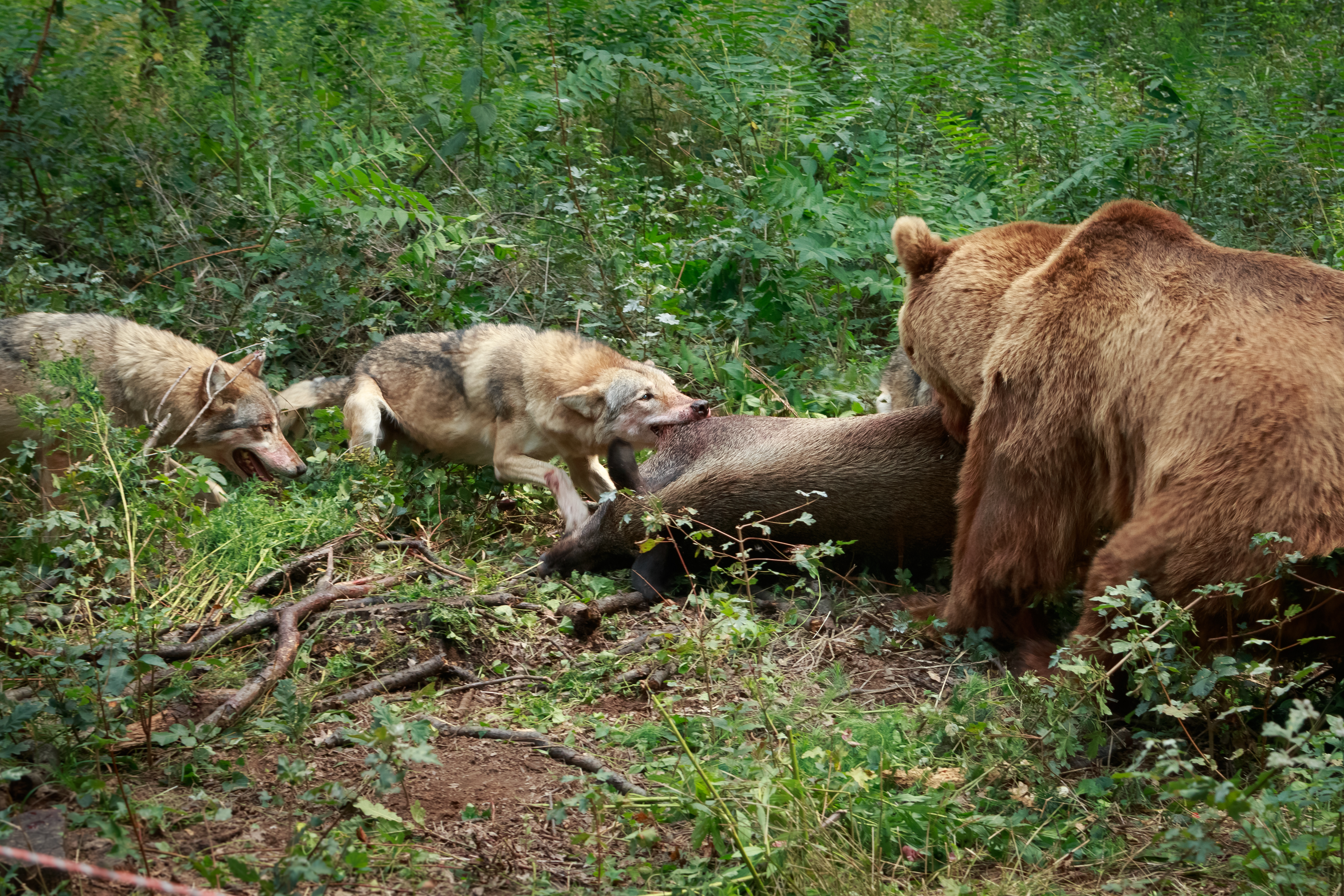
Medvěd hnědý v souboji s vlky o mršinu

Medvědi hnědí se pravidelně dostávají do křížku s vlky, které odhání od zabité kořisti. Navzdory častému výskytu případů obvykle vystačí zastrašovací gesta a nedochází tak k žádnému krveprolití. Ve vzácných případech se u úlovku dokonce navzájem tolerují. Naproti tomu existují též důkazy, kterak poddruh medvěd grizzly usmrtil dospělého vlka. Pokud se jednomu či druhému predátorovi naskytne příležitost zabít mládě konkurenčního druhu, v tomto případě příliš neváhají. V některých oblastech medvědi pravidelně konkurují pumám, kterým též zabírají úlovky. Dochází však i k situacím, kdy se medvědi nedokáží vypořádat s hrozbou ze strany pum. Kromě toho tyto velké kočky příležitostně napadají medvědí mláďata.
Menší masožravá zvířata (levharti sněžní, kojoti, rosomáci, rysové, draví ptáci) obvykle nepředstavují hrozbu pro medvědy. Přímým konfrontacím s takto velkou šelmou se přirozeně vyhýbají, někdy se však mohou pokusit ukořistit zbytky medvědího úlovku. Snad jen rosomáci dokážou otravovat medvěda grizzlyho (zvíře zhruba desetkrát těžší) tak dlouho, až ho od zabité potravy odeženou. Ve vzácných případech mohou představovat hrozbu někteří velcí draví ptáci, jako třeba orel skalní či orel bělohlavý, kteří se mohou pokusit ulovit medvědí mládě.
Ostatním medvědům medvědi hnědí obvykle dominují, neboť jsou v průměru větší či mohutnější než medvěd baribal či medvěd ušatý. Obvykle je tak tomu i v případě střetu s medvědem ledním, a to navzdory tomu, že může tento arktický druh dosahovat větších rozměrů než medvěd hnědý. K vzájemným konfrontacím dochází však spíše vzácně z důvodu odlišných preferencí ohledně biotopu a jiných návyků, nicméně začátkem 21. století dochází k nárůstu interakcí mezi medvědy hnědými a ledními medvědy, o nichž se předpokládá, že jsou způsobeny změnou klimatu. Medvědi hnědí se stále více přesouvají na sever a zabírají zde území, které zasahuje do „teritoria“ medvědů ledních. Medvěd hnědí mají tendenci dominovat v případných sporech o kořist a v jejich doupatech byly nalezeny pozůstatky mláďat medvěda ledního.

### Paraziti a nemoci
Medvědi hnědí jsou náchylní vůči parazitům, jako jsou hlístice (viz trichinelóza), motolice, tasemnice, všenky a klíšťata. Předpokládá se, že se mohou nakazit virem psinky, například od toulavých psů a vlků. Může být též infikovaný vzteklinou. V zajetí jedinec medvěda hnědého údajně podlehl Aujeszkyho chorobě.

## Role v ekosystému
Přítomnost medvěda hnědého ve volné přírodě může být důležitá z několika důvodů:
- Po konzumaci různých plodů medvěd vylučuje semena, která jsou tak rozmístěna různě v oblasti. Jak se semena nacházejí přímo ve výkalech, některé studie prokázaly, že úspěšnost klíčení je důsledkem toho ještě zvýšena, což činí z medvědů důležité roznašeče semen v jejich stanovištích (viz zoochorie).[105][253][254]
- Při hledání kořínků, cibulek rostlin nebo zemních veverek medvědi rozrušují půdu, čímž zvyšují druhovou bohatost ve vysokohorských ekosystémech; půda vyhrabaná medvědem obsahuje výrazně více dusíku než nenarušená půda.[255][256]
- Medvědi přispívají k rovnováze v přírodě například i tím, že regulují populace jelenů a pomáhají mj. předcházet nadměrnému spásání lesů. Kromě toho požírají nebo loví zejména nemocná a zraněná zvířata a ozdravují tím jejich populace. Experiment v Národním parku Grand Teton ve Wyomingu v USA ukázal, že při nepřítomnost vlků a medvědů grizzly vzrostla populace býložravců natolik, že se následkem toho narušila přirozená struktura a hustota porostu v oblasti, kvůli čemuž došlo k poklesu populace stěhovavých ptáků. To poskytuje důkaz, že medvěd může být klíčovým predátorem, který ovlivňuje celý ekosystém, který obývá.[13][95][257] V některých oblastech výskytu však může hrát v tomto smyslu jen nepatrnou roli, jako například ve slovenských Tatrách.[120]
- Když medvědi loví lososy, často se živí pouze kůží, mozkem a jikrami ryb, čímž poskytují zdroj potravy dalším živočichům (např. rackům, krkavcům a liškám), kteří se rybami živí také – tzn. že z toho profitují i menší masožravci.[258] Pro některé živočichy může být zbytková (jakákoli) kořist vlků i medvědů natolik důležitá, že když tyto velké šelmy zmizí, poklesne i populace menších šelem, např. poddruhu lišky velkouché (Vulpes macrotis, resp. Vulpes macrotis mutica).[259]

## Medvěd hnědý a člověk

### Medvěd hnědý v kultuře
Pro svou sílu, velikost a schopnost „zázračně obživnout“ ze zimního spánku byl medvěd hnědý uctíván domorodými národy téměř v celé Eurasii a Severní Americe. Nálezy ozdobených medvědích lebek, pohřbených společně s lidskými ostatky, pocházejí již z období paleolitu před více než 30 000 lety. Pro Sámy, staré Finy, Balty a sibiřské domorodce byl medvěd uctívaným tvorem. Věřilo se, že je pánem a hospodářem lesa, příbuzným člověka, který rozumí lidské řeči. Vyslovení jeho pravého jména bylo tabu, dostal proto většinou opisné jméno, což je případ slovanského slova medvěd („jedlík medu“), německého Bär či anglického bear (obojí „hnědák“), staroirského milchobur („toužící po medu“) nebo litevského lokys (pravděpodobně „lízal“). Původní indoevropské jméno medvěda (*h₂ŕ̥tḱos) se dochovalo například u Italiků (latinsky ursus) či Indů (v sanskrtu ṛ́kṣa). U lesních národů jsou jeho tabu pojmenování obdivnější a vznešenější: např. sibiřští Mansové mu říkají torel („vznešený“), Eveni akbaka („stařec“), Oročové amaha („strýček“) a Jakuti ehe („dědeček“), také na Zakarpatské Ukrajině či v Bělorusku mu vesničané dříve lichotivě říkali ďadko.
Postoj starých Finů k medvědovi je popsán v eposu Kalevala, zejména v jeho 46. runě, kde čarodějný pěvec Väinämöinen loví medvěda. Také zde je medvěd nazýván lichotivými jmény, např. Otso s medovou tlapou a je označen za potomka bohyně lesa Mielikki. Ulovení medvěda u sibiřských národů, ale také u severoamerických Indiánů (např. Kríů, Čipevajanů), dodnes doprovázejí složité usmiřovací obřady, při nichž se lovci zabitému medvědovi omlouvají a někdy i svalují vinu na někoho jiného.
V některých oblastech severní Asie, zejména u Ainuů, Nivchů a Ketů, bylo zvykem chovat medvíďata ve vesnici, kde je některé ženy kojily společně s dětmi. Medvíďata si hrála s dětmi a byla pečlivě ošetřována. Když dorostla, vesničané je obvykle obětovali a snědli. Ainuové věřili, že duch obětovaného medvěda putuje přímo do nebe, kde sdělí bohům všechna přání a prosby lidí. Nivchové a Ketové někdy medvědy místo obětování vypustili zpět do přírody.
Staří Izraelité pokládali medvěda za zlé a nebezpečné zvíře, podle starozákonní legendy přivolal prorok Elíša, uražený posměšky dětí, dvě medvědice, které posměváčky napadly. Medvěd měl své místo i v řecké mytologii, kde byl spojován s bohyní Artemis. Známý je příběh o lovkyni Kallistó, která byla následkem kletby proměněna v medvědici a posléze se stala souhvězdím Velké medvědice. Římané medvědy zneužívali k hrám v cirku, kde je nutili zápasit s gladiátory nebo jinými zvířaty, případně jim předhazovali odsouzené zločince. Přiváželi je ve velkém ze Sýrie a z Germánie, např. císař Gordianus III. dal vypustit do arény 300 medvědů, kteří se pro pobavení diváků navzájem rozsápali.
Medvědi měli význam i v kultuře starověké Indie, Číny, Korey a Japonska. Většinou se však nejednalo o medvěda hnědého, ale jiné, menší druhy, v Indii to byl medvěd pyskatý, ve východní Asii medvěd ušatý. Korejský kulturní hrdina a první panovník Tangun byl podle mýtů potomkem nebešťana jménem Hwanung a medvědice.
Medvěda si vážili i staří Keltové, kteří ho pokládali za symbol síly a statečnosti. Jména keltských králů Artuše a Cormaca Mac Arta jsou odvozena z keltského názvu medvěda (art). Medvěda si vážili rovněž Germáni. Jméno hrdiny Beowulfa znamená doslova „Vlk včel“, což je opět opisné označení (tzv. kenning) pro medvěda. Vikinští berserkové byli elitní bojovníci nadaní medvědí silou a zuřivostí, také jejich název je odvozen od medvěda. Tento motiv později využil J. R. R. Tolkien pro postavu Medděda ve svém románu Hobit. Z germánského názvu medvěda jsou odvozena vlastní jména Björn, Berthold, Berengarie či Bernard, z keltského jméno Artur a z latinského jména Uršula a Voršila.
Existuje mnoho pohádek o medvědech, v Evropě je to např. původně anglická pohádka o třech medvědech, známá je i skotská pohádka o hnědém medvědu ze Zeleného údolí (či Hnědém medvědu norském), kde je medvěd zakletým princem. Velmi častý je motiv únosu nebo „manželství“ medvěda a dívky. Např. v ruské pohádce unesl medvěd dívku Mášenku, ta ho však přelstila a vrátila se k rodičům. V jiné ruské pohádce se vypráví o bohatýru Ivanu Medvídkovi, který byl synem ženy a medvěda a měl medvědí sílu. Podobného původu byl i lotyšský bohatýr Lāčplēsis, který měl navíc medvědí uši. Sibiřští Evenkové si vyprávějí o ženě, která zabloudila v tajze a přezimovala v medvědím brlohu spolu s medvědem. Na jaře pak medvědovi porodila děti, z nichž vyrostli siláci a šamani. Motiv ženy unesené medvědem je častý i v pohádkách amerických indiánů, např. Haidů nebo Kríů, ale také u indiánů jihoamerických v oblasti And, tam je však únoscem místní druh – medvěd brýlatý. Indiáni medvědy zobrazovali na totemových sloupech a uctívali je jako své předky. Mnohé kmeny, jako Čerokíjové, Kvakiutlové nebo Arikarové tančili medvědí tance, Tlingitové nosili medvědí masky. Slovo medvěd bylo součástí mnoha indiánských jmen, stačí vzpomenout náčelníky Kiowů Stojícího medvěda a Bílého medvěda, náčelníka Kríů Velkého medvěda, medicinmana Arikarů Medvědí břicho a mnohé další.
Ve středověké Evropě medvěd své výsadní postavení mezi zvířaty ztratil ve prospěch lva. Nadále však zůstal oblíbenou lovnou zvěří a erbovními zvířetem šlechtických rodů (např. Orsiniové, vévoda Albrecht Medvěd), měst (např. Berlín, Bern, Madrid, Beroun), státních a územních celků (např. Appenzelského kantonu, východního Fríska, Saska-Anhaltska, republiky Karélie) či emblematickým zvířetem (Finsko).

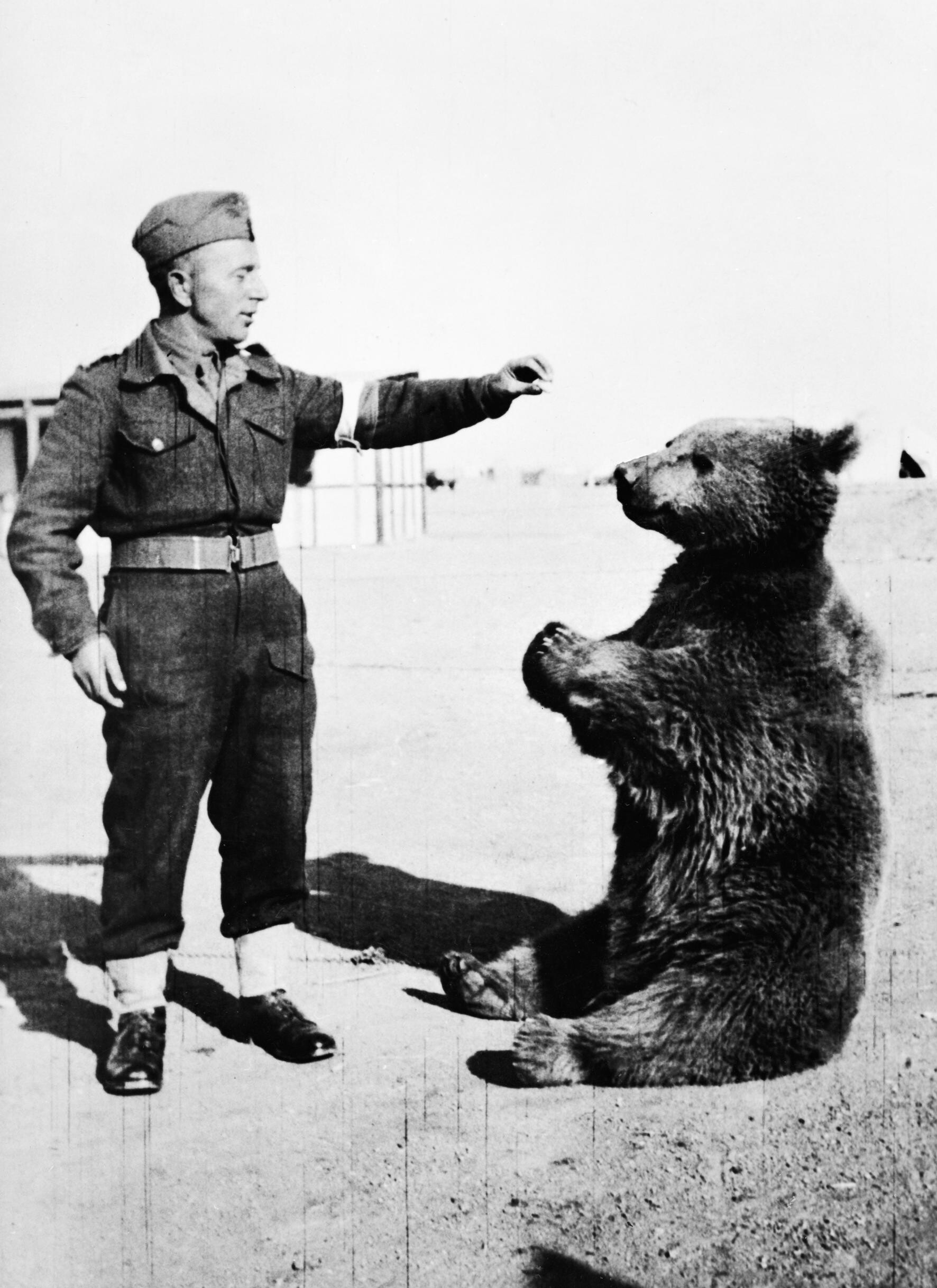
Medvěd Wojtek

Od 19. století je „Ruský medvěd“ neoficiálním symbolem Ruska. Ve 20. století se stal plyšový medvídek (teddy bear) jednou z nejoblíbenějších dětských hraček, přestože jeho vzorem mezi živými zvířaty není žádný druh medvěda, ale australský koala. Za druhé světové války se stal slavným symbolem a maskotem polského odboje medvěd Wojtek. Tento medvěd pocházel z Íránu a patřil generálu Władysławu Andersovi. Roku 1944 se Wojtek účastnil bitvy o Monte Cassino, kde pomáhal nosit dělostřeleckou munici. Bitvu přežil a za svou statečnost byl vyznamenán, dokonce získal v polské armádě hodnost desátníka. Válku přežil a zemřel roku 1963. Medvěd je také maskotem fotbalového klubu Bayern Mnichov nebo univerzity Berkeley.

### Chov
Medvědi byli často chováni v hradních příkopech nebo cvičeni k tanci a předváděni jako pouťová atrakce. Medvědář s ochočeným medvědem putoval od vesnice k vesnici a vydělával si jídlo předváděním různých kousků. Metody výcviku medvědů však byly velmi tvrdé, často za hranicemi týrání, cvičení medvědi byli ve špatném zdravotním stavu následkem stresu, podvýživy a nemocí. Dodnes se s medvědáři můžeme setkat v jihovýchodní Evropě a především v severní Indii, kde používají medvěda pyskatého. V 16.–18. stol. byly oblíbenou zábavou šlechty také zápasy medvědů s velkými psy nebo s býky, na rozdíl od antických zápasů však jejich cílem nebylo vzájemné usmrcení zápasníků. Milovníkem této zábavy byli např. ruský car Fjodor II. nebo saský kurfiřt August Silný. Jejich zobrazení se dochovalo např. na olejomalbách anglického barokního malíře George Hamiltona.
Od 19. stol. jsou cvičení medvědi jednou z největších atrakcí cirkusů, patří také mezi oblíbené a poměrně nenáročné chovance zoologických zahrad. V Česku je chovají nejen Zoo Brno, Zoo Děčín, Zoo Dvorec, Zoo Chomutov, Zoo Plzeň a Zoo Tábor, ale také město Beroun nebo některé hrady a zámky (např. Zákupy u České Lípy). Medvědi jsou v zajetí oblíbeni pro svou učenlivost, komické pohyby a zdánlivě dobromyslný vzhled. Ve skutečnosti jsou ale značně nebezpeční a způsobili v ZOO i v cirkusech mnohem více úrazů než např. lvi a jiné kočkovité šelmy. Hlavní důvod je ten, že medvědi mají slabě vyvinuté obličejové svaly a tedy i málo výraznou mimiku. Na medvědovi tedy nelze poznat změny nálady dřív, než když se bezprostředně chystá k útoku.

### Lov
Lidé lovili medvědy hnědé i jeskynní už v paleolitu, nejen jako zdroj masa a kůže, ale také jako konkurenty a případný zdroj nebezpečí. Medvědi byli často ubíjeni během zimního spánku, nebo loveni pomocí různých léček a pastí. Osobní souboj s medvědem byl odedávna důkazem mužnosti a odvahy. V minulosti byly k lovu používány těžké oštěpy či kopí, od 19. stol. se medvědi po celém světě loví odstřelem, obvykle na čekané. Obvyklou metodou je lov na újedi, čímž se myslí čekání u návnady (obvykle mrtvého zvířete). V USA a Kanadě se provádí lov medvěda hnědého a baribala pomocí psů, kteří medvěda vyplaší a přinutí k obraně nebo k útěku na strom, kde se stane pro lovce snadným cílem. Je povoleno lovit pouze medvědí samce.[zdroj?]
Trofejí z medvěda je lebka, kožešina a pyjová kost. Medvědí maso se dá jíst, má tmavou barvu a chutí se poněkud podobá vepřovému nebo kančí zvěřině. Za pochoutky se pokládala medvědí hlava a především tlapy. Různým částem medvědího těla bylo připisována léčivé nebo magická moc, což platí např. o medvědím tuku, a zejména žluči, jíž dosud využívá tradiční čínská medicína. Kvůli žluči jsou dodnes medvědí v Asii vybíjeni pytláky nebo drženi v nelidských podmínkách na farmách, kde se jim žluč odebírá pomocí kanyly. Léčivé účinky medvědí žluči jsou však sporné. Méně se ví, že ve středověku se medvědím sádlem a žlučí léčilo i v Evropě, včetně Českých zemí. Kronikář Václav Březan zaznamenal, že se medvědí žlučí léčil Vilém z Rožmberka.

### Útoky na člověka a prevence
Medvěd hnědý útočí na člověka jen velice zřídkakdy a nejčastěji se tak stává, pokud ho vyrušíme při konzumaci potravy, když je u brlohu, je raněný, nemá možnost úniku nebo pokud narazíme na samici s mláďaty či na samce v období páření. Na pozoru by se měli mít i lidé v doprovodu psa, který může svým chováním, obzvláště není-li na vodítku, medvěda vydráždit. Obvykle se jinak člověku, zavětří-li ho z bezpečné vzdálenosti, snaží vyhnout. Někdy je však medvěd nepředvídatelný nebo poměrně zvědavý (čím vyšší inteligenci zvíře má, tím více „osobnostmi“ vyniká – tj. různorodostí ve způsobu řešení situací), ale zaútočí hlavně v případě, že je z přítomnosti člověka překvapený a cítí se v ohrožení.
Za agresivní chování medvědů může do jisté míry i jejich styl života. Například samice pečující o mláďata často čelí hrozbě ze strany dospělých statných samců dychtících po páření a zvýšená defenzivita či agresivita ji tak napomáhá ochránit bezbranná mláďata. A právě medvědí matky bránící svá mláďata patří mezi nejvíce nebezpečné – v Severní Americe jsou zodpovědné až za 70 % všech smrtelných střetů s medvědem. Nebezpeční mohou být také ti medvědi, kteří si zvykli na snadnou dostupnou potravu, kterou jim neúmyslně dopřávají lidé, jako např. odpadky. Dlouhodobý kontakt s člověkem u nich vede ke ztrátě plachosti a v některých případech i k tomu, že si ho spojují s potravou.

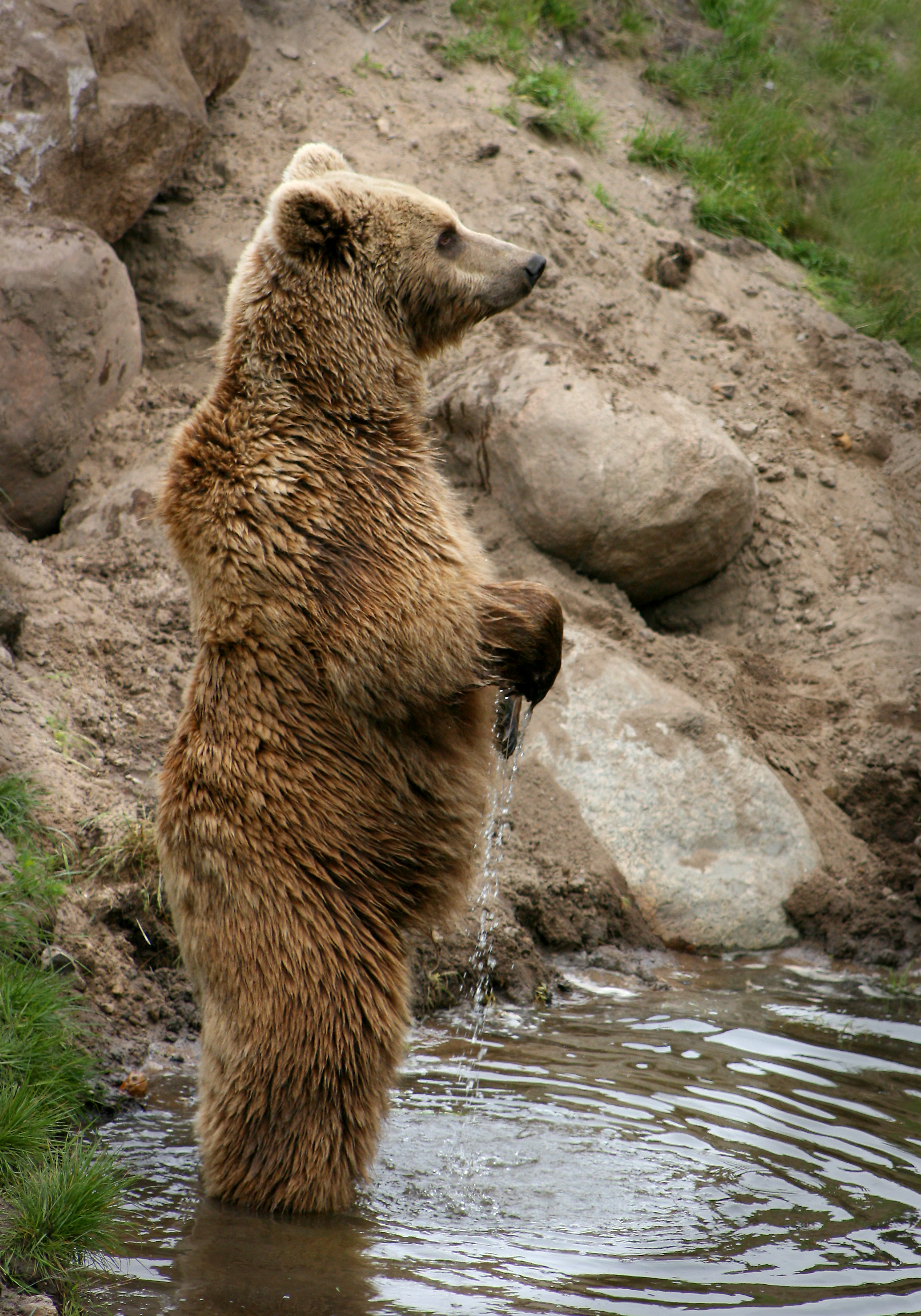
Pokud se medvěd postaví na zadní nohy, obvykle jen mapuje terén

Ve větším nebezpečí se mohou ocitnout jednotlivci nebo malé skupinky maximálně o dvou lidech. Na větší skupinu lidí si medvěd většinou zaútočit netroufne. Nicméně je znám případ útoku medvěda grizzlyho na skupinu šesti a více osob, ale předpokládá se, že v momentě překvapení nemusel velikost skupiny rozpoznat. Útoky medvědů hnědých často končí vážným zraněním a v některých případech i smrtí. Vzhledem k obrovské fyzické síle některých poddruhů (grizzly, kamčatský) může být i jediné kousnutí nebo plácnutí tlapou devastační, podobně jako u tygrů. K většině incidentů dochází v jarních měsících, což souvisí s obdobím medvědí říje a v letních měsících, kdy v přírodě pobývá větší počet rekreantů, turistů nebo lovců. Střetu se spíše vyhnou ti lidé, kteří medvědy na svou přítomnost upozorňují hlasitou mluvou nebo jiným přiměřeným hlukem. Když ale ke střetu dojde, je statisticky pravděpodobnější, že bude napaden ten člověk, který se bude snažit před medvědem utéct, než ten, který zachová chladnou hlavu a zůstane stát v poklidu na místě. Navíc v případě potřeby je medvěd schopný vyvinout rychlost téměř 60 km/h, takže dokáže běžet mnohem rychleji než člověk. Pokud se medvěd postaví na zadní, nemusí to nutně znamenat, že chce zaútočit. Většinou se tak snaží pouze ujistit, respektive čichem a zrakem zkontrolovat, jestli mu nehrozí nějaké nebezpečí. Při náhlém setkání zblízka se vyhněte pohledu do očí (pro zvíře je to známka agrese). K útoku nemusí dojít ani v případě, že medvěd proti člověku vystartuje. Může jít pouze o zkušební, předstíraný výpad, a pokud člověk vydrží zůstat v klidu, nebo na šelmu ve správný okamžik zakřičí (klidně ale důrazně, nesmí však jít o panický výkřik), medvěd pravděpodobně zpomalí, útok si rozmyslí a nakonec uteče. Pokud však k fyzickému kontaktu přece jen dojde, měla by si osoba lehnout buďto na břicho nebo zaujmout tzv. fetální polohu (kdy člověk leží na boku s koleny přitaženými k hrudníku a trupem stočeným ke kolenům) a rukama si chránit krk a hlavu, aby skryla nejzranitelnější části těla. Před nebezpečnými údery může člověka zachránit také batoh na zádech. Důležité je, aby člověk zůstal co nejvíce v klidu. Pokud medvěd pochopí, že ho nic neohrožuje, pravděpodobně po nějakém čase odejde. V případě, kdy se medvěd odváží vstoupit do stanu nebo budovy a tam na člověka zaútočit, ztratil již zřejmě jakýkoliv respekt a může být velmi nebezpečný. V takové situaci se doporučuje agresivní obrana, jako při boji o holý život. K potlačení medvědí agrese může být účinný i speciální sprej na medvědy. Studie amerických a kanadských vědců zjistila, že sprej proti medvědům odrazuje od agresivního chování dokonce mnohem účinněji než střelná zbraň, a to v 92 % zkoumaných případů oproti 67 % případů se zbraní.
Medvědí tlama je plná potenciálně škodlivých bakterií a kousnutí může mít za následek infekce běžné u většiny masožravých zvířat včetně abscesu, sepse a nebo vztekliny.

#### Vzorce útoků

##### Vyprovokované útoky (obranné)

Člověk při souboji s medvědem z rané novinové ilustrace neznámého původu

Mezi vyprovokované útoky můžeme zařadit situace, při nichž se medvěd pouze brání, protože ho (případně jeho mláďata) člověk ohrožoval, obtěžoval nebo vyrušil. V takových případech útočící medvěd není motivován např. hladem, ale strachem, potřebou utéct (pokud mu člověk stojí v cestě), nebo nepřítele odehnat. V polovině případů trvají takové útoky pouze několik sekund až půl minuty. Avšak vzhledem k velikosti a síle medvědů může i přesto člověk utrpět těžká a potenciálně smrtelná poranění.
Příklady:
- medvěd v zajetí útočící na agresivního chovatele;
- útok na lovce, který medvěda pronásleduje;
- medvědice útočící na turistu, který se přiblížil k jejím mláďatům;
- útok na fotografa, návštěvníka národního parku nebo terénního biologa, který se dostal příliš blízko k medvědovi a narušil jeho fyzický (osobní) prostor – tzv. únikovou vzdálenost.

##### Útoky synantropních medvědů

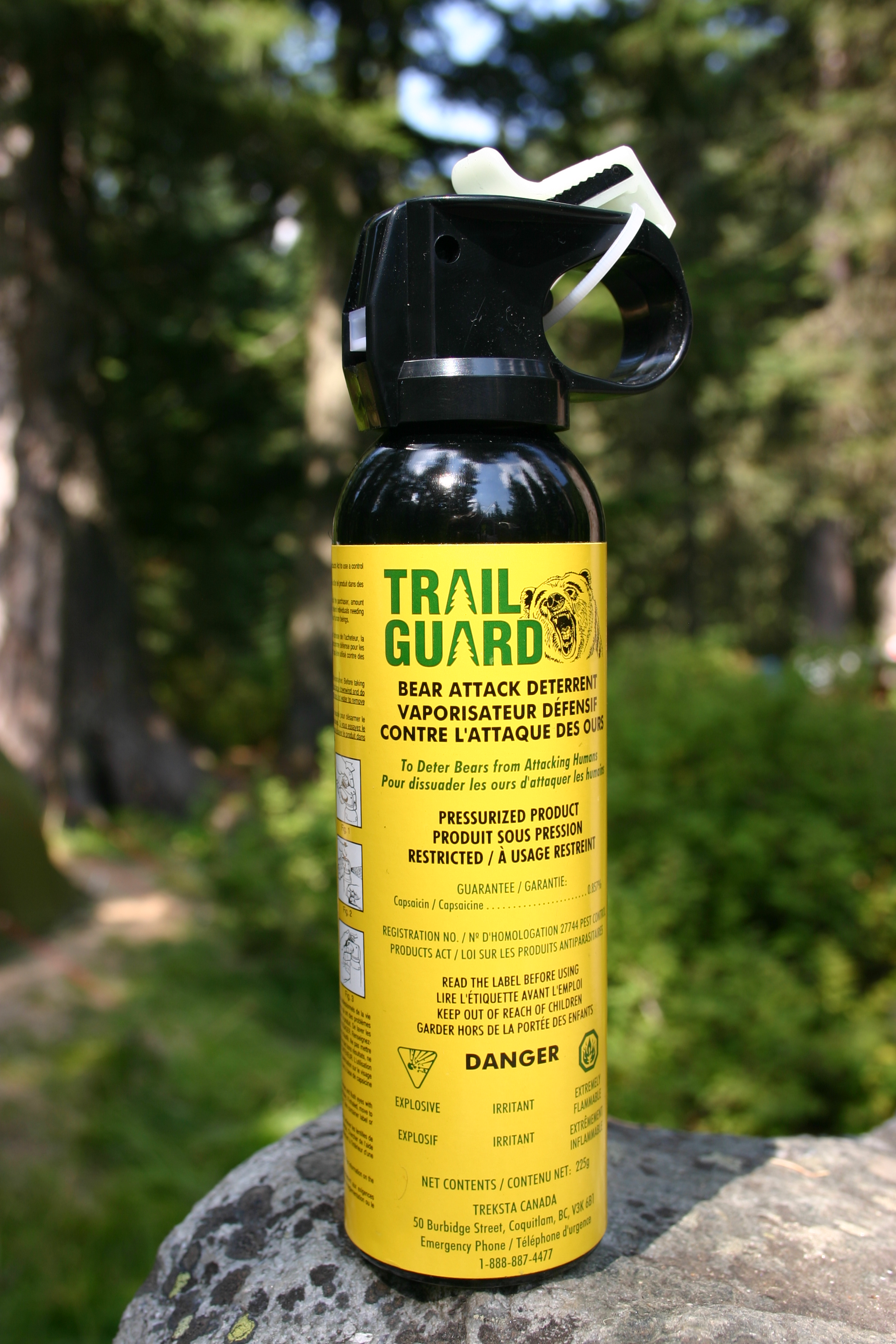
K potlačení medvědí agrese řada odborníků doporučuje použít pepřový sprej na medvědy

Někteří medvědi si zvyknou na přítomnost člověka a ztrácejí plachost, aniž by došlo ke konfliktu – tzv. adaptovaní medvědi. Jiný případ jsou medvědi přilákáni antropogenní potravou (např. odpadky). Jedná se o jedince se změněným chováním, kteří se přibližují k lidem záměrně, aby získali potravu – tzv. synantropní medvědi. Někteří lidé medvědy také přikrmují, čímž je dále podporují v nežádoucím chování, které může vyústit v nebojácné až agresivní jednání vůči člověku. V extrémních případech se pak medvědi odváží navštívit tábořiště a roztrhat stany, nebo vejít do budovy.

##### Útoky nemocných či zraněných medvědů
Podobně jako vlci se i medvědi mohou nakazit vzteklinou, závažným virovým onemocněním, které je přenosné též na člověka. Nakažení medvědi se projevují abnormálním chováním – obvykle jsou nebojácní, podráždění nebo agresivní a životu nebezpeční. Jedinec nakažený vzteklinou může v relativně krátké době napadnout nebo usmrtit několik lidí i domácích zvířat.
Podráždění a životu nebezpeční jsou také zranění medvědi, např. střelnou zbraní.

##### Nevyprovokované útoky (predační)
Mezi nevyprovokované útoky lze zařadit situace, při nichž se medvěd chová jako predátor. Motivací nevyprovokovaných útoků je tedy zejména hlad. Při takových útocích je medvěd zpočátku nezvykle klidný (bez známek znepokojení z přítomnosti člověka), úmyslně se přibližuje a je plně soustředěný na svou oběť, tedy na člověka, jako na možnou kořist. Terčem útoků se často stávají osamělí lidé a zejména pak děti nebo ženy – slabší oběti menšího vzrůstu. Pokud medvěd člověka zabije, při predačním útoku s mrtvolou nakládá podobně jako s jakoukoli jinou větší kořistí – přikryje člověka trávou, listím nebo hlínou a požírat ho začne za tři až čtyři dny po rozvinutých hnilobných procesech.
K takovým, leč vzácným útokům dochází zejména v Severní Americe, kde žije jeden z větších poddruhů medvěda hnědého – grizzly.

#### Celosvětové statistiky z let 2000 až 2015
Konec legálního a rozsáhlého pronásledování, přísná ochranná opatření a reintrodukce umožnily populaci medvěda hnědého zotavit se a rozšířit se v mnoha oblastech. K roku 2019 počet medvědů hnědých na celém světě přesahuje 200 000, z nichž většina žije v Rusku (~100 000 jedinců), v Severní Americe asi 58 000 a v Evropě přibližně 15 400 jedinců. Rumunsko je domovem největší evropské populace medvědů (k roku 2014 čítala přibližně 6 000 jedinců), nepočítáme-li evropské části Ruska.
Během let 2000 až 2015 došlo v Severní Americe (183 případů), Evropě (291 případů) a na východě Země (190 případů) k celkem 664 zdokumentovaným a podrobně zanalyzovaným incidentům. V rámci Evropy se nejvíce útoků odehrálo v Rumunsku – 131 (45 %), na Slovensku – 54, ve Švédsku – 28 a Finsku – 17. V Severní Americe se většina útoků odehrála na Aljašce – 51, v Britské Kolumbii – 42, ve Wyomingu – 29, v Montaně – 25 a Albertě – 18. Na východě Země bylo zaznamenáno a podrobně analyzováno 111 útoků v Rusku, 54 v Turecku a 25 v Íránu.
Data ukazují celosvětový nárůst počtu útoků v posledních desetiletích, což je pravděpodobně způsobeno několika faktory, zejména ale růstem medvědí i lidské populace, který vede ke zvýšenému překrývání stanovišť (tj. k úbytku životního prostředí medvědů) a k rostoucím rekreačním aktivitám. K incidentům docházelo nejčastěji v létě (48 %), během dne (73 %) a především k střetům se samicí s mláďaty (47 %). Napadeni byli prakticky jen dospělí (99 %) a hlavně muži (88 %). V 63 % případů byla osoba v okamžiku útoku sama. Smrtí člověka skončilo pouze 14,3 % incidentů, nejméně v Evropě (6,6 %) a nejvíce ve státech na východě Země – Rusko, Turecko, Írán (32 %).

#### Nejtragičtější případy

##### Útoky medvěda hnědého na ostrově Hokkaidó v roce 1915

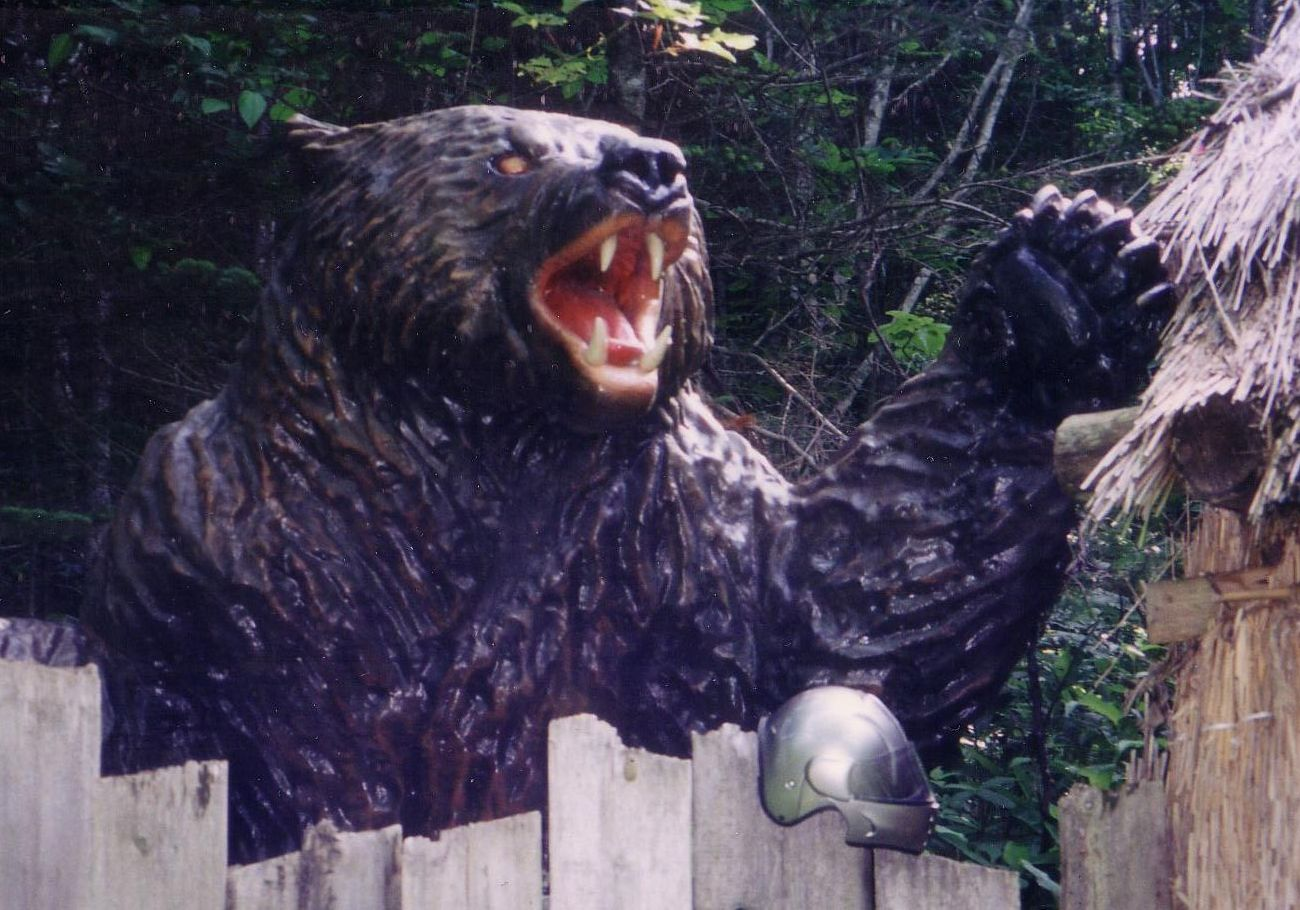
Socha medvěda v porovnání s přilbou (vpravo dole)

V Japonsku se jeden medvěd hnědý nechvalně proslavil tím, že v prosinci 1915 ve městě Tomamae na ostrově Hokkaidó provedl jednu z nejhorších sérií útoků, když v průběhu jednoho týdne, co se probudil ze zimního spánku a očividně vyhladovělý, zabil nejméně sedm lidí a tři další zranil (převážně ženy a děti), než byl nakonec vypátrán a zastřelen. Měřil 2,7 m a vážil 340 kg. Japonský ostrov Hokkaidó je domovem mohutného poddruhu medvěda hnědého, medvěda ussurijského (Ursus arctos lasiotus), který může dorůst stejných rozměrů jako kodiak, medvěd kamčatský nebo grizzly.

##### Noc grizzlyů v létě 1967
Jedné tragické noci v létě 1967 zabili grizzlyové dvě mladé ženy při dvou samostatných útocích v národním parku Glacier v Montaně. Obě 19leté ženy, zaměstnankyně dvou chat v parku, se 12. srpna vydaly s přáteli na noční výlet. Netušily však, že se v blízkosti chat a kempů pohybovali grizzlyové, které přilákala ochota turistů hodit jim něco k snědku, nebo potrava zanechaná neopatrnými táborníky. V 60. letech minulého století nebyly v amerických národních parcích žádné odpadkové koše chráněné proti medvědům a existovalo jen málo dalších bezpečnostních opatření, která by návštěvníky upozorňovala na přítomnost těchto šelem. Obě oběti, Julie Helgesonová a Michele Koonsová, spaly venku pod širým nebem, aniž by tušily, že na jejich tábořiště za chvíli zaútočí hladoví a agresivní grizzlyové.

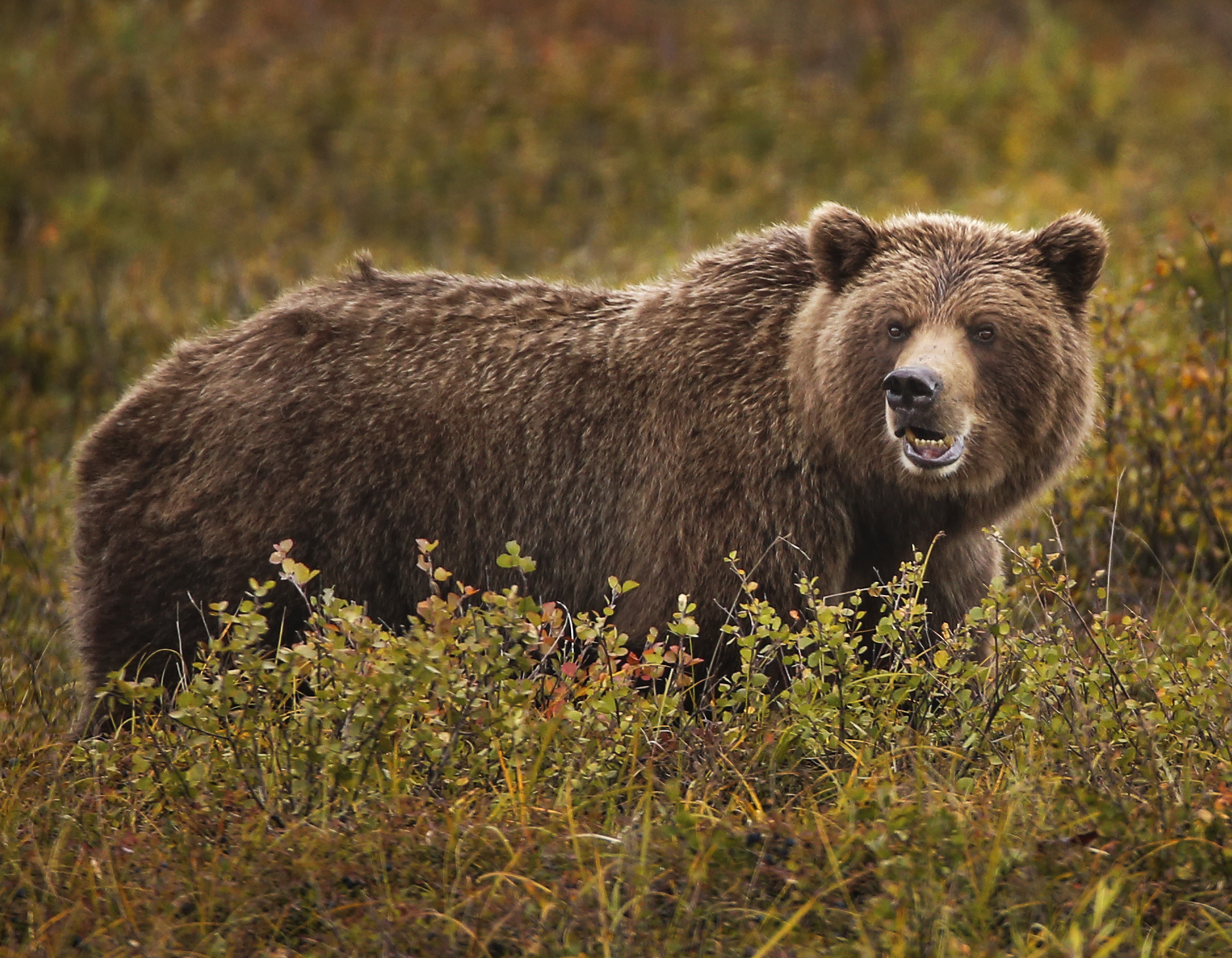
Medvěd grizzly

Helgesonovou a jejího přítele v brzkých ranních hodinách probudil velký grizzly, když očichával jejich spacáky. Snažili se hrát mrtvé, ale medvěd se do nich zabořil zuby a drápy, a nakonec uchopil Helgesonovou a odvlekl ji pryč. Pokud je medvěd na člověka zvyklý a navíc hladový, v takovém případě ho nehybná kořist nezastaví. O několik hodin později ji pátrací skupina nalezla těžce zraněnou. Zemřela dříve, než záchranný vrtulník dorazil do nemocnice. Její přítel přežil.
Tábor Koonsové přepadl grizzly ve chvíli, když společně s přáteli vařila večeři. V domnění, že se zvíře jejich večeří nasytilo a nebude je již dále ohrožovat, se jen přesunuli nedaleko na pláž, kde následně přenocovali. V brzkých ranních hodinách se však medvěd vrátil. Zatímco ostatní se stihli včas probudit a dostat se na nedaleké stromy, Koonsovou se mu podařilo popadnout, načež ji surově rozsápal a zaživa ukousl ruku. Než dorazila pomoc, svým zraněním na místě podlehla.
Hrůzné útoky, které Jack Olsen popsal v knize Night of the Grizzlies („Noc grizzlyů“) z roku 1969, vedly k rozsáhlým změnám v přístupu k medvědům v národních parcích USA. Uzavřely se tábořiště a stezky, kde byla aktivita medvědů zaznamenána, a je již přísně zakázáno krmit zdejší zvířata nebo ponechávat jakékoli odpadky.

##### Timothy Treadwell, 2003

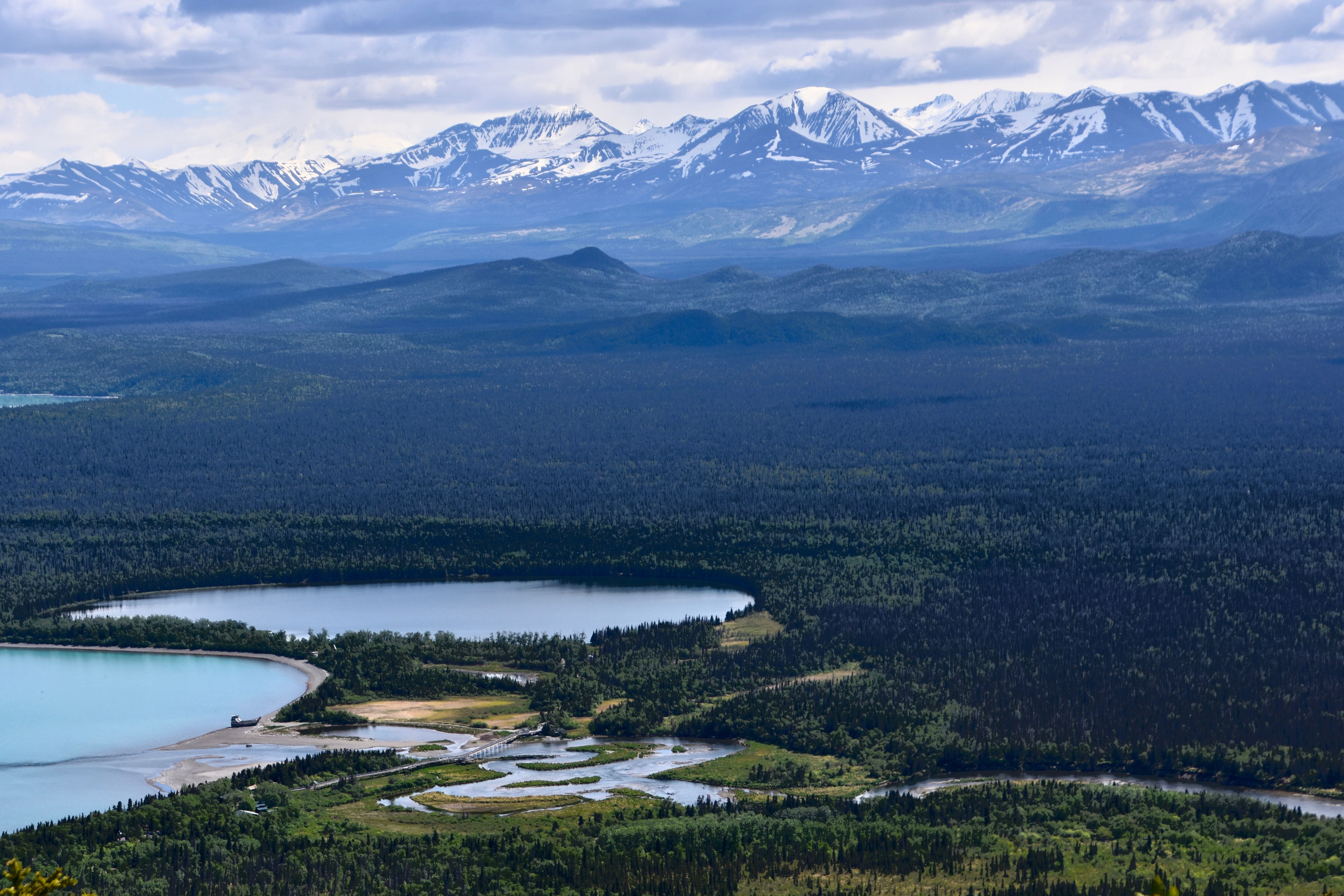
Národní park Katmai

Ekolog a medvědí nadšenec Timothy Treadwell (Timothy William Dexter) se proslavil jako „přítel“ medvědů grizzly v aljašském národním parku Katmai, kde zdokumentoval svůj překvapivě blízký vztah s těmito majestátními a obávanými zvířaty. Třináct let trávil každé jaro a léto v tamní přírodě a natáčel se při hravých až riskantních interakcích s divokými grizzly. Za antropomorfní zacházení s divokými zvířaty byl často některými odborníky kritizován, ale Treadwell jejich názory a doporučení zcela ignoroval. Jeho láska k medvědům, nebo spíše posedlost ho však přivedla k děsivému konci. Dne 5. října 2003 Treadwella a jeho přítelkyni Amie Huguenardovou, která ho v posledních letech doprovázela, v jejich táboře rozsápal a téměř sežral starší a vyhladovělý medvěd grizzly, kterého pravděpodobně pozorovali a natočili na video jen několik dní předtím. Hrůzný útok zachytila i kamera, ale protože měla nasazenou krytku objektivu, zachoval se pouze zvuk. Režisér Werner Herzog, který v roce 2005 na Treadwellovu památku natočil dokument Grizzly Man, je jedním z mála lidí, kteří znepokojivou nahrávku slyšeli. Jakmile se tak stalo, Herzog navrhl, aby byla zničena.

### Útoky na dobytek
Medvěd hnědý byl donedávna považován za krvelačného zabijáka, často útočícího na domácí zvířata až do velikosti krávy a koně. Škody na dobytku byly jedním z důvodů pronásledování a vybíjení medvědů. Např. ve Skandinávii, Rumunsku či Pyrenejích přibylo útoků medvědů na dobytek od poloviny 20. stol., kdy nastal ústup chovu velkých pasteveckých psů. Ve Skandinávii a Rusku někdy proniká i do chlévů. Kromě samotných zvířat nepohrdne ani jejich krmivem, zvláště pokud se jedná o prasata. Zvířata usmrcuje zlomením vazu a většinou je nesežere celá, přednost dává vnitřnostem, ale u krav, koz a ovcí začíná vemenem, které mu obzvlášť chutná, zvlášť je-li naplněné mlékem.

## Stav ohrožení, hrozby a ochrana

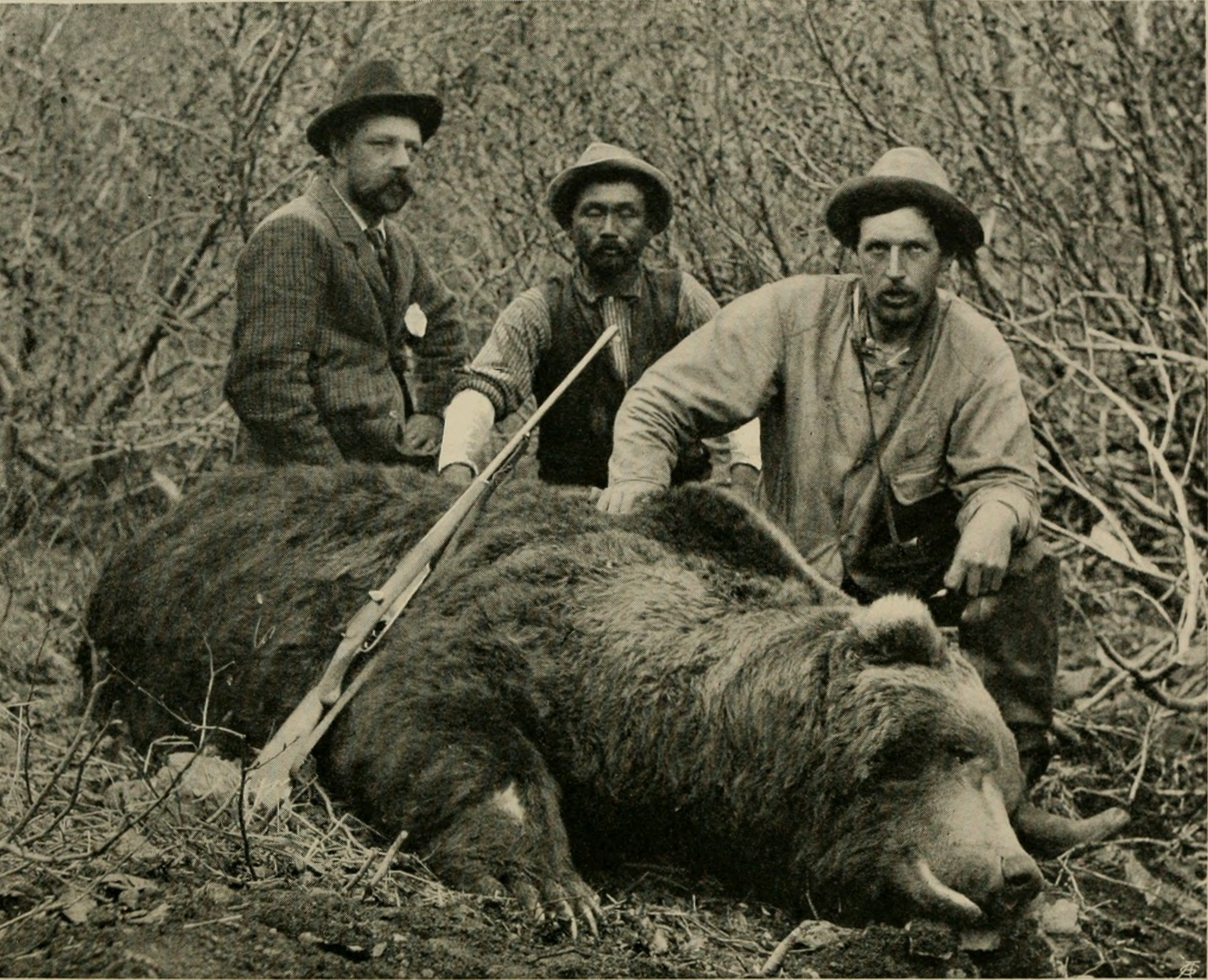
Lovci u zabitého medvěda na Aljašce v roce 1904

Přestože se areál výskytu medvěda hnědého zmenšil a čelí lokálnímu vyhynutí, na seznamu Mezinárodního svazu ochrany přírody (IUCN) je druh považován za málo dotčený (k roku 2017) s celkovou populací přes 200 000 jedinců. Zejména některé populace severoamerického medvěda grizzlyho, populace poddruhů na severozápadě Pacifiku (východní Sibiř, Japonsko, Severní a Jižní Korea) a též mnoho jihoasijských poddruhů bylo v 19. a na počátku 20. století loveno v takovém množství, že již jejich populace neexistují nebo jsou na pokraji vyhynutí. Medvěd syrský, nejmenší druh vůbec, lokálně vymizel z více než poloviny svého historického areálu. Další z nejmenších poddruhů, medvěd plavý, obývá pouze dvě procenta svého původního areálu. V Česku je medvěd hnědý rovněž velmi vzácný – v průběhu 17. až 19. století byl zde nejprve vyhuben a od 70. let. 20. století se sem v malém počtu vrací ze Slovenska, podobně jako v Rakousku či Německu, a kupříkladu v Itálii přežívá pouze asi 50 až 150 medvědů hnědých. Již vyhuben je medvěd atlaský, jediný poddruh i coby druh medvěda, který žil v Africe.

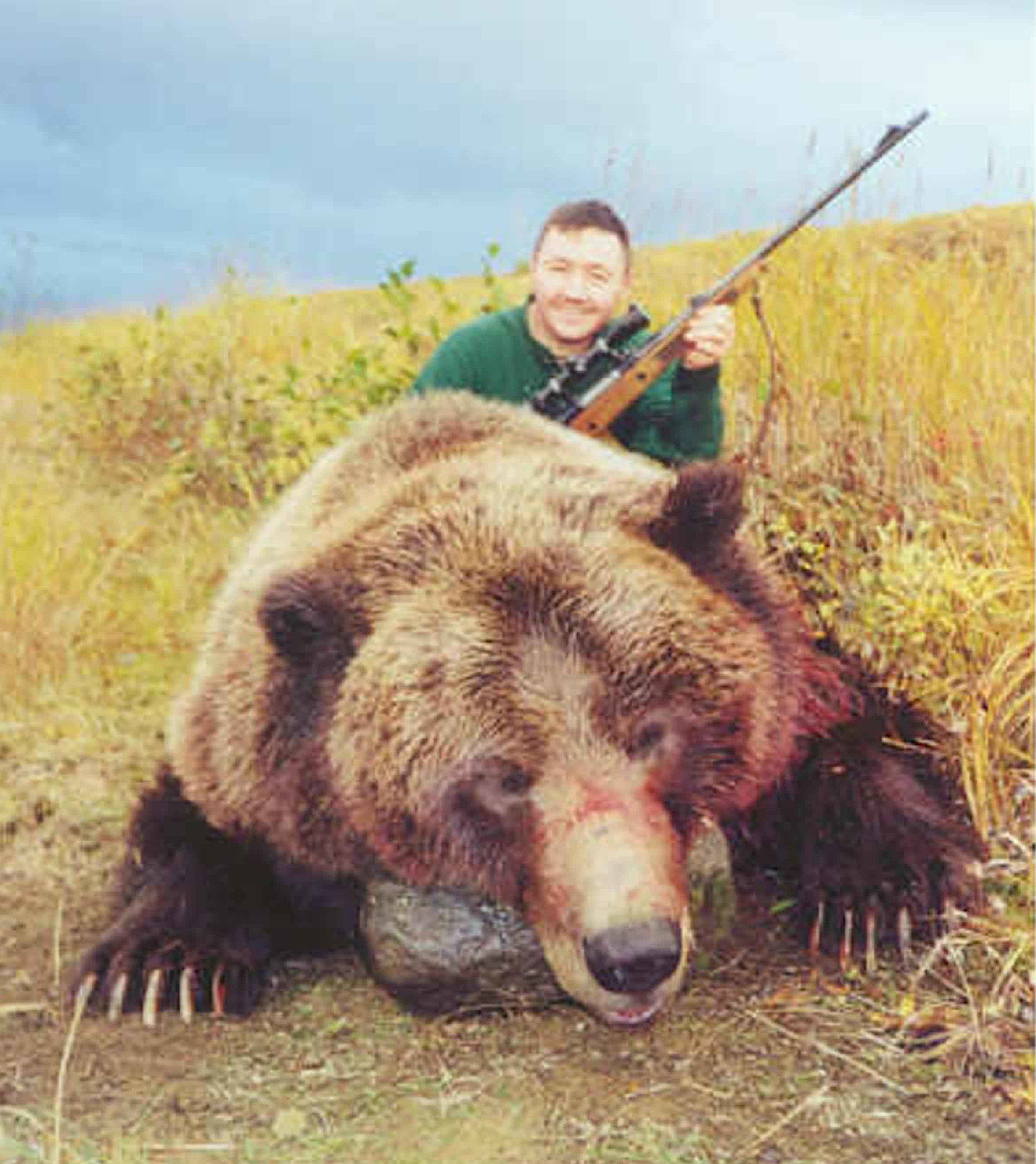
Lovec u zabitého medvěda v roce 2013

Mnoho malých, izolovaných subpopulací je ohroženo kvůli nízké početnosti a častému kontaktu s člověkem. Medvědi hnědí jsou coby všežravci přitahováni oblastmi se snadno dostupnou potravou souvisejícími s lidskou činností (odpadky, zemědělství), a protože jsou velcí a potenciálně agresivní, mohou ohrožovat život člověka, nebo jeho majetek či produkty, v důsledku čehož mohou být usmrceni. Kromě toho mohou být usmrceni neúmyslně (např. po srážce s vozidlem nebo vlakem), omylem zastřeleni během honu na jiná zvířata, nebo záměrně loveni pro účely orientální medicíny (žlučník, tlapy). I jen několik zabitých medvědů může sehrát podstatnou roli a mít nepříznivý vliv na nízkopočetnou populaci a její růst, a naopak zabránění několika úhynům může odvrátit pokles populace. Tam, kde se vyskytuje větší, souvislá populace medvědů, je někdy loven pro sportovní účely, nebo zabíjen preventivně (tj. koriguje se, a třeba jen domnělá, početnost), přičemž míra zabití může být někdy neudržitelná. V některých oblastech Aljašky je dokonce cílem managementu snížit populaci medvědů, aby se rozrostla populace losů a sobů ve prospěch lovců. Člověk ohrožuje medvědy hnědé i tím, že likviduje nebo snižuje kvalitu biotopů (v důsledku zemědělství, výstavby silnic či dálnic, vodních a větrných elektráren a lidských sídel obecně). Medvědi přicházejí o životní prostředí a jejich populace se postupné ocitají v izolaci, kvůli čemuž může docházet k příbuzenskému křížení.

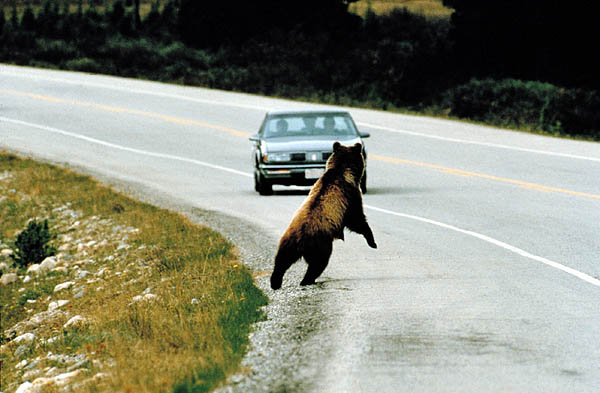
Kolize na pozemních komunikacích jsou jednou z mnohých hrozeb zapříčiněných rozpínající se lidskou civilizací

V Evropě jsou čtyři z deseti subpopulací kriticky ohrožené. Zdá se však, že zájem veřejnosti a zavedená opatření v současné době zajišťují většině populací alespoň krátkodobé až střednědobé přežití. Část subpopulací je na tom v některých zemích hůře, kvůli volnějšímu přijetí opatření a menšímu dozoru, a tomu odpovídající vysoké úmrtnosti způsobené člověkem. Téměř polovina subpopulací v současné době roste, ale pro zajištění dlouhodobého přežití je třeba udržet pod kontrolou všechny současné i potenciální hrozby. Za klíčové hrozby pro medvědy v Evropě se považuje ztráta biotopu v důsledku rozvoje infrastruktury, vyrušování lidmi (omezování pohybu, stres), náhodná úmrtnost, pronásledování (lov) a nakonec špatný nebo nedostatečný management.
V roce 2014 byl medvěd hnědý vybrán mezi zvířecí reprezentanty Evropy spolu s vlkem, rysem (ostrovidem a  iberským), rosomákem a zubrem – tzv. evropská velká pětka.

### Reintrodukce
V důsledku rapidního poklesu populace medvědů a lokálního vyhubení, k jakému docházelo v průběhu cca 10. až 20. století vlivem člověka, nyní dochází k reintrodukci těchto šelem po celém světě ve snaze vrátit životní prostředí do původního, přirozeného stavu. Setkáváme se ale s různou mírou úspěchu. Nejvíce se daří mladším, subadultním repatriovaným medvědům. Zvířata chovaná v zajetí obvykle nejsou dobrými kandidáty, ale u některých vzácných druhů či populací je to jediná možnost, jak se o ni alespoň pokusit. Kromě biologických faktorů ovlivňujících přežití druhu (např. důležitosti vhodného a dostatečně velkého stanoviště), je zdá se obtížnější překonat společenské zábrany vzešlé z domnělých, ale případně i reálných hrozeb pro lidskou bezpečnost a možné škody na majetku. A právě špatné přijetí a nedostatečné porozumění ze strany veřejnosti často stojí za některými neúspěšnými pokusy o reintrodukci medvědů. Za klíčový tak odborníci považují mj. kvalitní management, který by měl usilovat o zapojení veřejnosti do procesu od samého počátku plánování. Podle některých národních průzkumů mají lidé z venkova všeobecně zápornější vztah k medvědům než lidé z měst. Mladší věk a vyšší vzdělání může přinést kladnější vztah k medvědům, zatímco negativní zkušenosti v podobě ztráty na domestikovaných zvířatech nebo smrtelného napadení člověka často zásadně ovlivní obecné mínění o medvědech.
Kromě obecné a hlavní myšlenky (viz výše), která má napomoci udržet biologickou rozmanitost pro fungování ekosystému (medvědi hnědí se mj. podílí na potravní rovnováze, požírají či loví zejména nemocné a zraněné kusy zvěře a ozdravují jejich populace, nebo plní úlohu roznašečů semen), může reintrodukce původních druhů přinést další výhody, jakou je např. zvýšený zájem o ekoturistiku.

### Legislativa
V Česku je medvěd hnědý chráněny podle zákona č. 114/1992 Sb. o ochraně přírody a krajiny. Je zakázáno jej usmrcovat, odchytávat, držet ho v zajetí, prodávat či zpracovávat. To platí i pro mrtvá zvířata. Medvěd hnědý je podle vyhlášky č. 395/1992 zařazen mezi zvláště chráněné, kriticky ohrožené druhy. Prokázané škody na domácích zvířatech nebo včelstvech hradí stát (zákon č. 115/2000 Sb.). V myslivecké legislativě (zákon č. 449/2001 Sb.) je veden jako druh zvěře, který nelze lovit.
Na Slovensku je medvěd hnědý celoročně chráněný podle zákona č. 543/2002 Zb. o ochraně přírody a krajiny a podle vyhlášky č. 24/2003 Zb. jde o živočicha evropského významu. V souladu § 40 odst. 2 a 3 je však možné na jeho lov udělit výjimku. Lovit se mohou jen jedinci o hmotnosti menší než 100 kg, na rostlinnou návnadu a pouze na podzim. Nicméně vzhledem k napjaté situaci v důsledku zvyšujícího se počtu útoků na člověka za poslední dva až tři roky, v květnu 2024 poslanci slovenského parlamentu schválili možnost zjednodušeného odstřelu medvědů.
V rámci Evropy je medvěd hnědý uveden ve Směrnici o stanovištích (č. 92/43/EEC) v příloze IV., jako druh vyžadující přísnou ochranu, a také v příloze II. vyhlášky 166/2005 Sb., jako druh vyžadující zvláštní územní ochranu. Spadá také do Bernské úmluvy (příloha II.). Uveden je i v CITES v příloze I. (platí pro populace v Bhútánu, Číně, Mexiku a Mongolsku – od ledna roku 1990) a příloze II. (platí pro všechny ostatní populace – od června roku 1992).